# Scrophulariaceae
Scrophulariaceae Juss., 1789 è una famiglia di piante angiosperme dell'ordine Lamiales, con fiori zigomorfi (tipicamente labiati).

## Etimologia
Il nome della famiglia deriva dal suo genere tipo Scrophularia L., 1753 nominato così da un medico italiano che notò la somiglianza delle ghiandole di alcune specie di questo genere con l'infezione delle stazioni linfonodali (chiamata comunemente Scrofola) dovute ai batteri del genere Mycobacterium.
Il nome scientifico della famiglia è stato definito dal botanico francese Antoine-Laurent de Jussieu (Lione, 12 aprile 1748 – La Plata, 17 settembre 1836) nella pubblicazione "Genera Plantarum - 117. 1789" del 1789.

## Descrizione

### Portamento
Il portamento delle specie di questa famiglia è erbaceo perenne, biennale o annuale. Sono presenti anche specie con rosette basali e steli allungati oppure portamenti suffruticosi e arbustivi o piccoli alberi, raramente sono presente liane. La superficie può essere glabra, ghiandolare-pubescente o densamente villosa anche per peli dendroidi o tricomi sia semplici che ramificati di tipo stellato. Gli steli sono da ascendenti a eretti con sezioni quadrangolari a causa della presenza di fasci di collenchima posti nei quattro vertici (talvolta sono alati). Le radici possono essere rizomatose (pelose o glabre). Queste piante contengono composti iridoidi, altre hanno un odore fetido, tutte sono autotrofe.

### Foglie
Le foglie hanno un portamento opposto o alterno (in Aptosimeae) o densamente spiralato. In alcune specie le foglie inferiori formano delle rosette basali. In base all'inserzione sul fusto si dividono da sessili o subpicciolate a distintamente picciolate. La lamine hanno delle forme da lanceolate oppure da ampiamente ovoidi a orbicolari con apici ottusi o acuti e margini dentati o seghettati. Sono presenti lamine di tipo da pennatifido a pennatosetto o succulente oppure da filiformi a lineari. Sulla superficie delle foglie possono essere presenti cellule distinte (idioblasti). Le stipole sono assenti.

### Infiorescenze
Le infiorescenze (indefinite) sono racemose da congestionate a capitate e provviste di brattee o di copiose fronde.  A volte formano delle strutture tirsoidi con cime ascellari; altre volte sono semplicemente cimose. I fiori sono da sessili o brevemente pedicellati a distintamente pedicellati. Le bratteole sono presenti.

### Fiori
I fiori, ermafroditi e zigomorfi, sono tetraciclici (ossia formati da 4 verticilli: calice– corolla – androceo – gineceo), pentameri (i verticilli del perianzio hanno più o meno 5 elementi ognuno).
- Formula fiorale:

X K (4-5), [C (2+3) A 5 o 2+2 o 2], G (2), supero, capsula.
- Il calice, gamosepalo, ha una forma da cilindrica a campanulata. A volte il calice è bruscamente dilatato alla fine e termina con tre-cinque lobi (in alcuni casi divisi profondamente) in altri casi il calice è bilabiato con struttura 2/3. I lobi possono essere uguali o subuguali con delle forme da lineari a lanceolate.

- La corolla, di tipo zigomorfo (i petali sono concresciuti), è formata da un tubo con forme cilindriche (a volte stretto o rigonfio e piatto, altre volte dilatato nella parte apicale) e terminante in cinque lobi a disposizione da indistintamente a decisamente bilabiata (i tre superiori sono più o meno ripiegati verso l'alto, gli altri due verso il basso). In alcune specie i lobi hanno delle forme orbicolari; in altre sono patenti. In altre specie la corolla è subruotata ed è a forma di coppa. I colori dei petali variano dall'arancio al salmone, ma anche rosa, giallo, rosso, bianco o violetto, oppure da verdastro a marrone.

- L'androceo è formato da 4 stami didinami inclusi o sporgenti. Un quinto stame (staminoide) è assente o presente ma ridotto ad una appendice sterile al centro del labbro superiore. In altre specie gli stami sono 5 (i due inferiori/anteriori sono più lunghi, i tre superiori/posteriori sono più brevi). Raramente gli stami sono fino a 8. In altre ancora gli stami sono 2. I filamenti sono adnati alla base o alla gola della corolla; in alcune specie sono villosi o in genere pubescenti. Le antere, divergenti e non sagittate, hanno una teca (antere uniloculari[10]) o due (antere biloculari[6]); sono reniformi e fissate al centro oppure sono confluenti e si aprono per mezzo di un'unica fessura distale, orientata perpendicolarmente al filamento. I granuli pollinici sono del tipo tricolporato.

- Il gineceo è bicarpellare (sincarpico - formato dall'unione di due carpelli connati). L'ovario (biloculare) è supero con forme da ovoidi a globose. La placentazione in genere è assile e indivisa. Ogni loculo ha un ovulo oppure è multi-ovulo (fino a 8). Gli ovuli sono pendenti e anatropi. Il tessuto endoteliale dell'ovulo è formato da cellule cubiche isodiametriche con pareti spesse in modo omogeneo. Lo stilo ha uno stigma con forme da capitate a piatte o debolmente bilobate. Il disco nettarifero in genere è presente.

### Frutti
I frutti sono delle capsule con deiscenza da loculicida a setticida, raramente sono delle bacche secche o simili a drupe con mesocarpo carnoso o acquoso. I semi sono numerosi con forme da compresso-ovoidi a cilindriche; talvolta la superficie è rugosa o con creste e la testa può essere reticolata. L'endosperma, ben sviluppato, è liscio o a coste.

## Biologia
Le specie di questo raggruppamento si riproducono per limpollinazione tramite insetti (impollinazione entomogama) o uccelli (impollinazione ornitogama).
La dispersione dei semi avviene inizialmente a causa del vento (dispersione anemocora); una volta caduti a terra sono dispersi soprattutto da insetti tipo formiche (mirmecoria).

## Distribuzione e habitat
La famiglia ha distribuzione cosmopolita con gli habitat più vari. La tabella sottostante indica la distribuzione per le 10 tribù della famiglia.
| Tribù          | Distribuzione                                                                                               | Habitat                                                                                   |
| -------------- | --- | ----------------------------------------------------------------------------------------- |
| Aptosimeae     | Soprattutto africana                                                                                        | Tropicali secchi anche rocciosi.                                                          |
| Androyeae      | Madagascar                                                                                                  |                                                                                           |
| Buddlejeae     | Abbastanza cosmopolita                                                                                      | Da temperati a subtropicali (o tropicali in regioni montuose dell'America, Africa e Asia) |
| Camptolomeae   | isole Canarie, Angola, Namibia, Somalia, Oman, Socotra, Yemen                                               |                                                                                           |
| Hemimerideae   | Soprattutto africana tropicale                                                                              | Tropicale                                                                                 |
| Leucophylleae  | Prevalentemente americana                                                                                   | Da tropicali a temperati                                                                  |
| Limoselleae    | Prevalentemente sud-africana con molti endemismi                                                            | Da tropicali a sub-tropicali; Limosella è cosmopolita con habitat temperati.              |
| Myoporeae      | America tropicale, Asia meridionale e Australia (il 95% delle specie è endemico del continente australiano) | Per lo più tropicali                                                                      |
| Scrophularieae | Cosmopolita con diverse specie presenti in Europa                                                           | Vari, in prevalenza quelli delle zone medio-temperate.                                    |
| Teedieae       | Soprattutto sud africana                                                                                    | Più o meno tropicali (o subtropicali)                                                     |

## Tassonomia

### Panorama storico
Inizialmente, dal botanico tassonomista Charles Edwin Bessey (1845 - 1915), le piante di questa famiglia sono state incluse nell'ordine Oppositifliae-Strobiloideae (superordine Sympetalae-Dicarpellatae). Mentre nel sistema tassonomico di Wettstein, elaborato dal botanico Richard von Wettstein (1863-1931) all'inizio del '900, le Scrophulariaceae erano descritte nell'ordine delle Tubiflorae (subclasse Sympetalae , classe Dicotyledones). In questo ordine la famiglia trovava delle affinità con le famiglie Solanaceae, Gesneriaceae e Orobanchaceae.
Dato il gran numero di generi compresi allora nella famiglia (oltre 210 con 3.000-5.000 specie) il botanico inglese George Bentham (1800 - 1884) propose la divisione della famiglia in tre sottofamiglie: 
- Pseudosolanoideae: con foglie alterne, cinque stami e con i due petali superiori che ricoprono quelli laterali;
- Antirrhinoideae: con foglie opposte e quattro stami fertili;
- Rhinanthoideae: piante emiparassite o parassite (non tutte) e con i petali superiori talora ricoperti dai petali laterali.

Nel successivo sistema Cronquist, del botanico americano Arthur Cronquist (1919 - 1992) degli anni '80, la famiglia è descritta nell'ordine delle Scrophulariales (sottoclasse Asteridae, classe Magnoliidae) insieme alle famiglie più o meno simili delle Orobanchaceae, Gesneriaceae; mentre le Plantaginaceae sono incluse in un ordine a parte (Plantaginales).
All'inizio del 2000 il gruppo di botanici dell'APG in base ad analisi di tipo filogenetico sul DNA dei cloroplasti e altri nuclei cellulari scorporarono tre quarti dei generi della famiglia che furono inclusi nelle famiglie Plantaginaceae, Orobanchaceae, Schlegeliaceae, Calceolariaceae, Calceolariaceae, Phrymaceae, Stilbaceae, Linderniaceae e Paulowniaceae. Attualmente le specie di questa famiglia sono descritte all'intero dell'ordine Lamiales (piante caratterizzate soprattutto dalla corolla di tipo gamopetala), clade Euasteridi I, clade Asteridi, clade Eudicotiledoni centrali e clade Eudicotiledoni delle Angiosperme (piante con fiore).

### Generi
La famiglia comprende 59 generi suddivisi in 10 tribù.

#### Tribù Aptosimeae
La tribù Aptosimeae Benth. e Hook.f., 1876 comprende 3 generi:
- Anticharis Endl., 1839 (11 spp.)
- Aptosimum Burchell ex Benth., 1882 (22 spp.)
- Peliostomum E. Mey. ex Benth., 1882 (6 spp.)

#### Tribù Androyeae
La tribù Androyeae Olmstead, 2023 comprende 1 genere:
- Androya H.Perrier (1 sp.)

#### Tribù Buddlejeae
La tribù Buddlejeae Bartl., 1830  comprende 2 generi: 
- Buddleja L., 1753 (111 spp.)
- Gomphostigma Turcz., 1843 (2 spp)

#### Tribù Camptolomeae
La tribù Camptolomeae Olmstead, 2023 comprende 1 genere:
- Camptoloma Benth., 1846 (3 spp.)

#### Tribù Hemimerideae
La tribù Hemimerideae Benth., 1835 comprende 7 generi:
- Alonsoa Ruiz & Pav., 1798 (11 spp.)
- Chamaecrypta Schltr. & Diels (1 sp.)
- Colpias E. Mey. ex Benth., 1836 (1 sp.)
- Diascia Link & Otto, 1820 (63 spp.)
- Diclis Benth., 1836 (9 spp.)
- Hemimeris L. f., 1807 (4 spp.)
- Nemesia Vent., 1804 (65 spp.)

#### Tribù Leucophylleae
La tribù Leucophylleae Miers, 1850 comprende 3 generi:
- Capraria L., 1753 (7 spp.)
- Eremogeton Standl. & L.O. Williams, 1953 (1 sp.)
- Leucophyllum Bonpl., 1812 (17 spp.)

#### Tribù Limoselleae
La tribù Limoselleae Dumort., 1827 comprende 26 generi:
- Barthlottia Eb.Fischer, 1996 (1 sp.)
- Chaenostoma Benth., 1835 (46 spp.)
- Chenopodiopsis Hilliard, 1990 (3 spp.)
- Cromidon Compton, 1931 (12 spp.)
- Dischisma Choisy, 1823 (11 spp.)
- Glekia Hilliard, 1989 (1 sp.)
- Globulariopsis Compton, 1931  (7 spp.)
- Glumicalyx Hiern, 1903 (6 spp.)
- Gosela Choisy, 1848 (1 sp.)
- Hebenstretia L., 1753  (25 spp.)
- Jamesbrittenia Kuntze, 1891  (84 spp.)
- Limosella L., 1753 (16 spp.)
- Lyperia Benth., 1836 (6 spp.)
- Manulea L., 1767 (72 spp.)
- Manuleopsis Thell. & Schinz, 1915  (1 sp.)
- Melanospermum Hilliard, 1989 (6 spp.)
- Microdon Choisy, 1824 (8 spp.)
- Phyllopodium Benth., 1835 (26 spp.)
- Polycarena Benth., 1836 (17 spp.)
- Pseudoselago Hilliard, 1995 (28 spp.)
- Selago L., 1753 (191 spp.)
- Strobilopsis Hilliard & B.L.Burtt, 1977 (1 sp.)
- Sutera Roth, 1807 (4 spp.)
- Tetraselago Junell, 1961 (4 spp.)
- Trieenea Hilliard, 1989 (10 spp.)
- Zaluzianskya F.W.Schmidt, 1793 (57 spp.)

#### Tribù Myoporeae
La tribù Myoporeae Rchb., 1837 comprende 4 generi:
- Bontia L., 1763  (1 sp.)
- Eremophila R. Br., 1810  (251 spp.)
- Glycocystis Chinnock, 2007 (1 sp.)
- Myoporum Banks & Sol. ex Forster f., 1786  (36 spp.)

#### Tribù Scrophularieae
La tribù Scrophularieae Dumort., 1827 comprende 4 generi:
- Antherothamnus N.E.Br., 1915 (1 sp.)
- Nathaliella B.Fedtsch., 1932 (1 sp.)
- Scrophularia L., 1753 (292 spp.)
- Verbascum L., 1753 (469 spp.)

#### Tribù Teedieae
La tribù Teedieae Benth., 1835 comprende 6 generi:
- Dermatobotrys Bolus, 1890 (1 sp.)
- Freylinia Colla, 1824 (9 spp.)
- Oftia Adans, 1763 (3 spp.)
- Phygelius E. Meyer ex Benth.,1836 (2 spp.)
- Ranopisoa J.F. Leroy, 1977 (1 sp.)
- Teedia Rudolphi, 1800 (2 spp.)

#### Incertae sedis
I seguenti generi non hanno una posizione certa nell'ambito della famiglia:
- Ameroglossum Eb.Fisch., S.Vogel & A.V.Lopes (9 spp.)
- Dolichostemon Bonati (1 sp.)

### Filogenesi
La famiglia nella nuova configurazione è caratterizzata soprattutto dalla seguente morfologia:
- i fiori zigomorfi (bilabiati);
- i sepali e i petali connati;
- gli stami in numero di 4 (un quinto è staminoide);
- i filamenti adnati alla corolla;
- le antere biloculari e l'ovario formato da 2 carpelli.

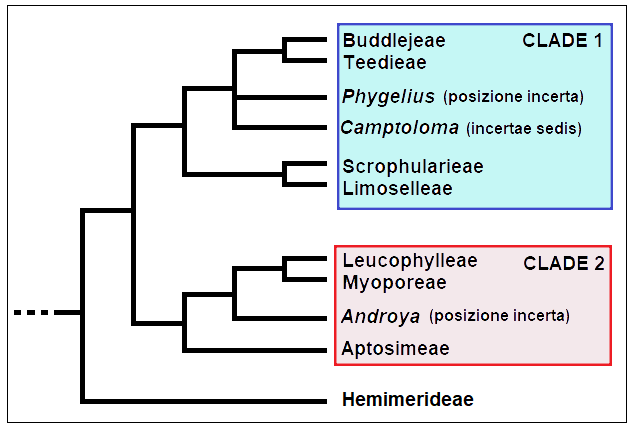
Cladogramma della famiglia

Le Scrophulariaceae ora sono decisamente monofiletiche sia dalla morfologia che dalle analisi delle sequenze del DNA. Secondo vari studi l'età per questa famiglia oscilla tra i 68 - 50 milioni di anni. La struttura interna del gruppo è caratterizzata da due grandi cladi con la tribù Hemimerideae in posizione "basale" e quindi "gruppo fratello" dei due cladi. I due generi più grandi (Verbascum e Scrophularia) sono strettamente correlati e insieme al genere Oreosolen formano un clade basato sia sui dati delle sequenze del DNA plastidiale che sui dati morfologici (i semi caratteristici, i filamenti pelosi e il tipo di sviluppo dell'endosperma). Questi generi formano un "gruppo fratello" con i generi della tribù Limoselleae, in particolare con il genere Selago e piante affini (un clado caratterizzato da loculi monospermi e frutti di tipo achenio). Questo gruppo insieme alle tribù Buddlejeae e Teedieae formano uno dei due principali cladi della famiglia. L'altro clade è formato dalle tribù Leucophylleae, Myoporeae e Aptosimeae.
In dettaglio:
- Aptosimeae: questa tribù, nell'ambito della famiglia, occupa una posizione abbastanza centrale, ed è "gruppo fratello" del clade contenente le tribù Myoporeae e Leucophylleae.[12] La monofilia della tribù è fortemente sostenuta dai dati ricavati dalle analisi delle sequenze del DNA dei cloroplasti.[13] In base ad alcune ricerche si stima che l'età di questo gruppo (il momento della separazione dal resto della famiglia) corrisponda a circa 58 - 45 milioni di anni fa.[10]
- Buddlejeae: il clade formato dai generi di questa tribù risulta fortemente supportato (è quindi monofiletico)[14]; tuttavia il genere Buddleja è parafiletico (contiene i generi Chilianthus e Nicodemia).[13] All'interno della famiglia la tribù Buddlejeae risulta "gruppo fratello" della tribù Teedieae.[12]
- Hemimerideae: il gruppo di generi di questa tribù, dopo le ultime inclusioni (Colpias), forma probabilmente un clade monofiletico anche per l'assenza di secrezioni oleifere (una sinapomorfia).[15] Nell'ambito della famiglia, questa tribù è "basale" e quindi è "gruppo fratello" al resto delle Scrophulariaceae.[16] La separazione di questo gruppo dal nucleo delle Lamiales è avvenuta tra 68 - 50 milioni di anni fa.[10]
- Leucophylleae: all'interno della famiglia la tribù è "gruppo fratello" della tribù Myoporeae e le due tribù insieme formano un clade ben definito con le tribù Aptosimeae e Hemimerideae.[12] Dalle analisi filogenetiche il genere Leucophyllum risulta parafiletico.[10]
- Limoselleae: in base alla ristrutturazione della famiglia Scrophulariaceae attuata con i nuovi sistemi di classificazione filogenetica (classificazione APG) la tribù Limoselleae risulta, nell'ambito della famiglia, in una posizione abbastanza centrale (da un punto di vista filogenetico-evolutivo) ed è "gruppo fratello" della tribù Scrophularieae.[12] All'interno della tribù il genere Jamesbrittenia è in posizione basale e quindi "gruppo fratello" del resto dei generi. Raggruppamenti filogenetici più interni formano i cladi Barthlottia-Manuleopsis e Limosella-Lyperia. Inoltre è presente un grande clade formato dai due generi maggiori: Manulea e Sutera, dove parte di Manulea è annidata all'interno di Sutera (il genere Chaenostoma). Anche Reyemeia risulta nidificata all'interno di Zaluzianskya.[12][13]
- Myoporeae: la struttura interna della tribù è caratterizzata dal gruppo Bontia, Myoporum e Eremophila (la cui monofilia è fortemente sostenuta), mentre Androya si trova in posizione basale[10] più vicina alle Leucophylleae.[13]
- Scrophularieae: da un punto di vista filogenetico questa tribù forma un clade monofiletico ben supportato. Al suo interno è presente un "gruppo fratello" formato dai generi Scrophularia e Oreosolen che a loro volta formano un "gruppo fratello" con il genere Verbascum. Infine Antherothamnus si trova in posizione basale rispetto a tutto il resto del gruppo.[12]
- Teedieae: all'interno della famiglia la tribù Teedieae, da un punto di vista filogenetico, risulta "gruppo fratello" della tribù Buddlejeae e insieme formano un gruppo monofiletico.[12] Anche il gruppo "Teedieae", comprendente una linea di arbusti sudafricani, è fortemente monofiletico e insieme alle Buddlejeae condividono la morfologia le antere con teche separate. Una sinapomorfia per questo gruppo potrebbe essere l'infiorescenza a foglia tipica dei generi Oftia, Teedia e Dermatobotry. All'interno della tribù i due generi Oftia e Teedia formano un "gruppo fratello" e costituiscono il "core" della tribù mentre il genere Phygelius risulta il più "esterno" di tutti in posizione "basale" (il primo ad essersi evoluto dal resto del gruppo).[17] Recenti studi sul polline di alcune specie di questa tribù sono coerenti con la struttura filogenetica ricavata dai dati molecolari del DNA.[18]

Il cladogramma tratto dallo studio citato mostra la configurazione filogenetica della famiglia in base alle attuali conoscenze.

### Generi e specie della flora italiana
Nella flora spontanea italiana di questa famiglia sono presenti i seguenti generi:
- Buddleja (tribù Buddlejeae) con una specie (Buddleja davidii).
- Limosella (tribù Limoselleae) con una specie (Limosella aquatica).
- Scrophularia (tribù Scrophularieae) con 14 specie.
- Verbascum (tribù Scrophularieae) con 26 specie.

## Alcune specie

### Tribù Aptosimeae

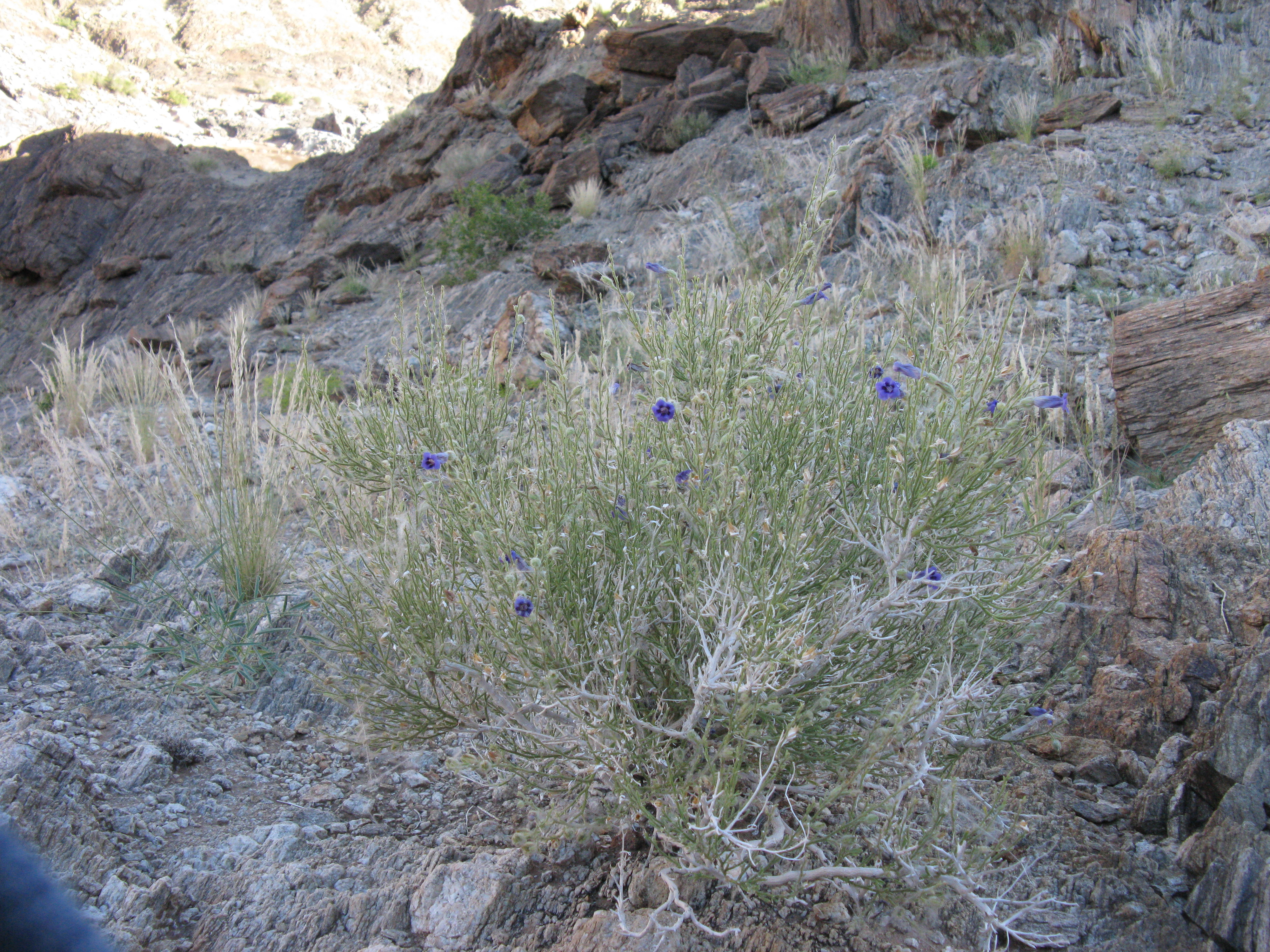
Anticharis scoparia
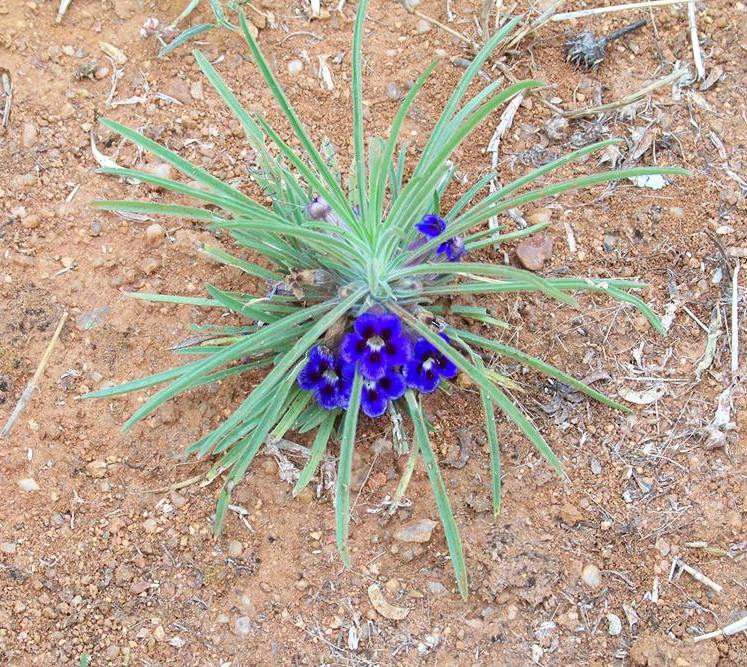
Aptosimum lineare
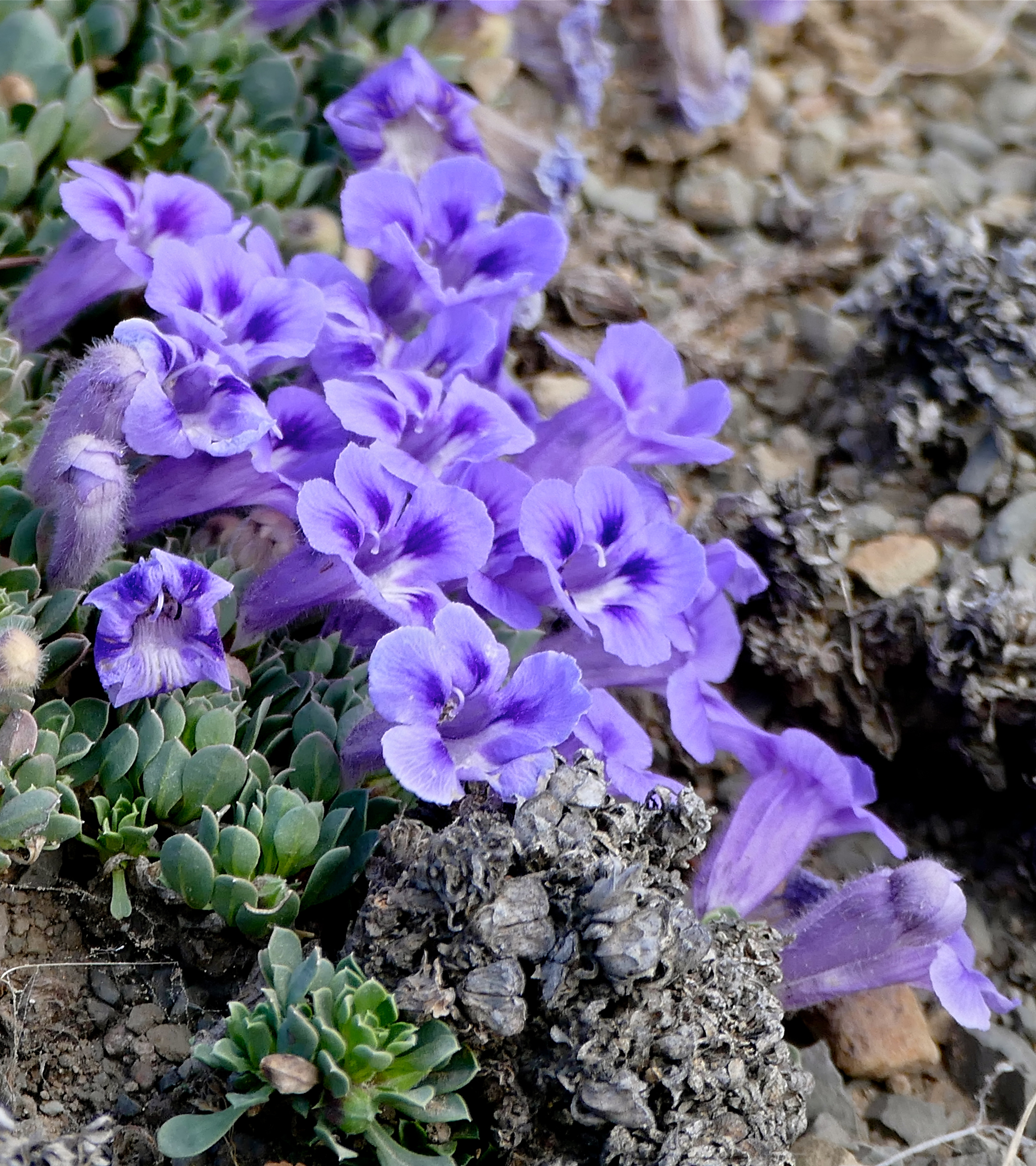
Aptosimum procumbens
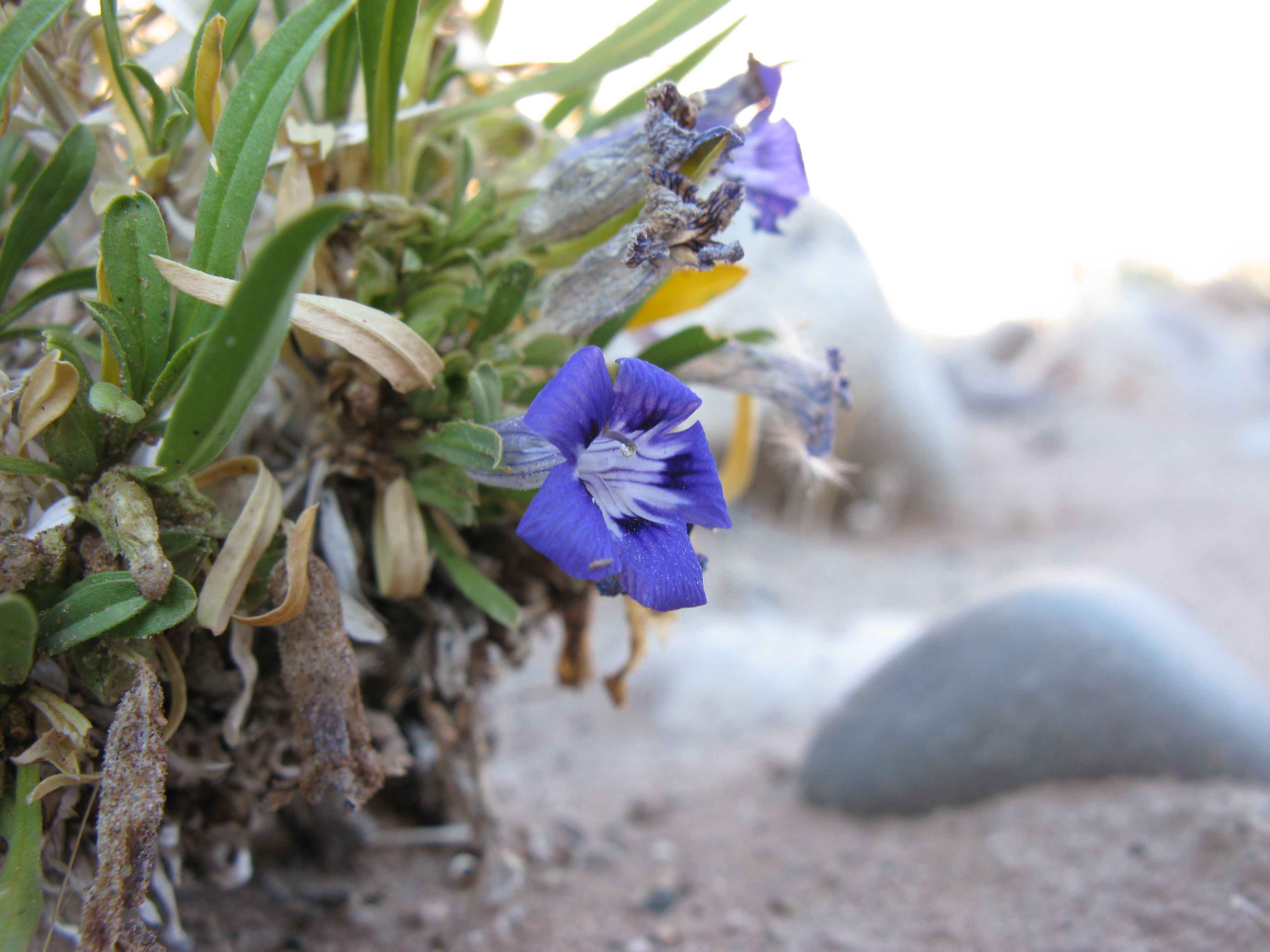
Aptosimum arenarium

### Tribù Buddlejeae

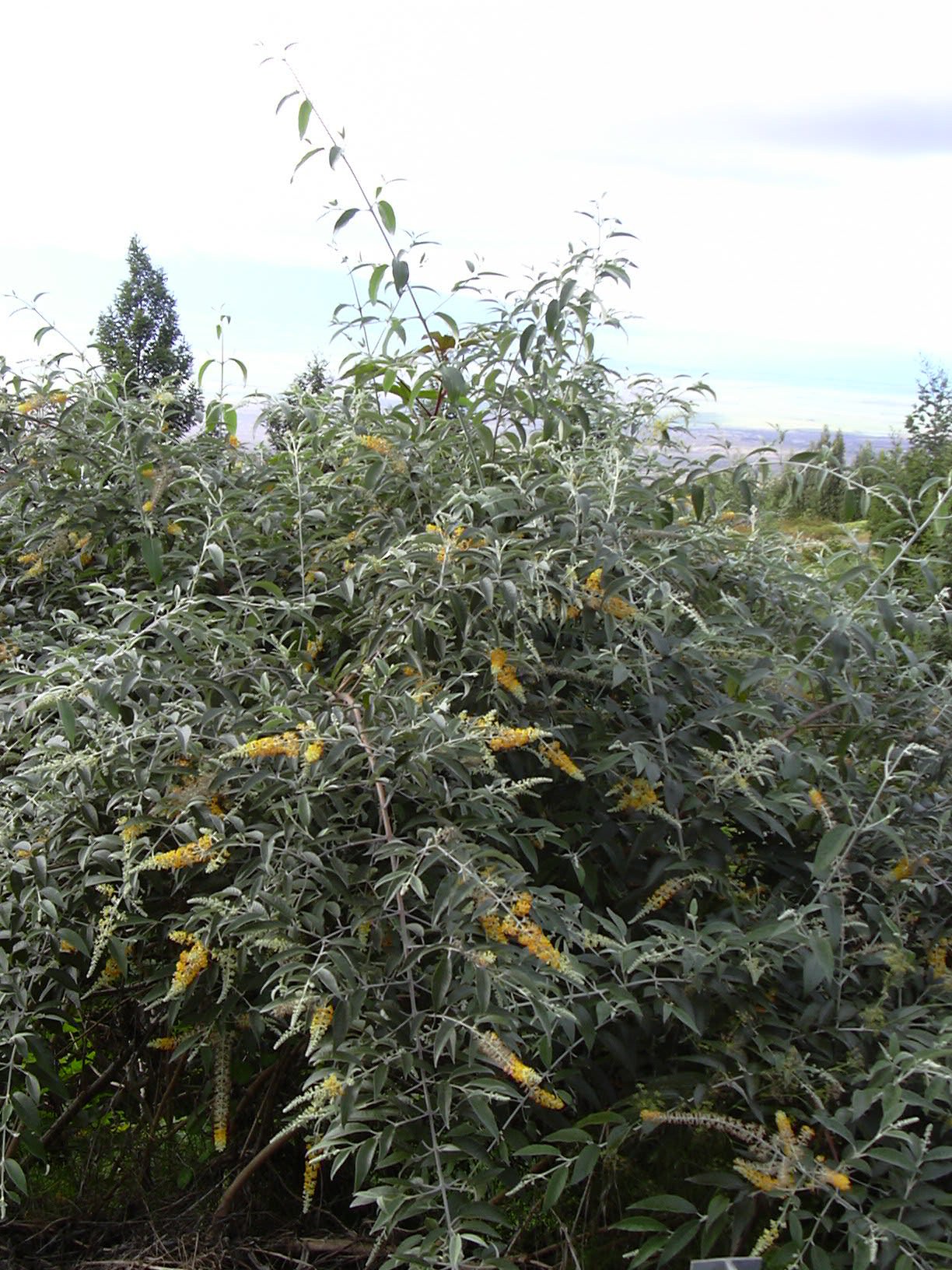
Buddlaja madagascariensis
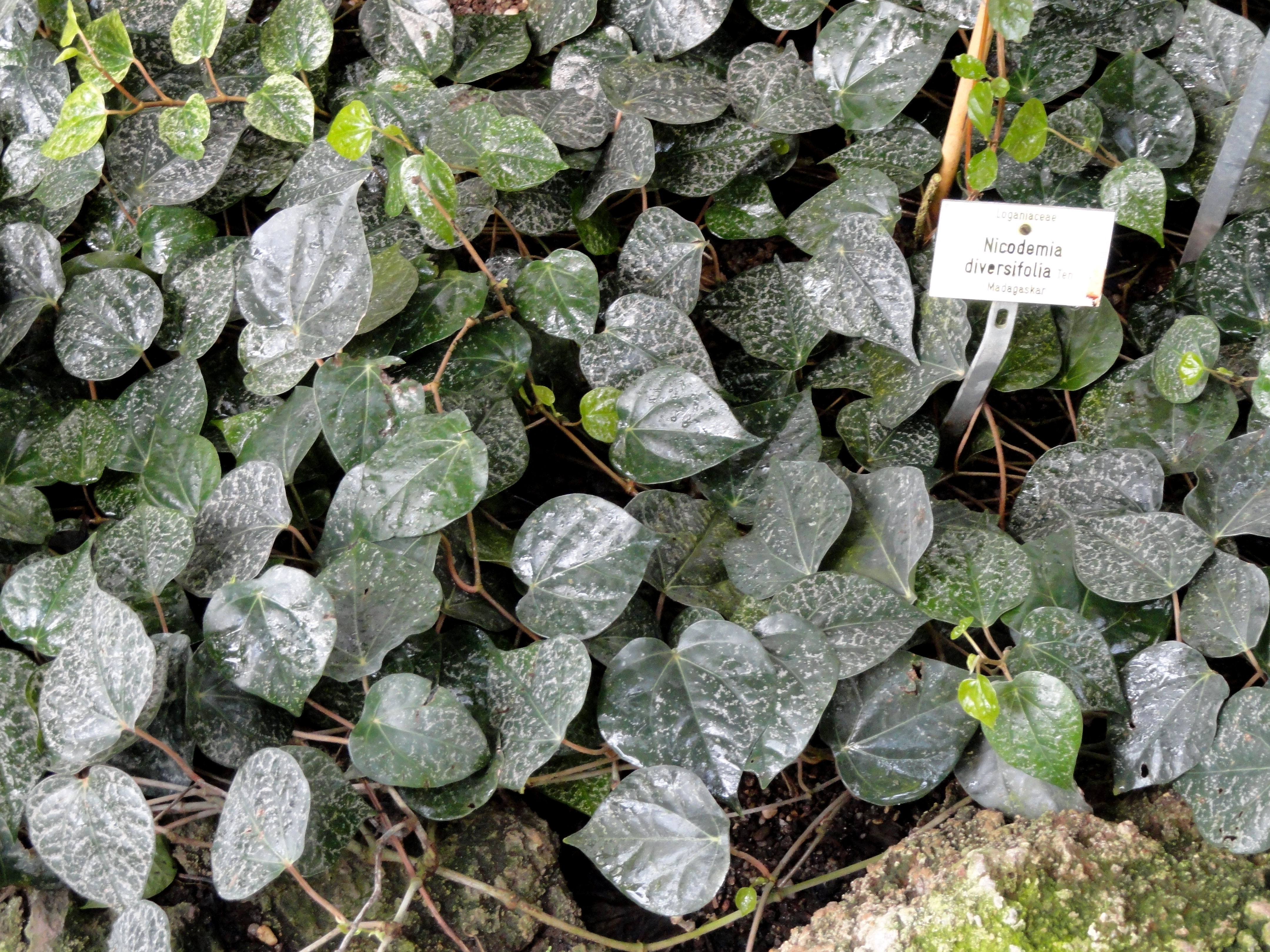
Nicodemia diversifolia
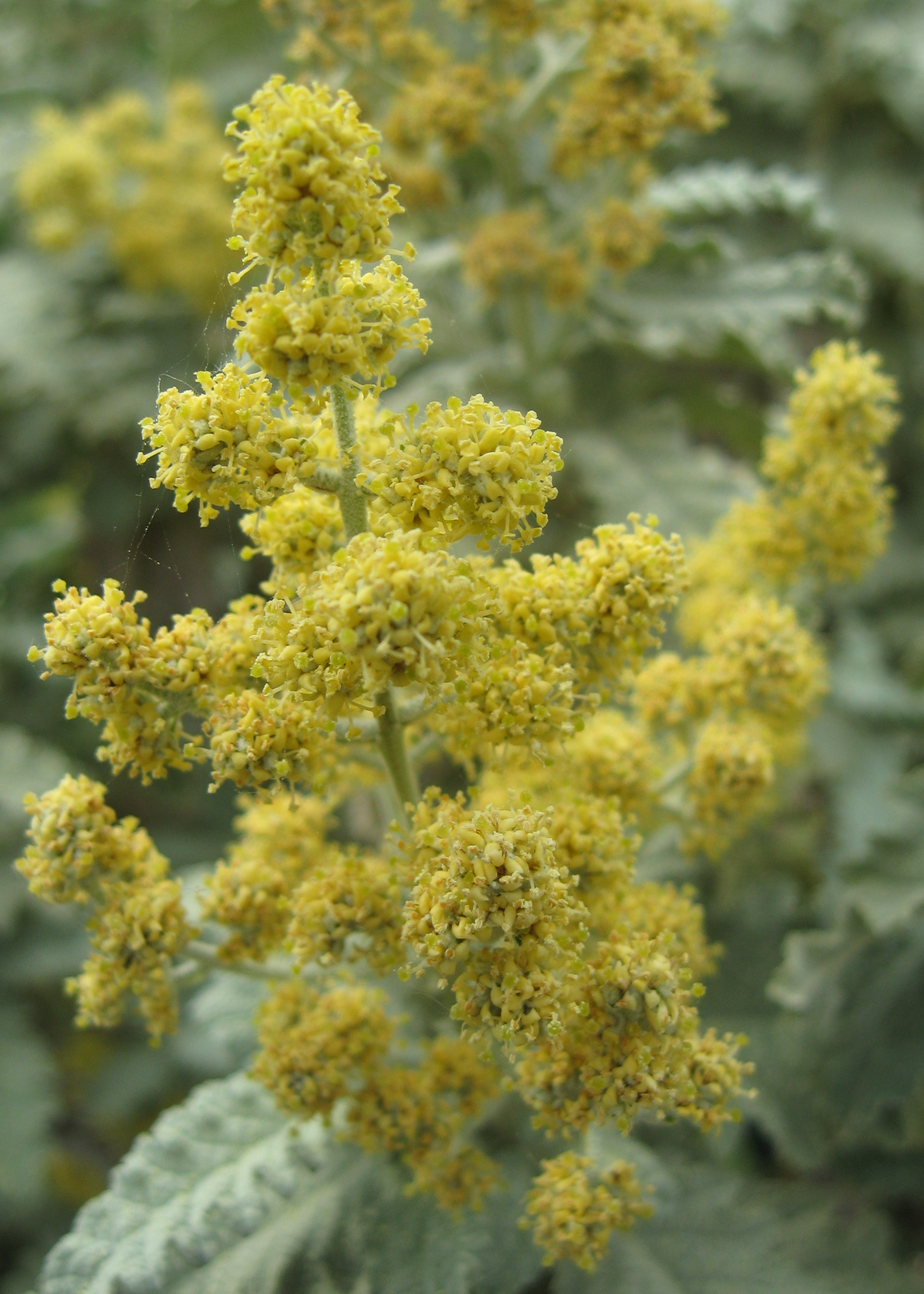
Chilianthus lobulatus
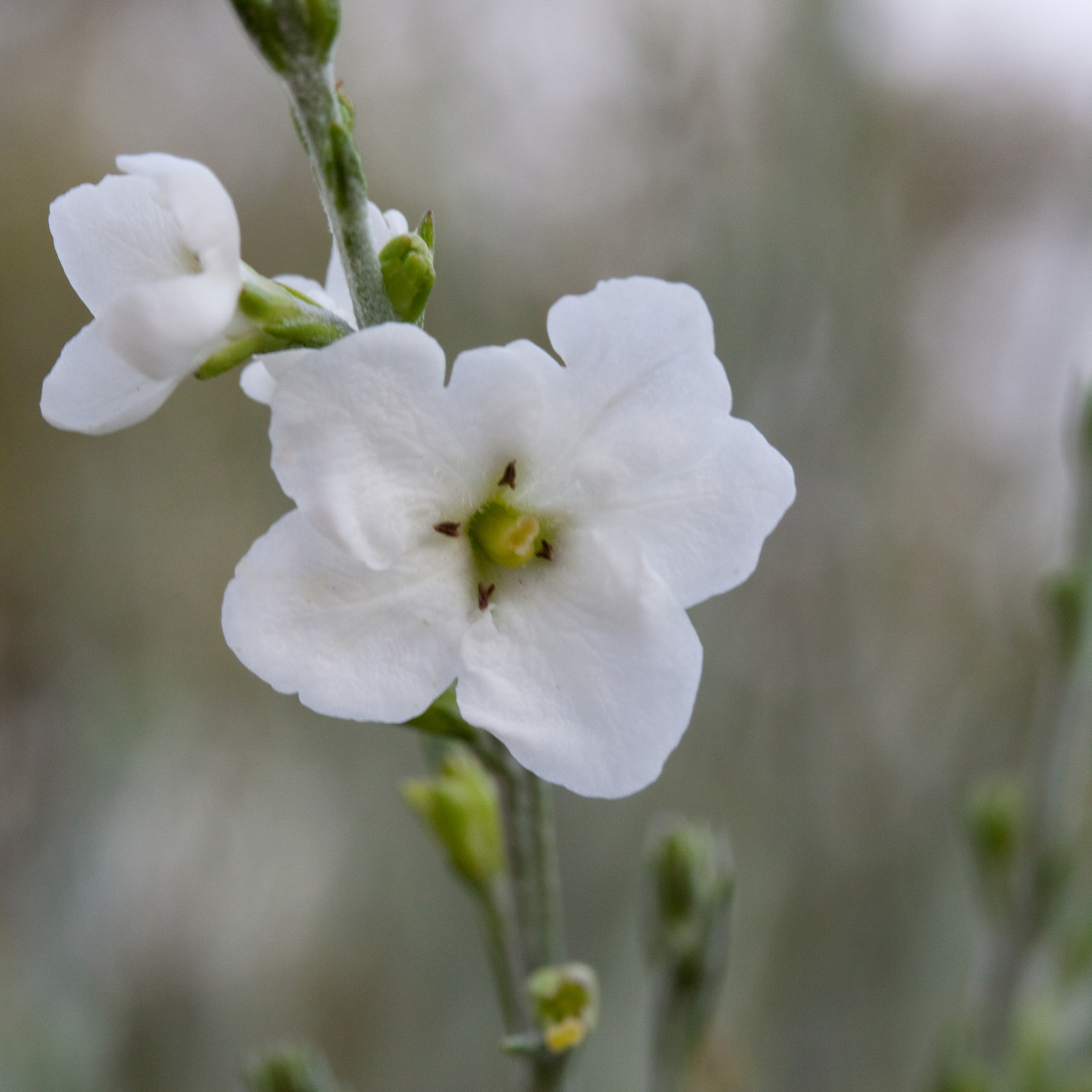
Gomphostigma virgatum

### Tribù Hemimerideae

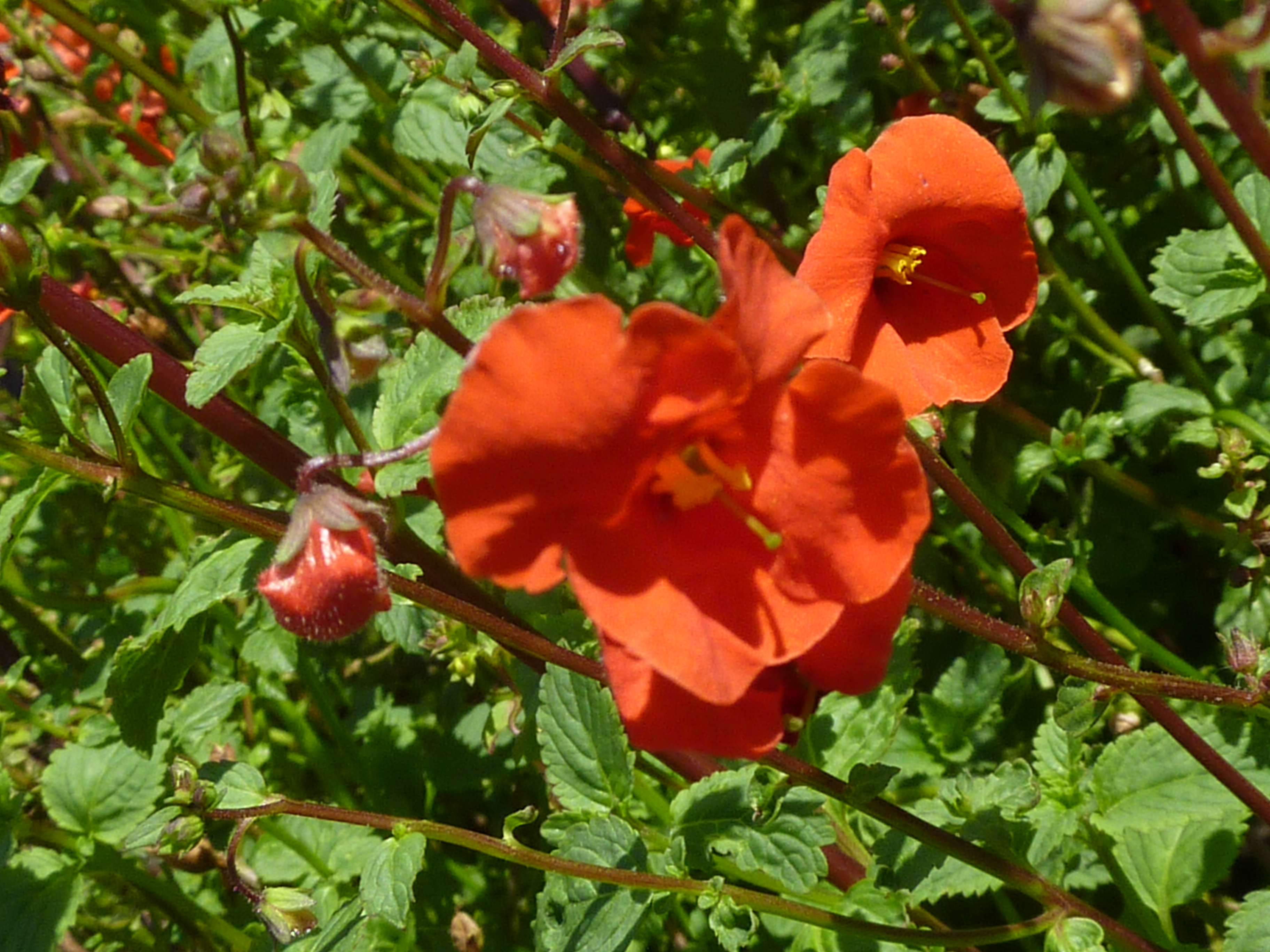
Alonsoa warscewiczii
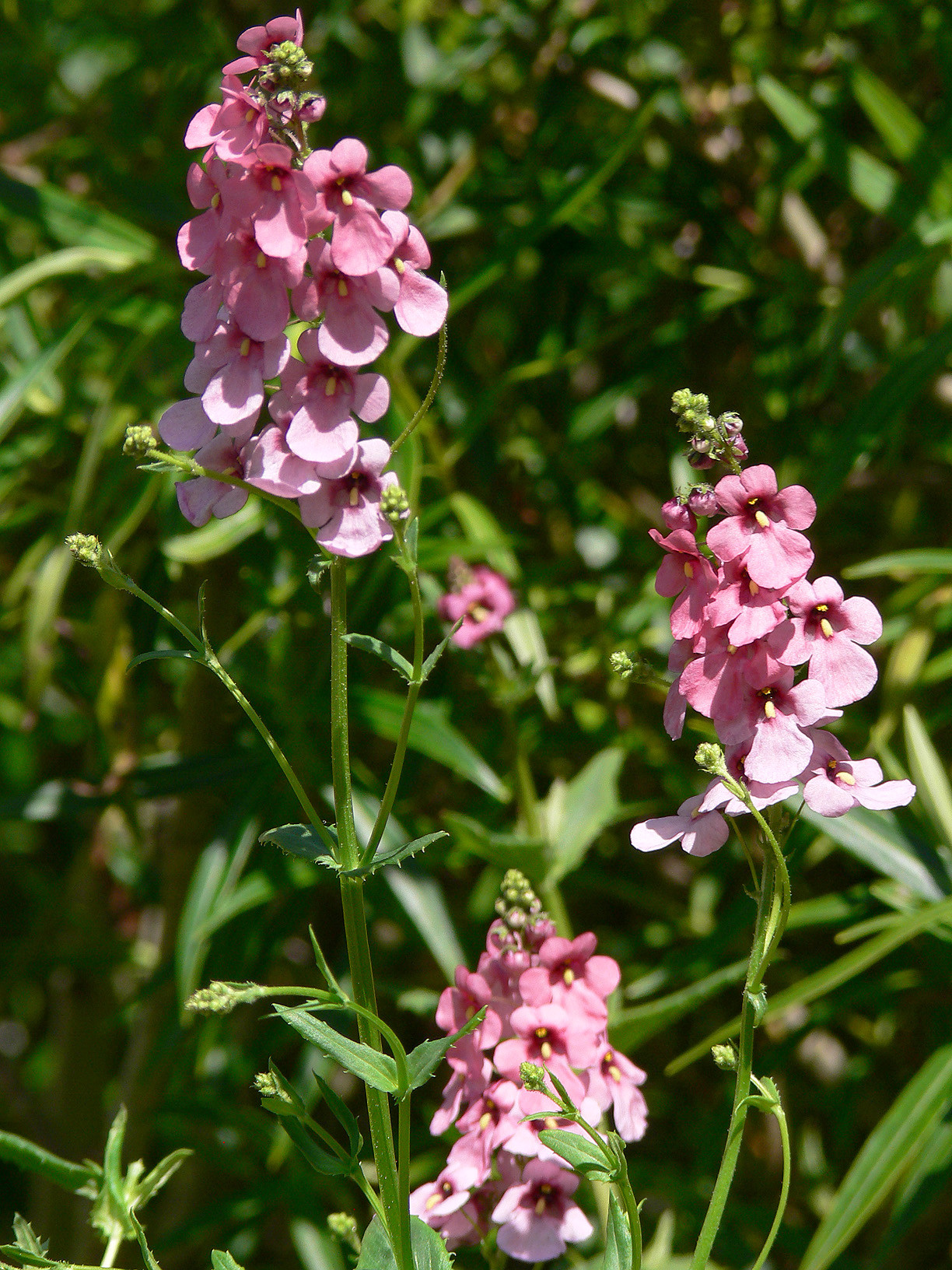
Diascia personata
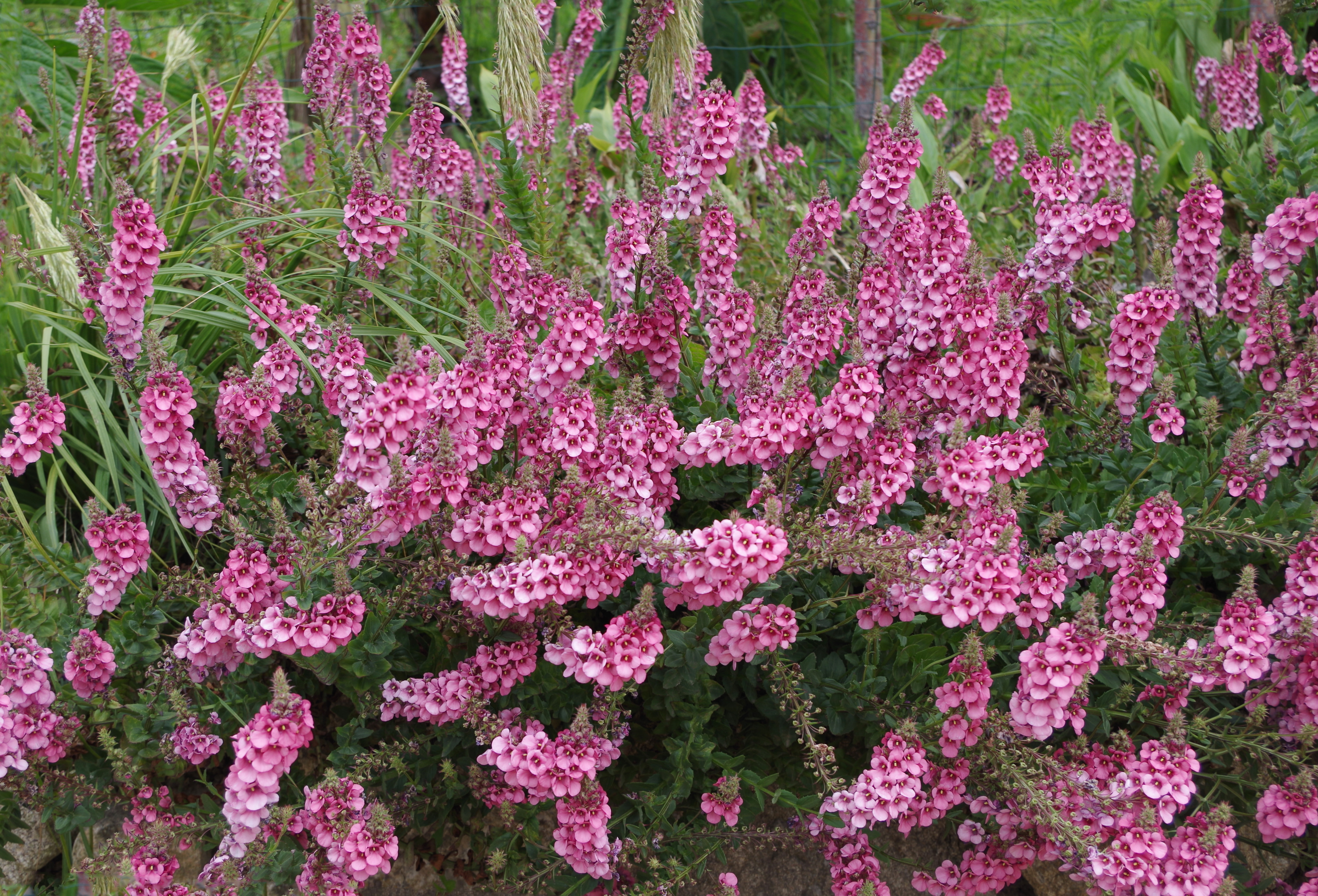
Diascia rigescens
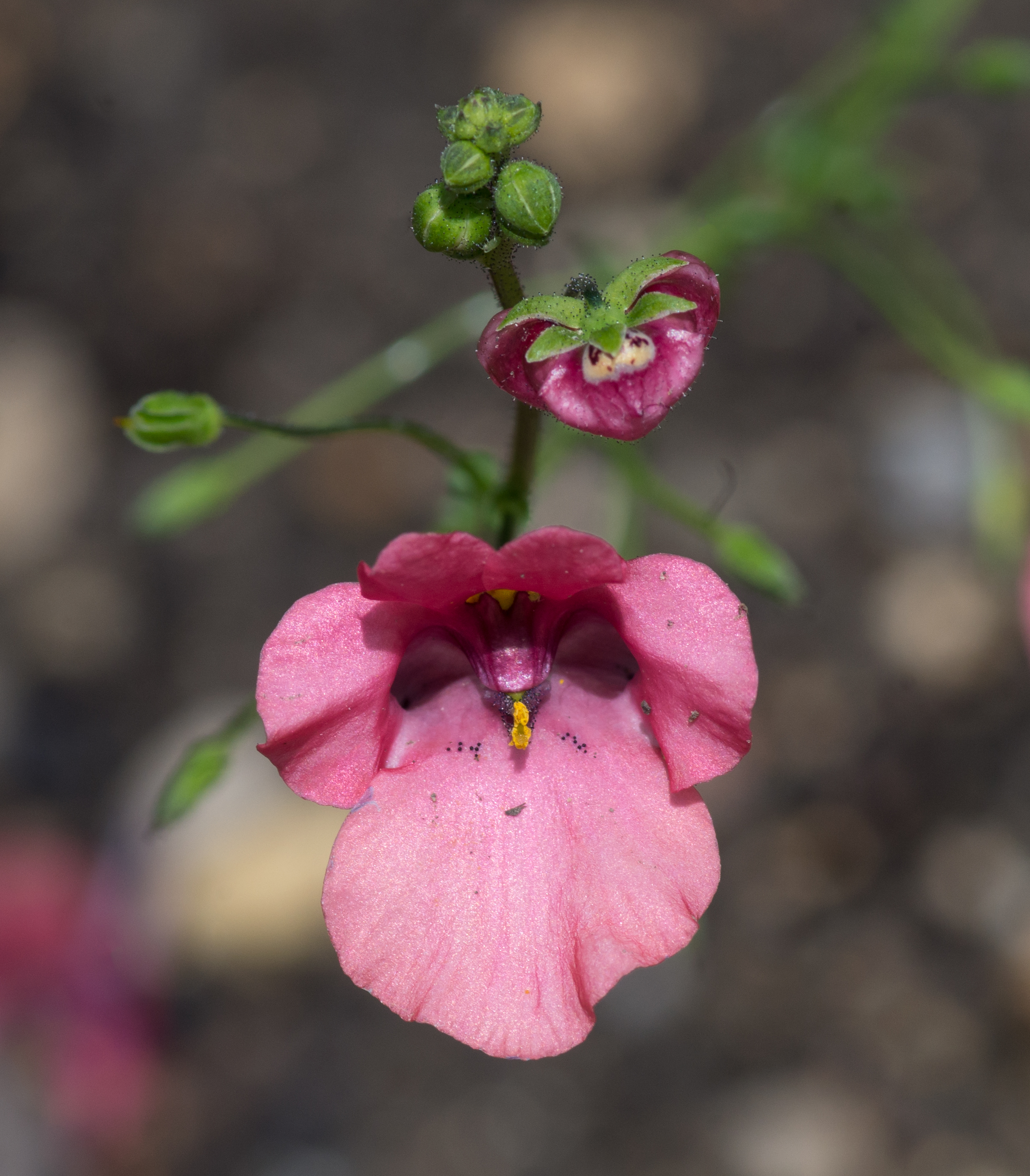
Diascia vigilis
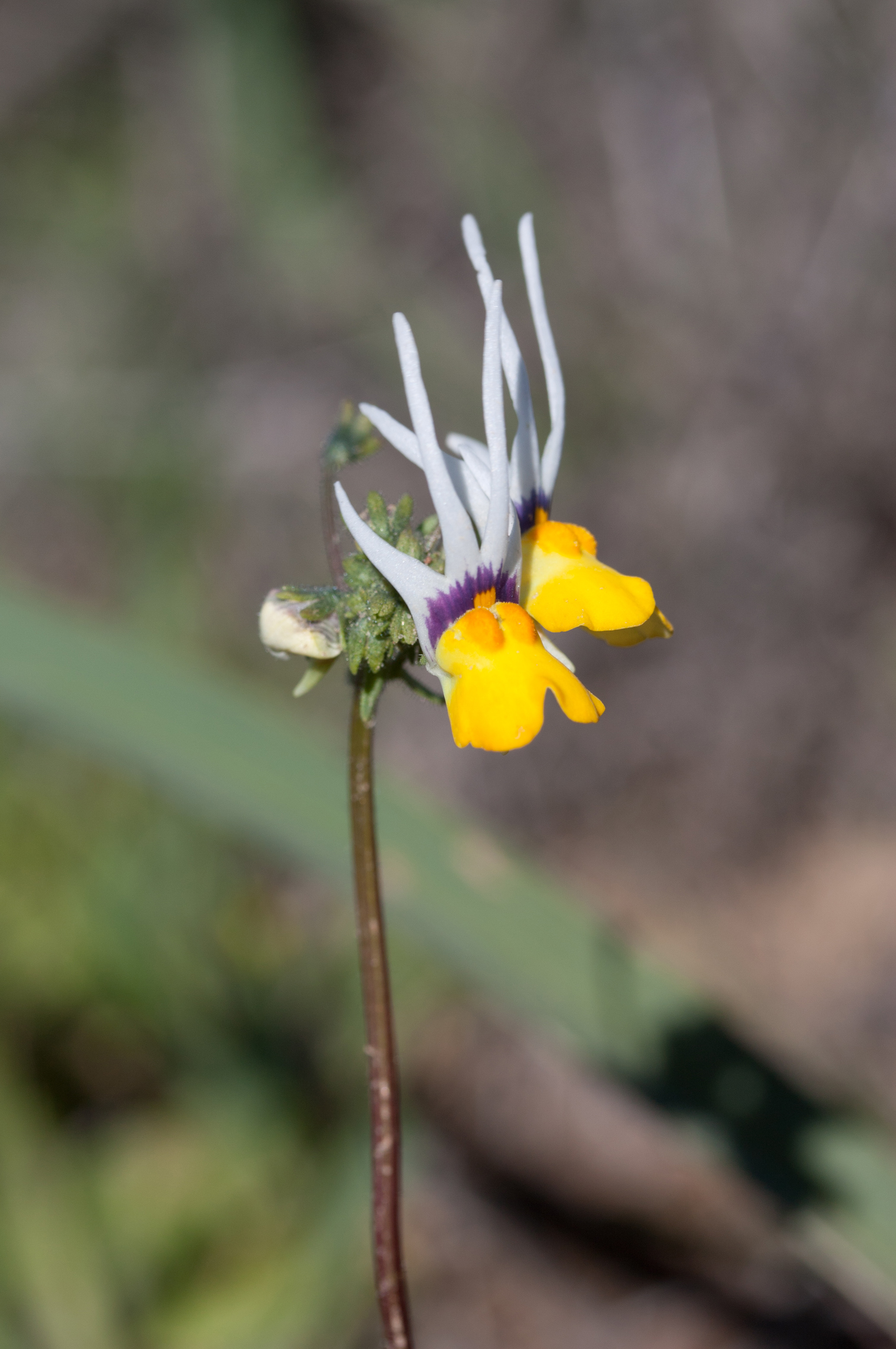
Nemesia cheiranthus
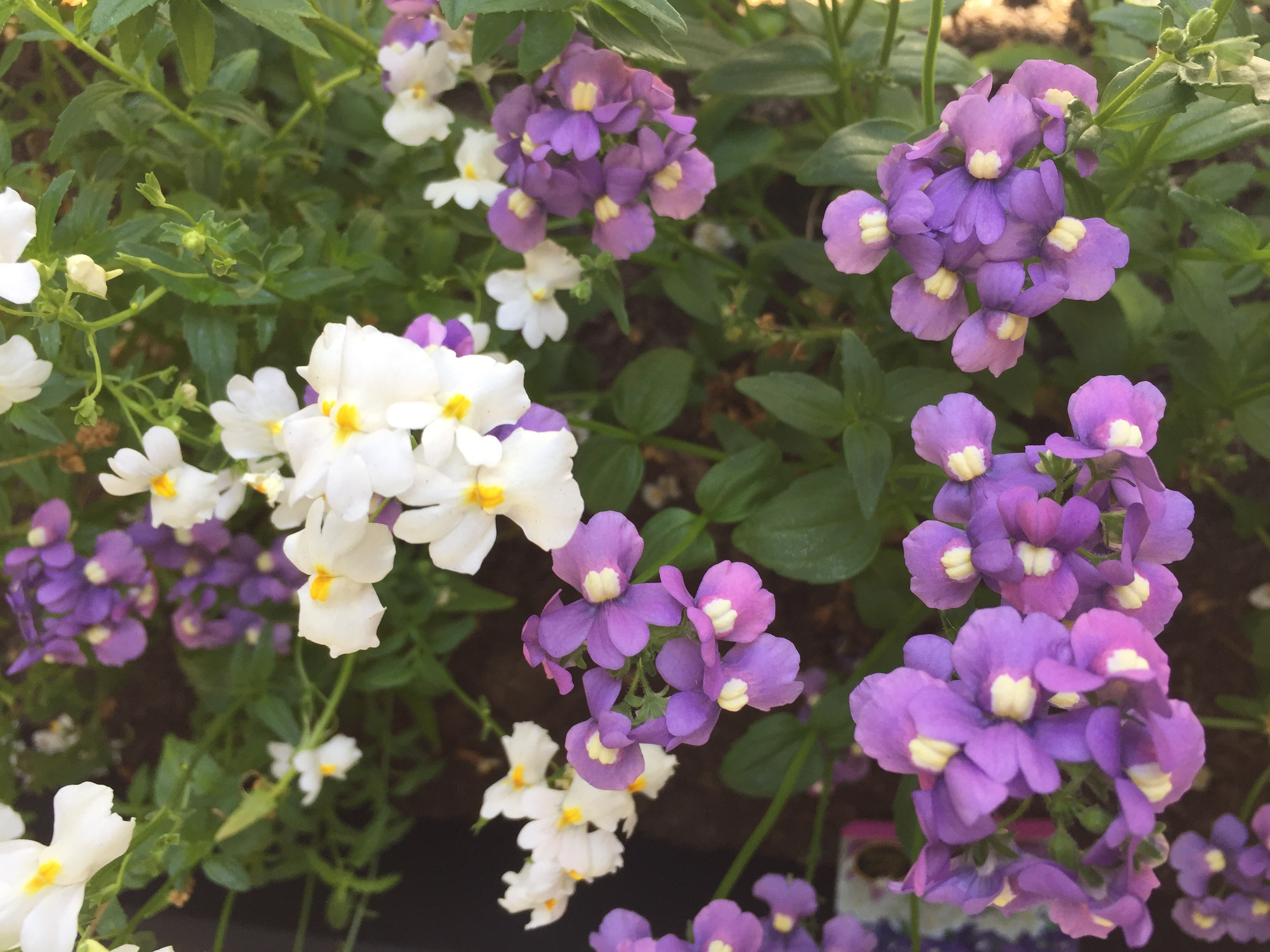
Nemesia strumosa
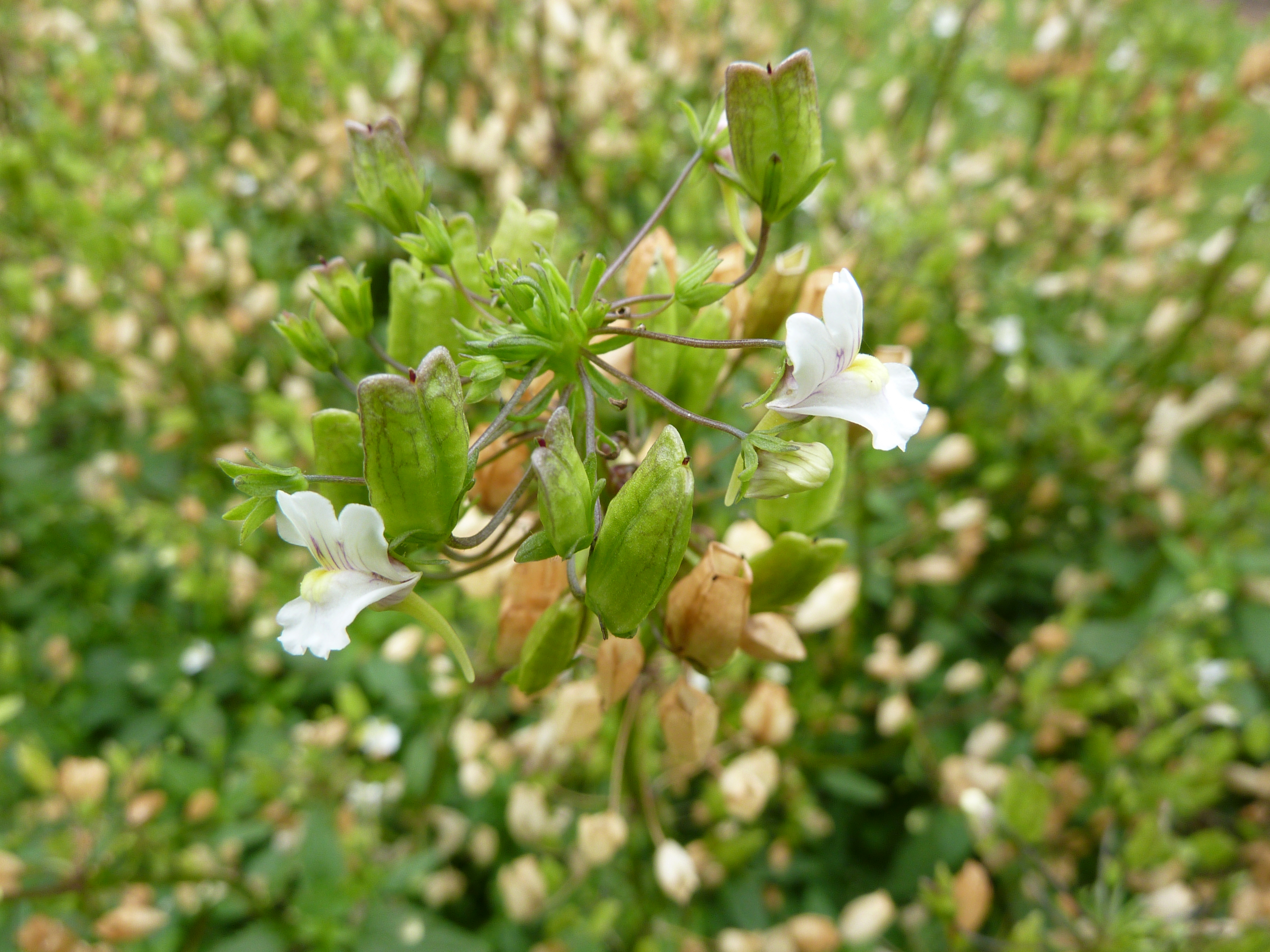
Nemesia melissifolia

### Tribù Leucophylleae

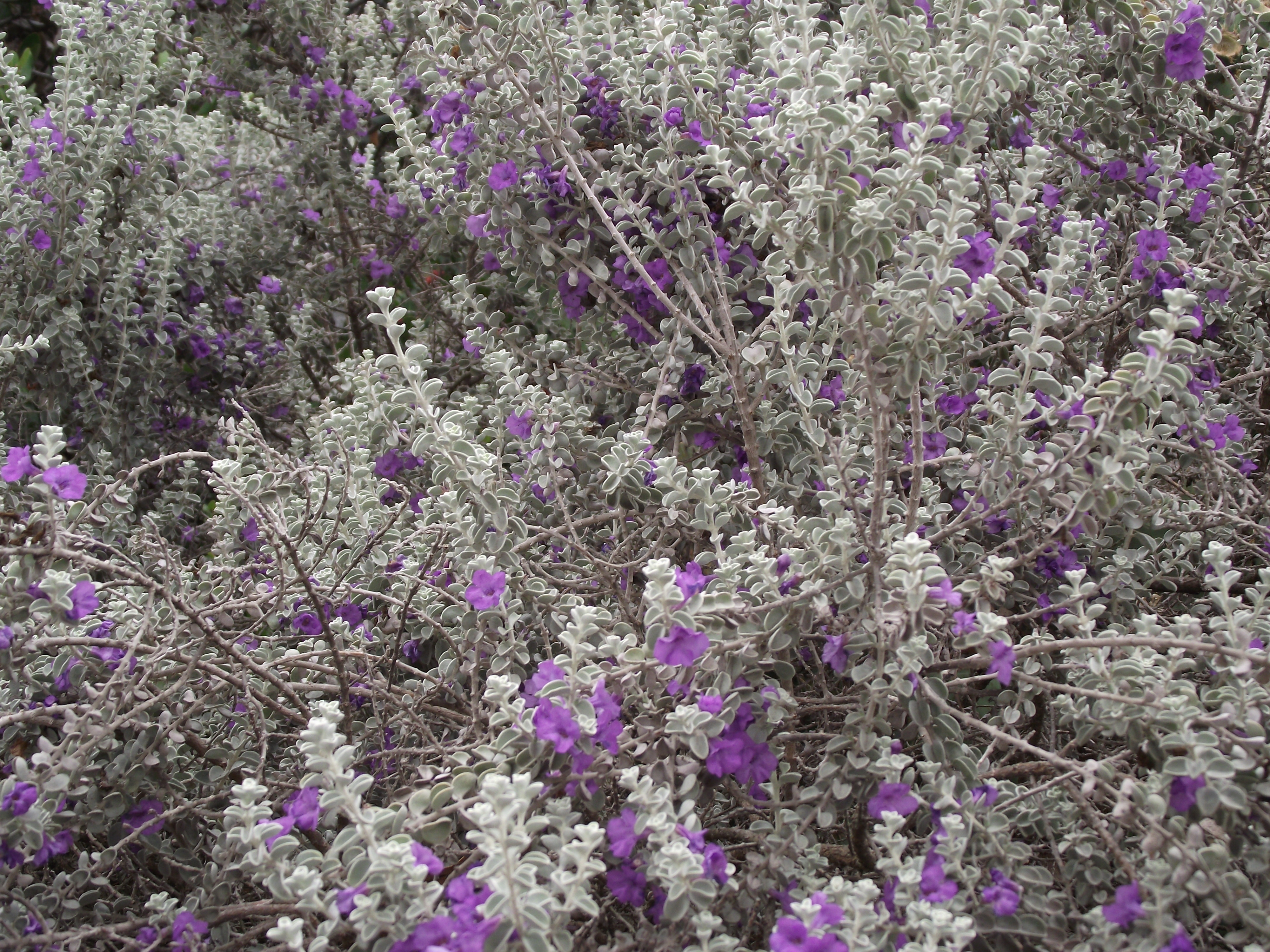
Leucophyllum zygophyllum
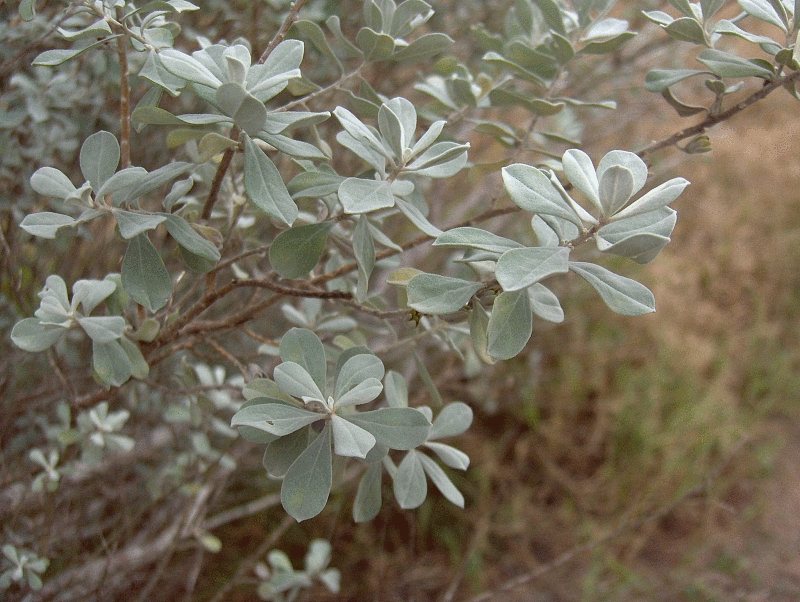
Leucophyllum frutescens
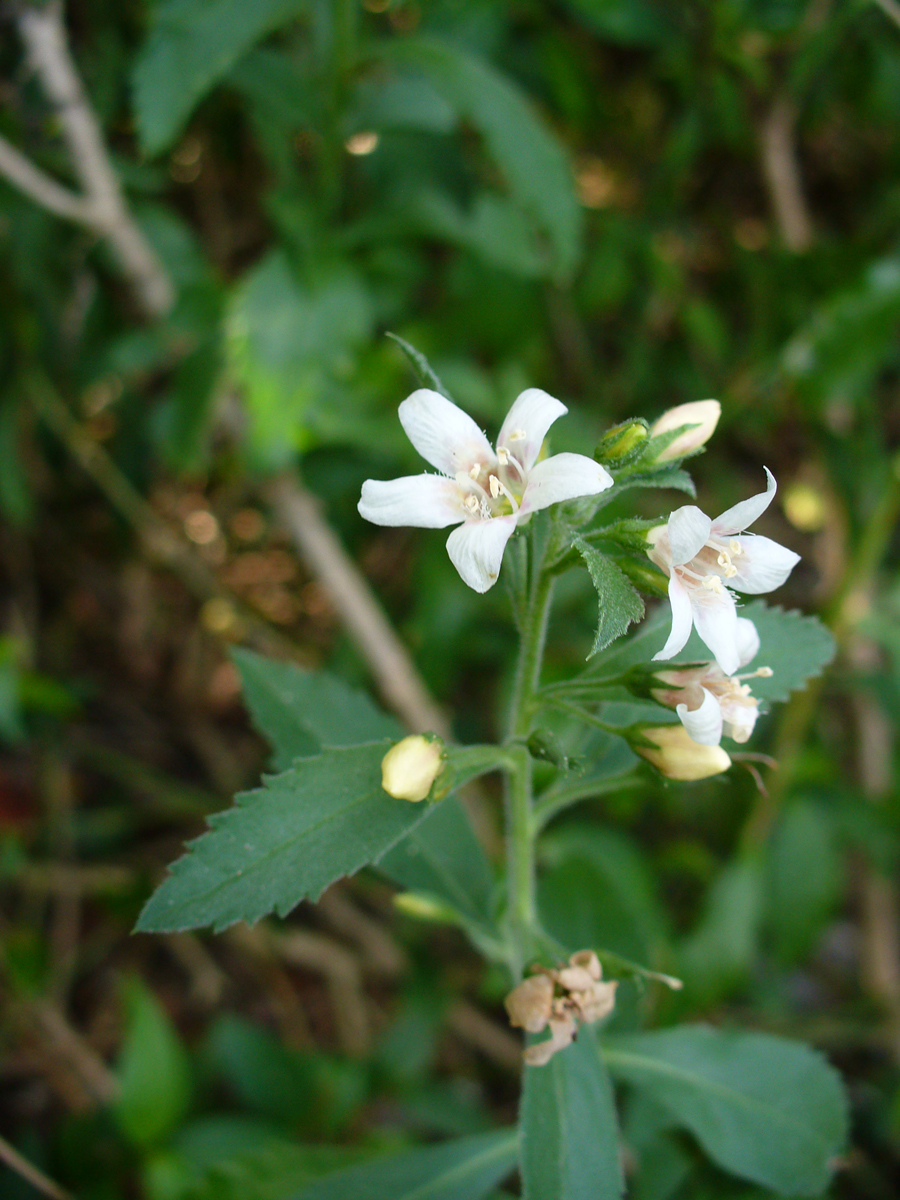
Capraria biflora
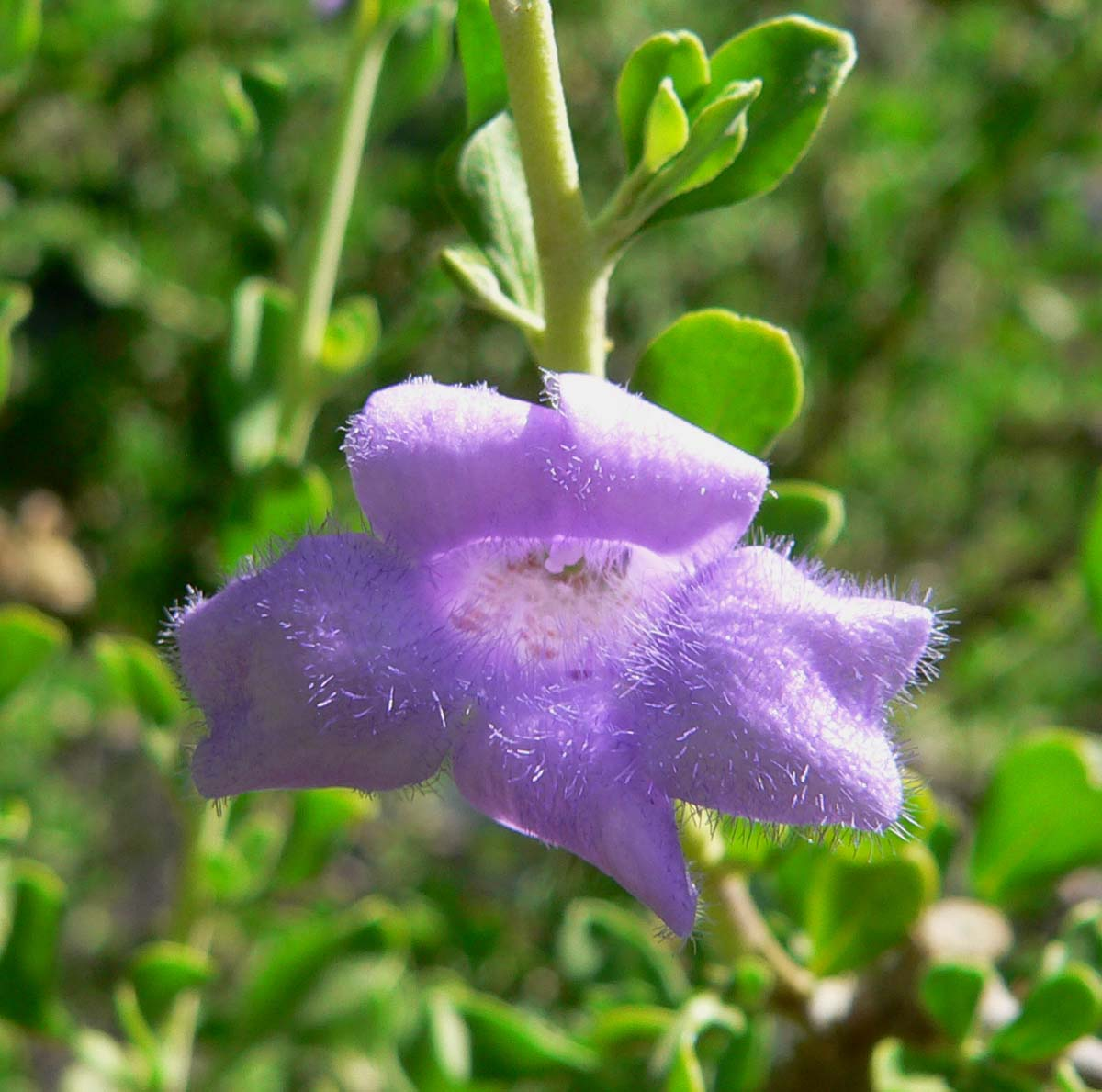
Leucophyllum laevigatum

### Tribù Limoselleae

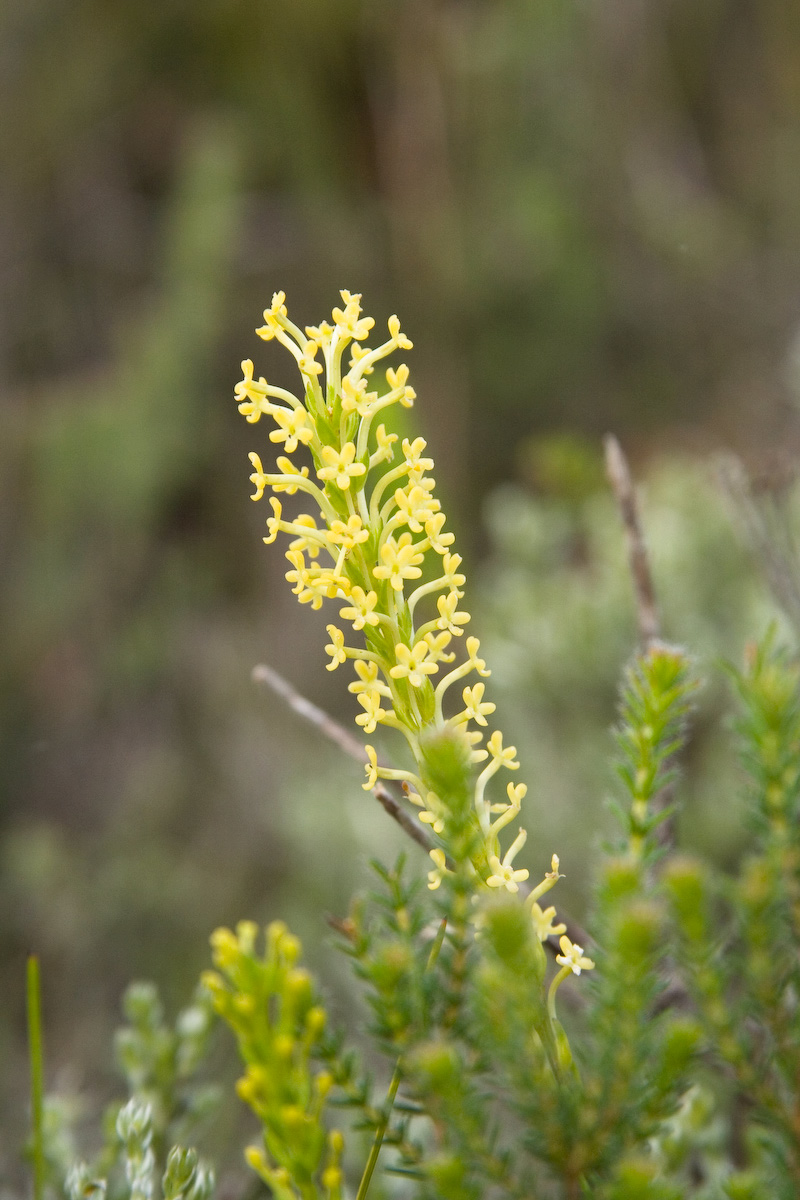
Agathelpis dubia
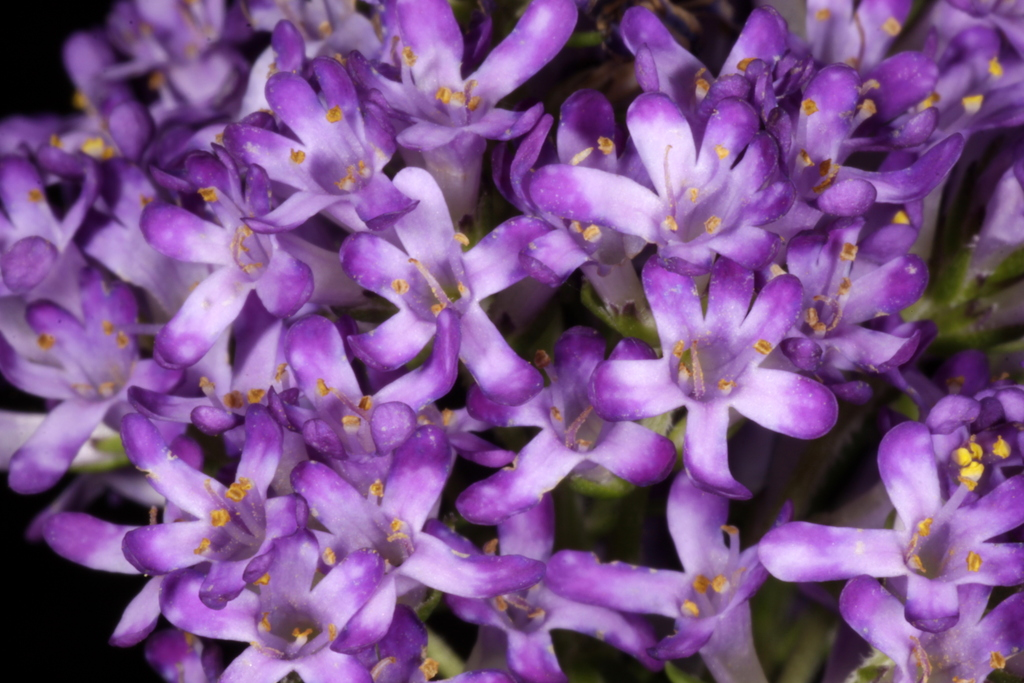
Selago canescens
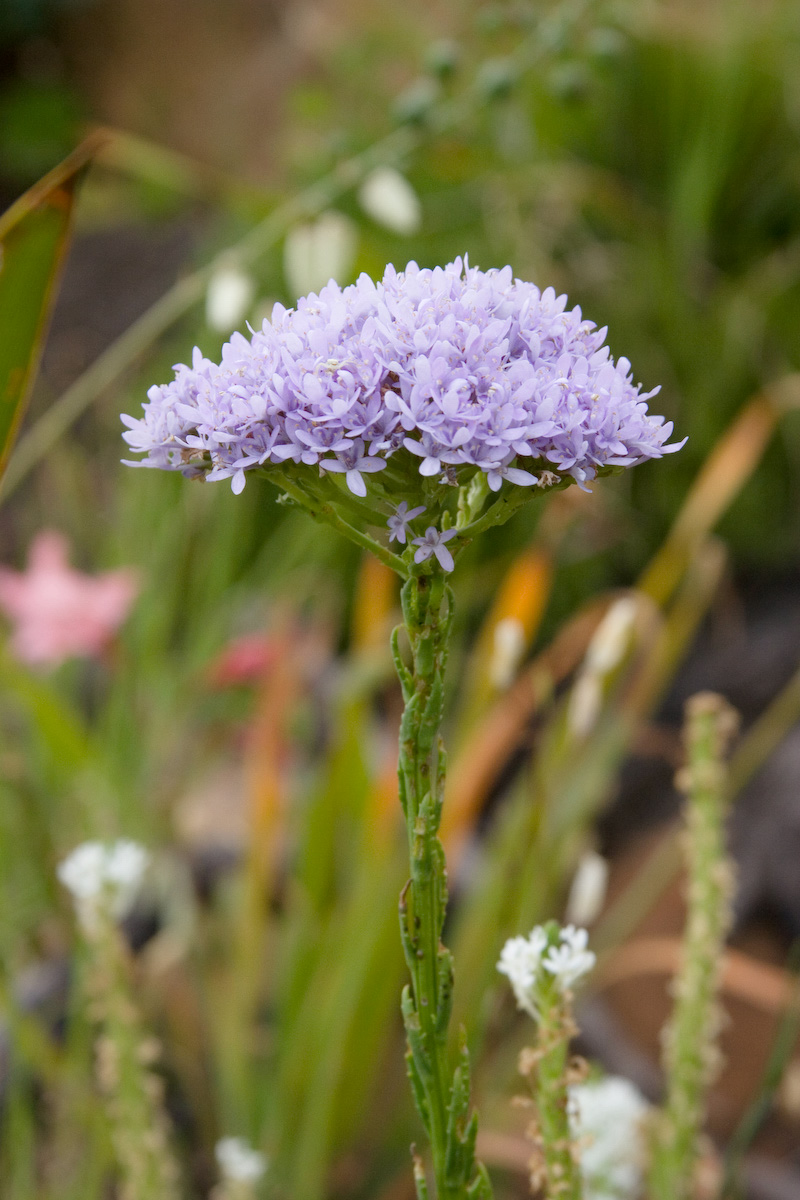
Selago spuria
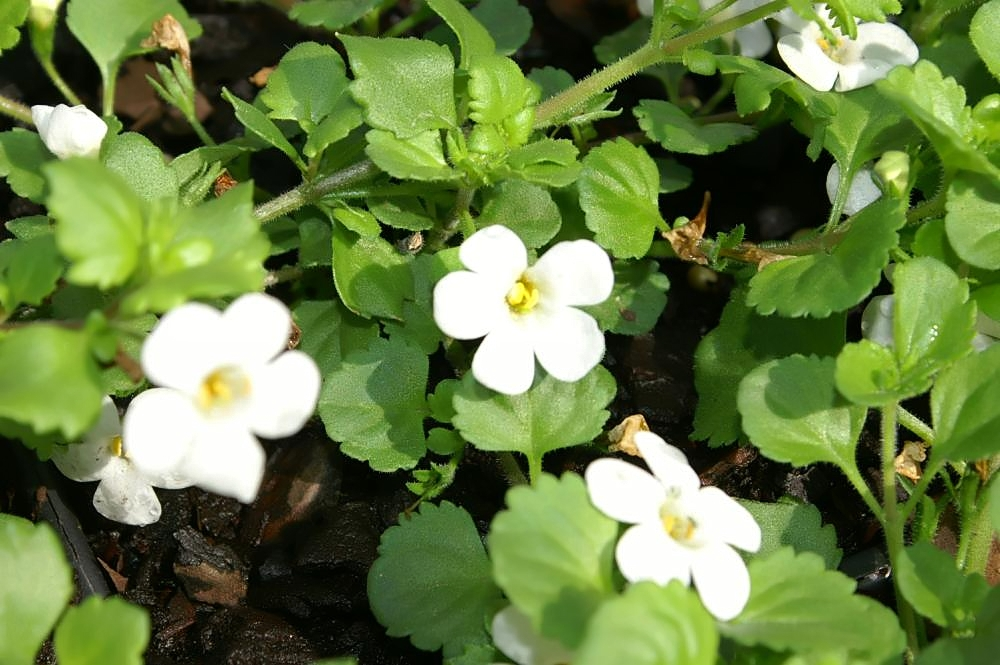
Sutera grandiflora
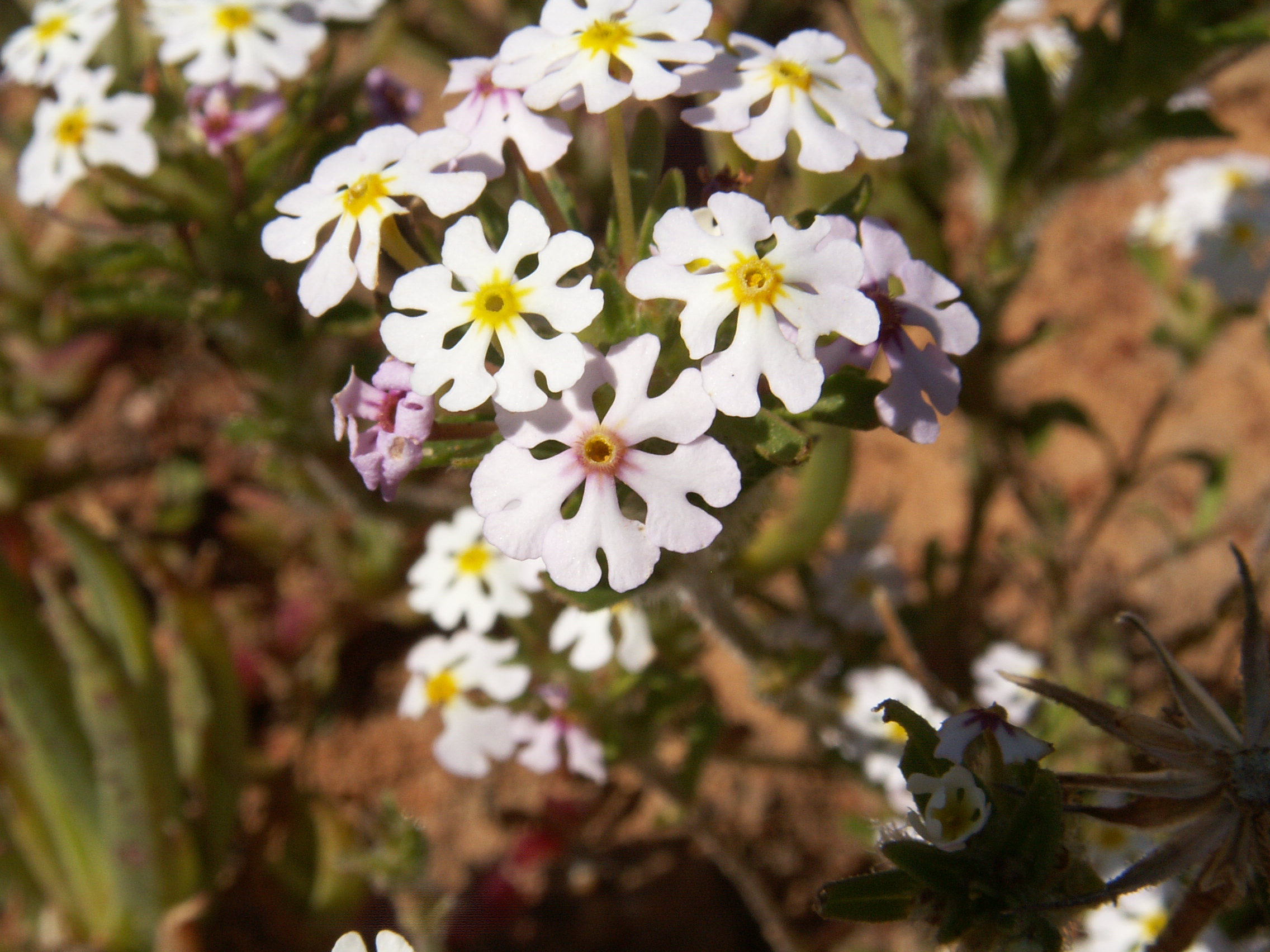
Zaluzianskya affinis
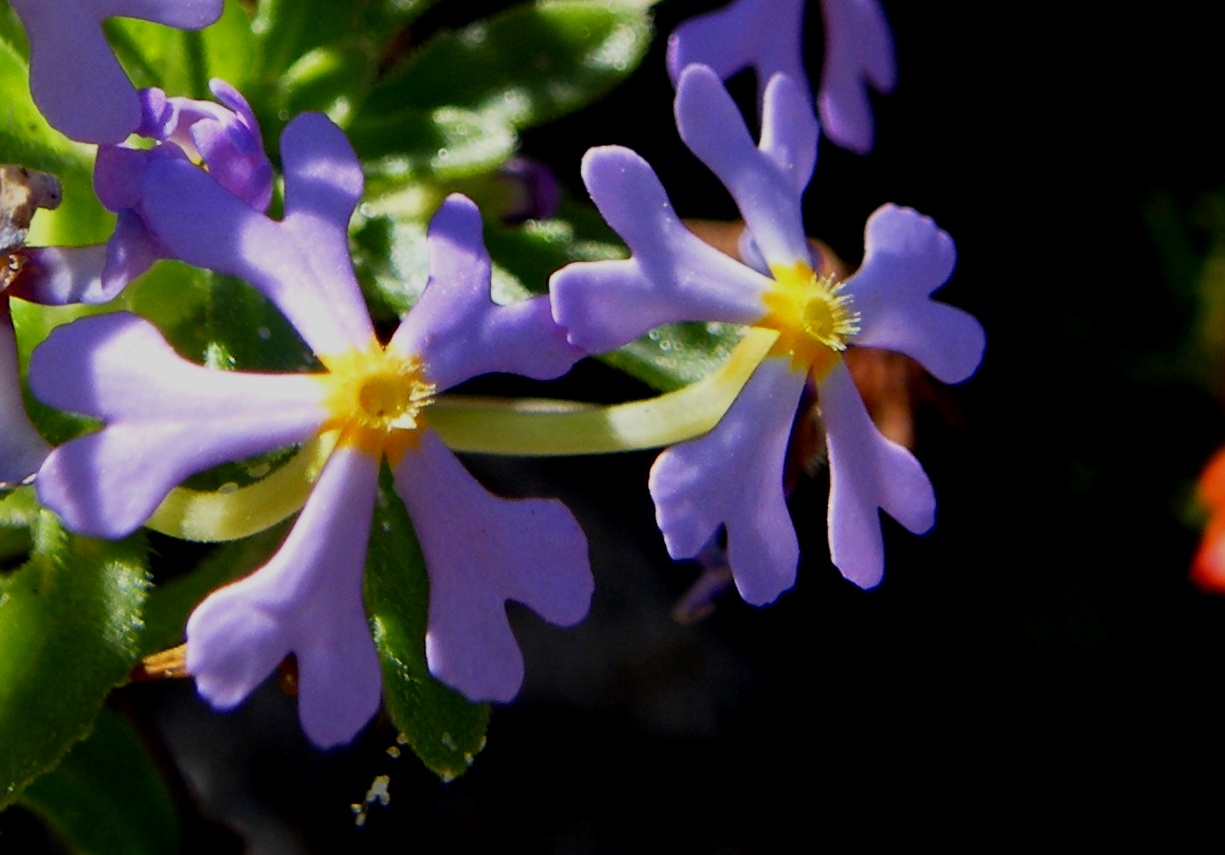
Zaluzianskya villosa
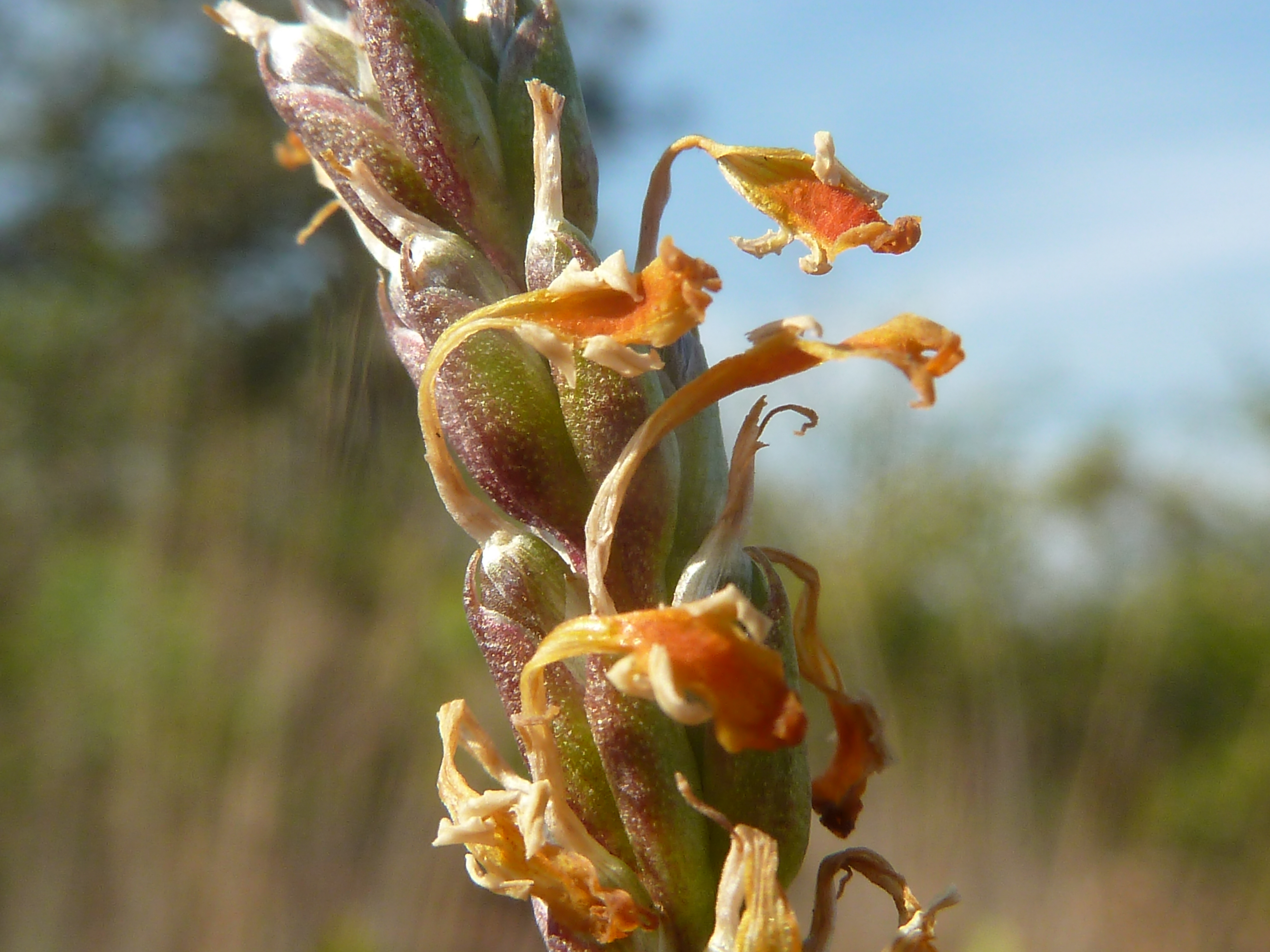
Hebenstretia angolensis
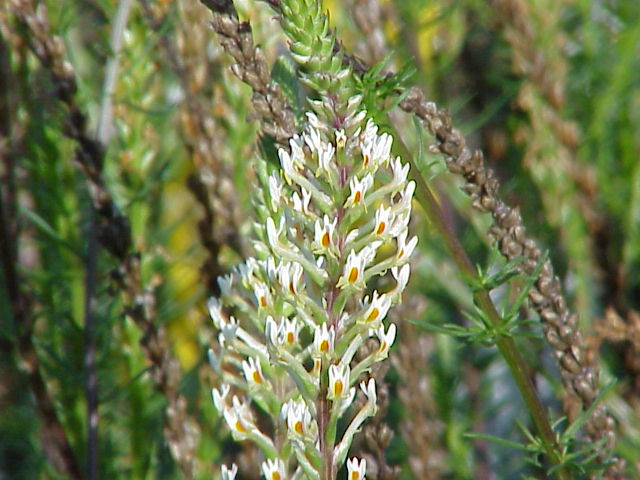
Hebenstreitia integrifolia
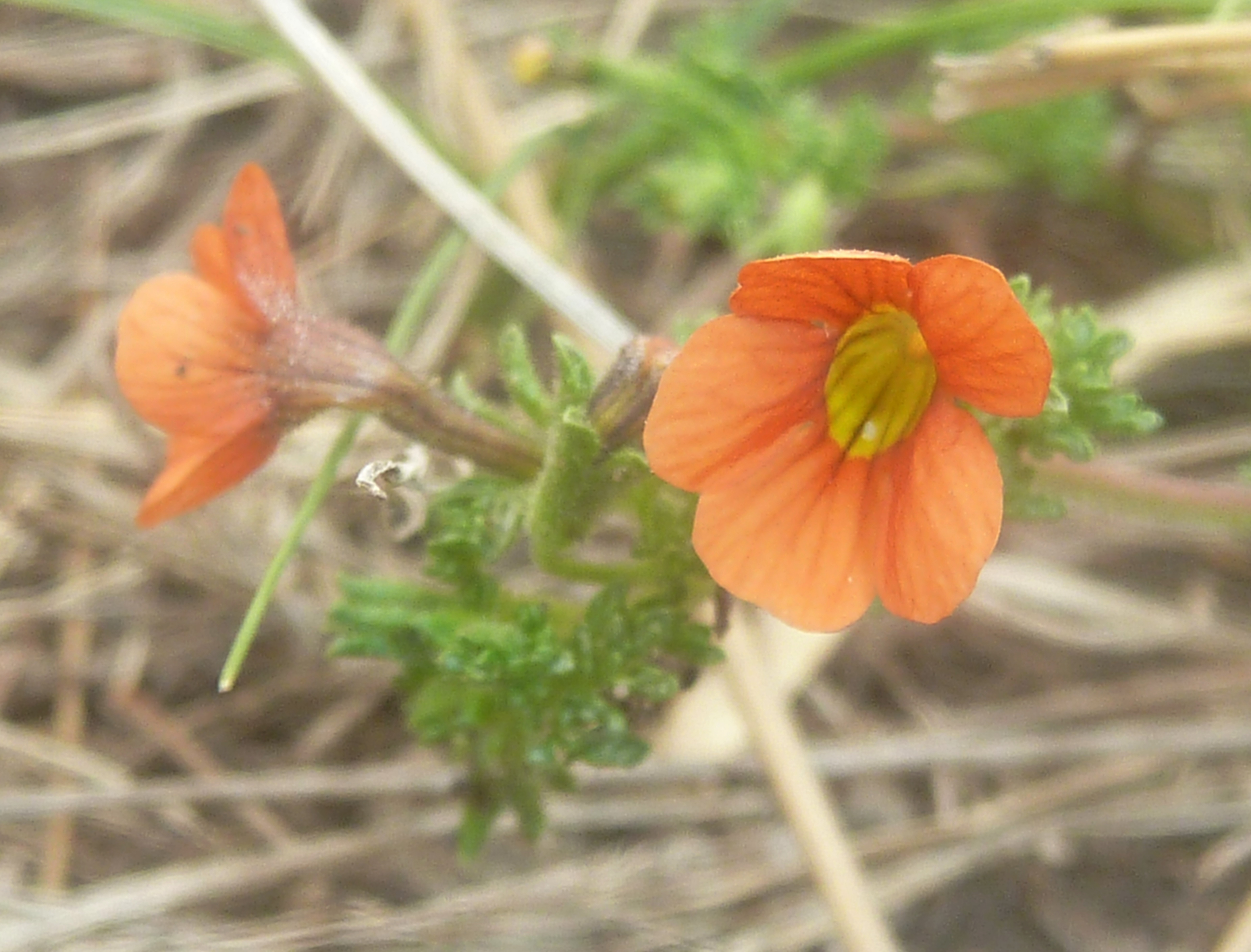
Jamesbrittenia aurantiaca
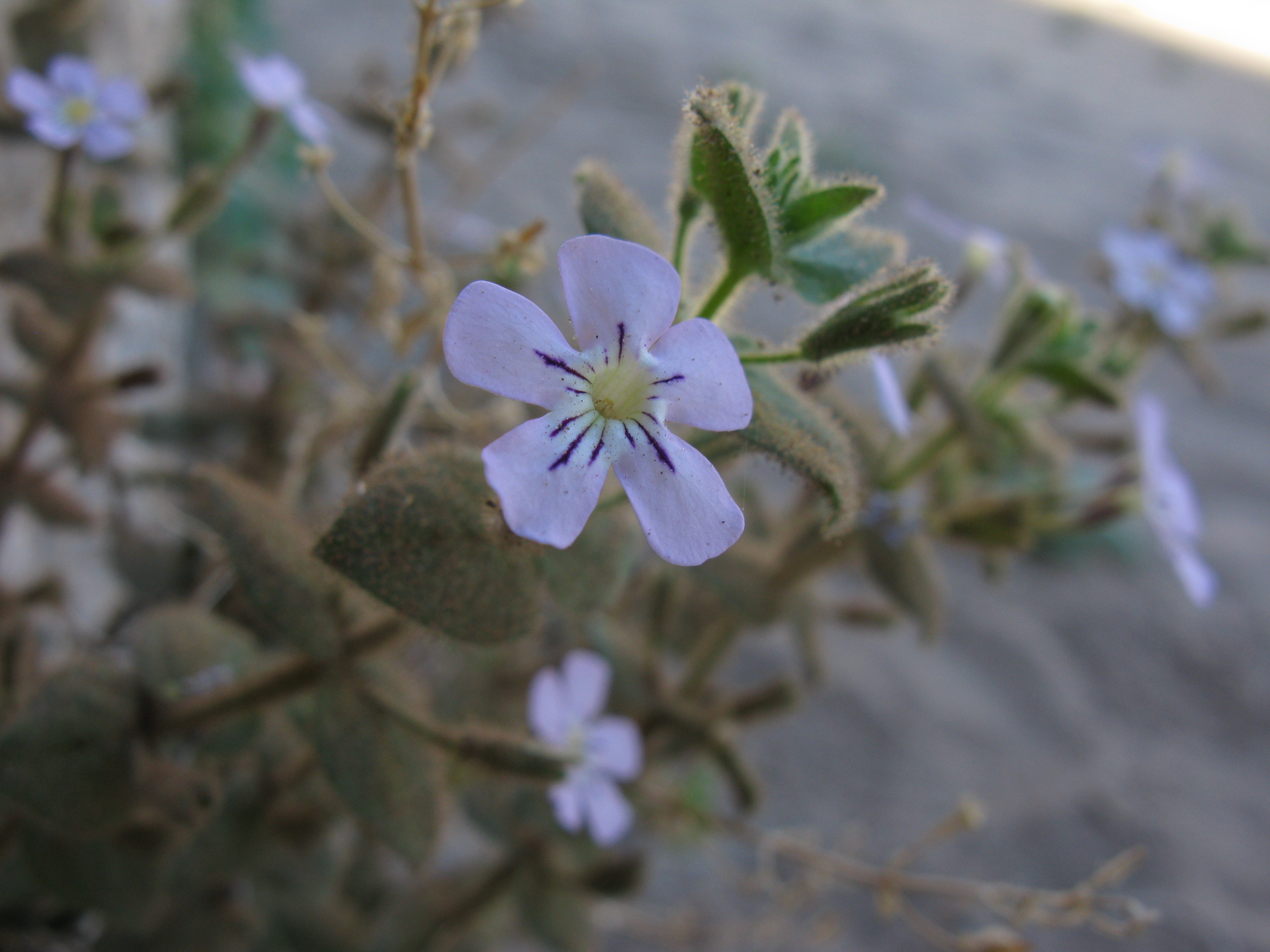
Jamesbrittenia maxii
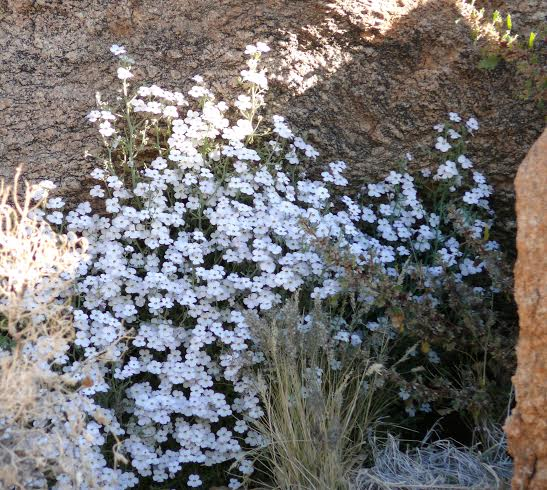
Jamesbrittenia ramosissima
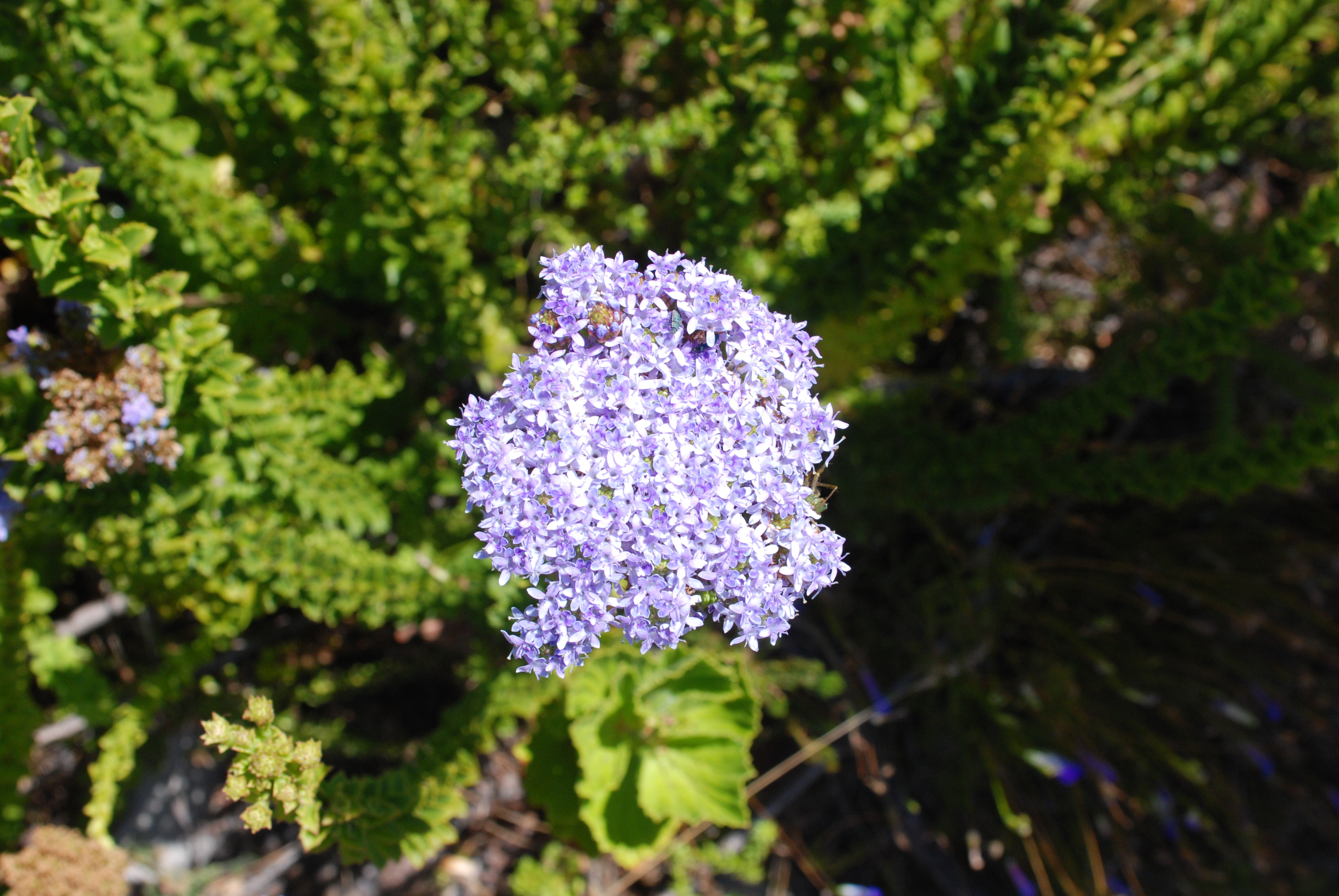
Pseudoselago

### Tribù Myoporeae

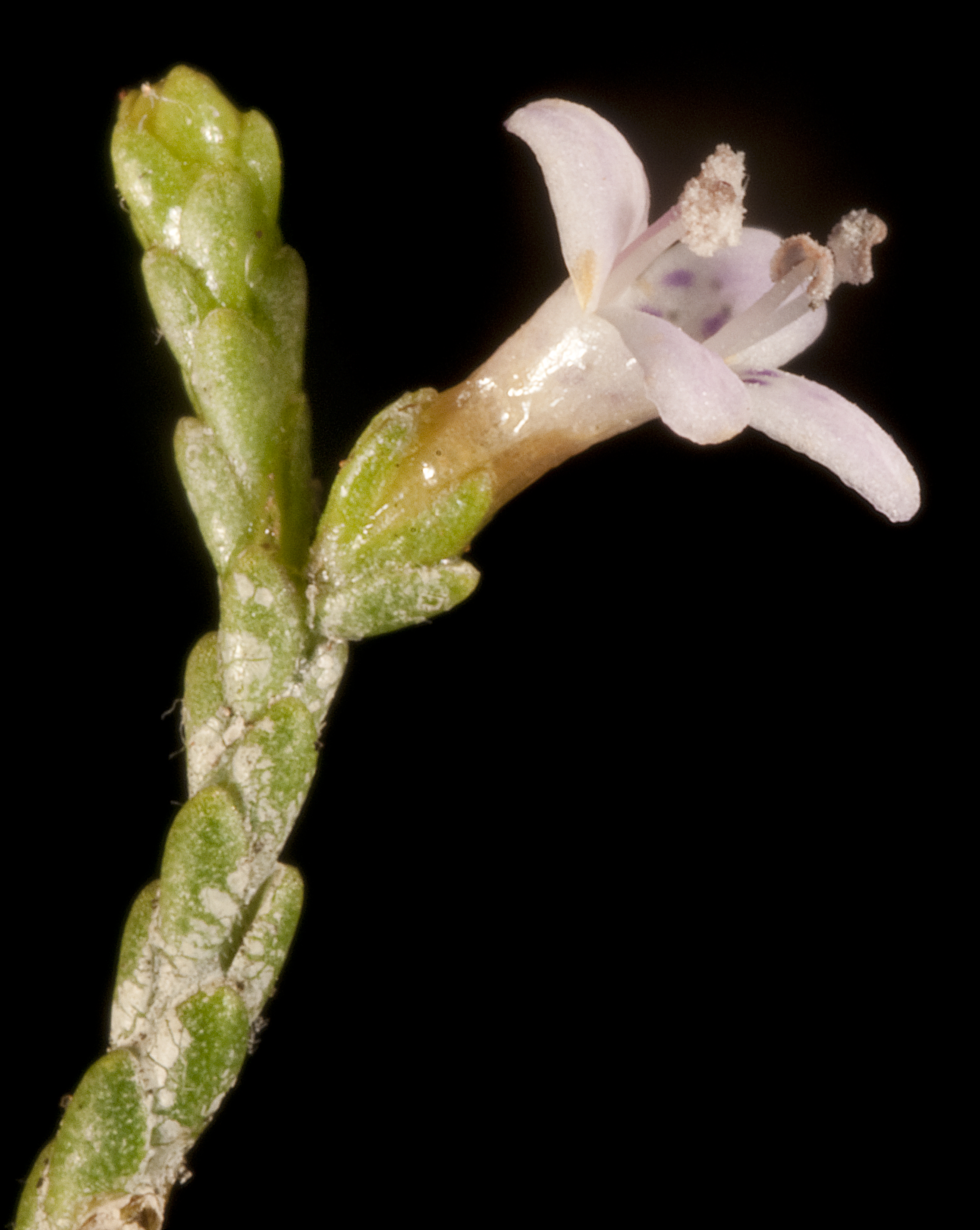
Diocirea microphylla
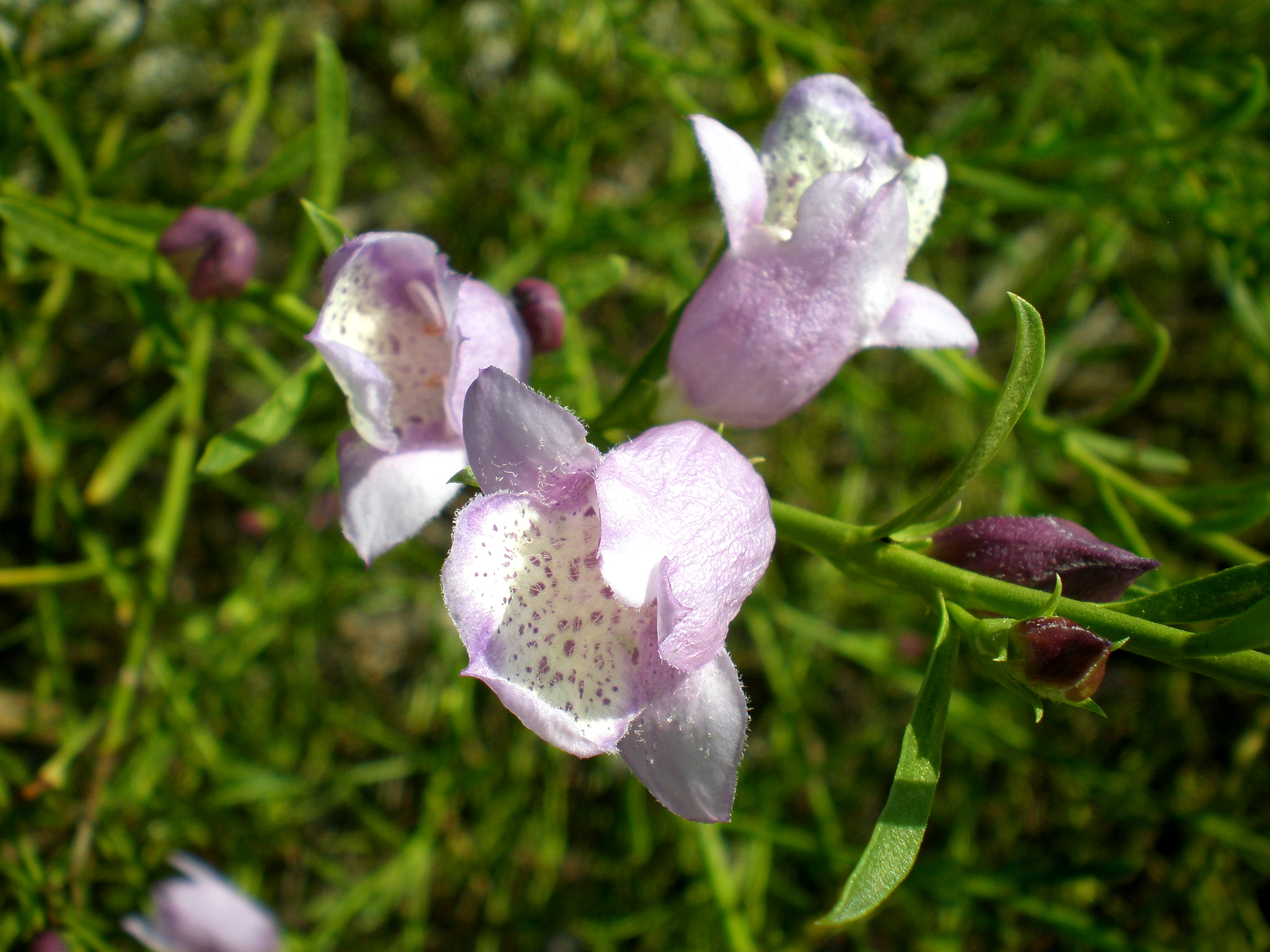
Eremophila divaricata
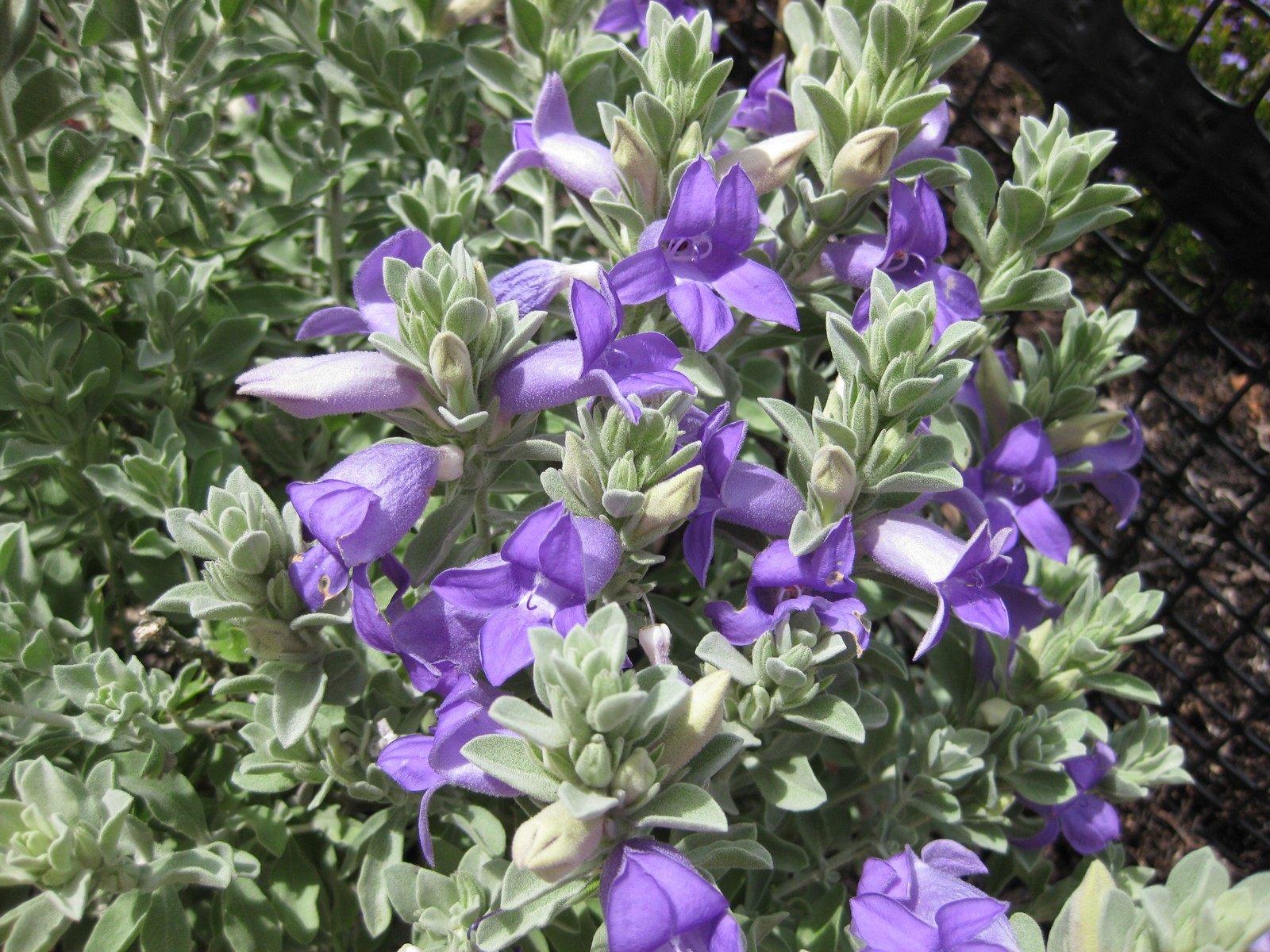
Eremophila hygrophana
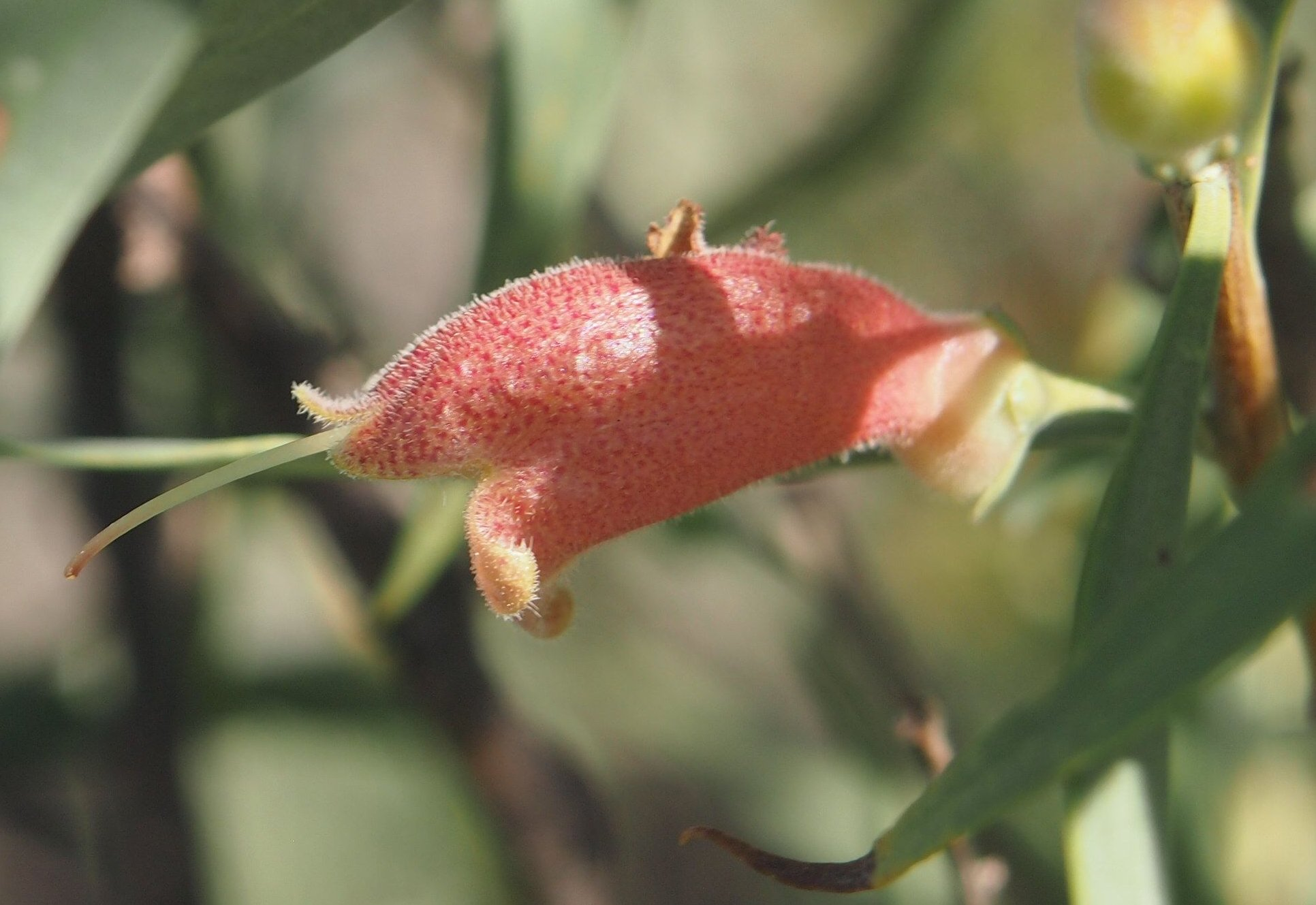
Eremophila longifolia
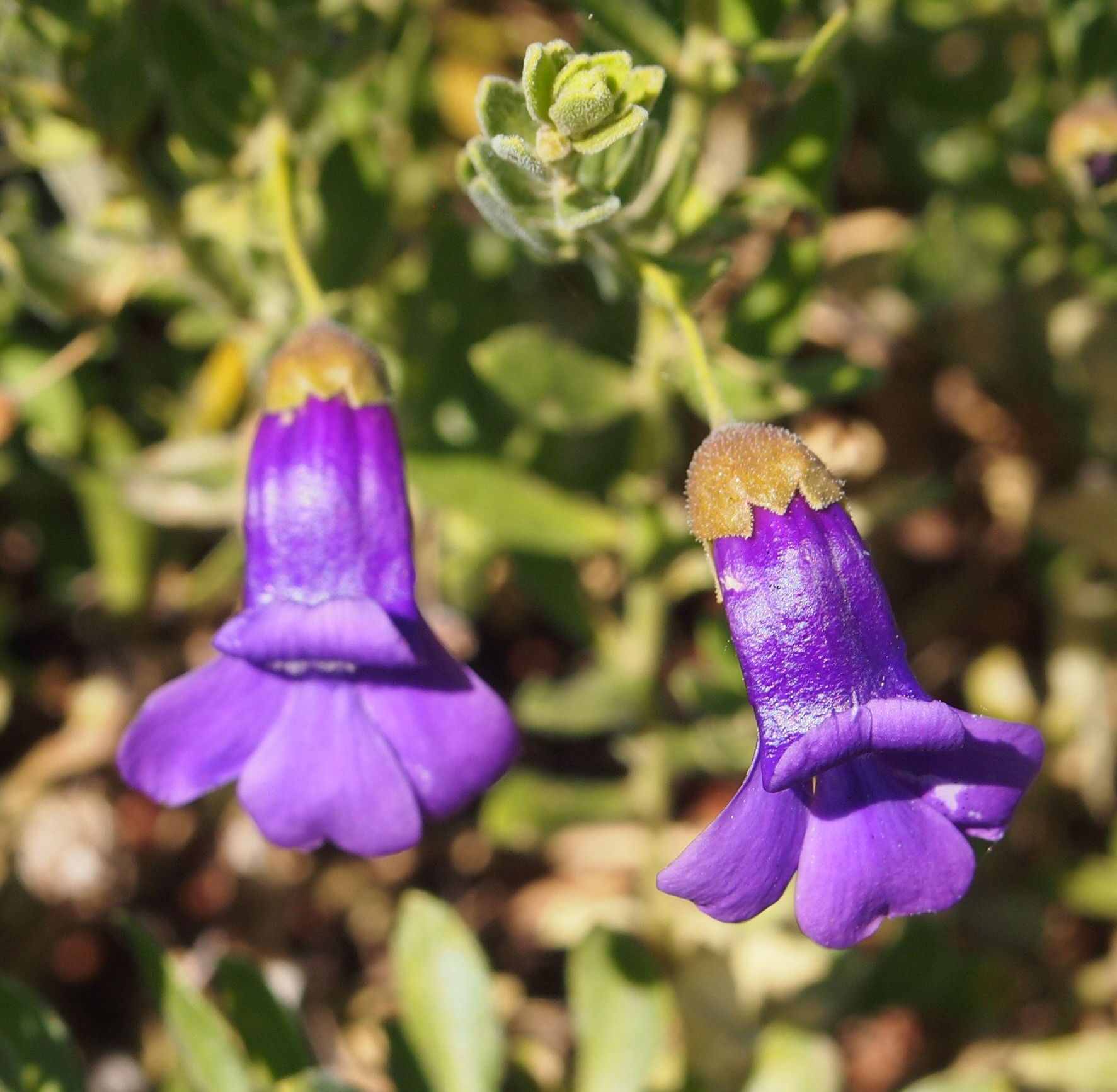
Eremophila macdonnellii
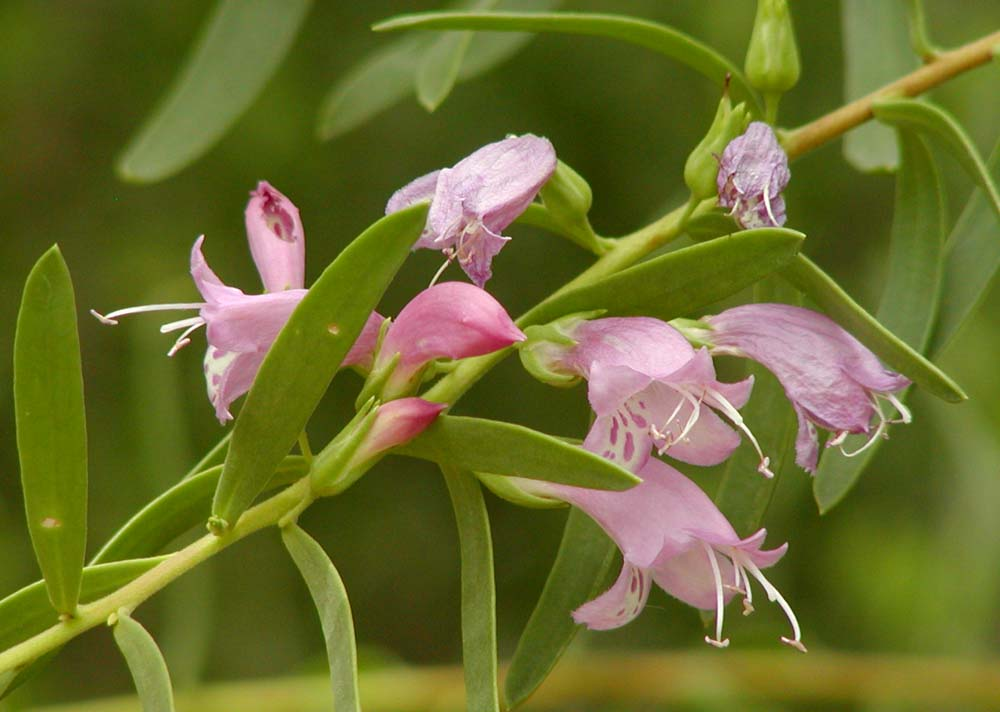
Eremophila maculata
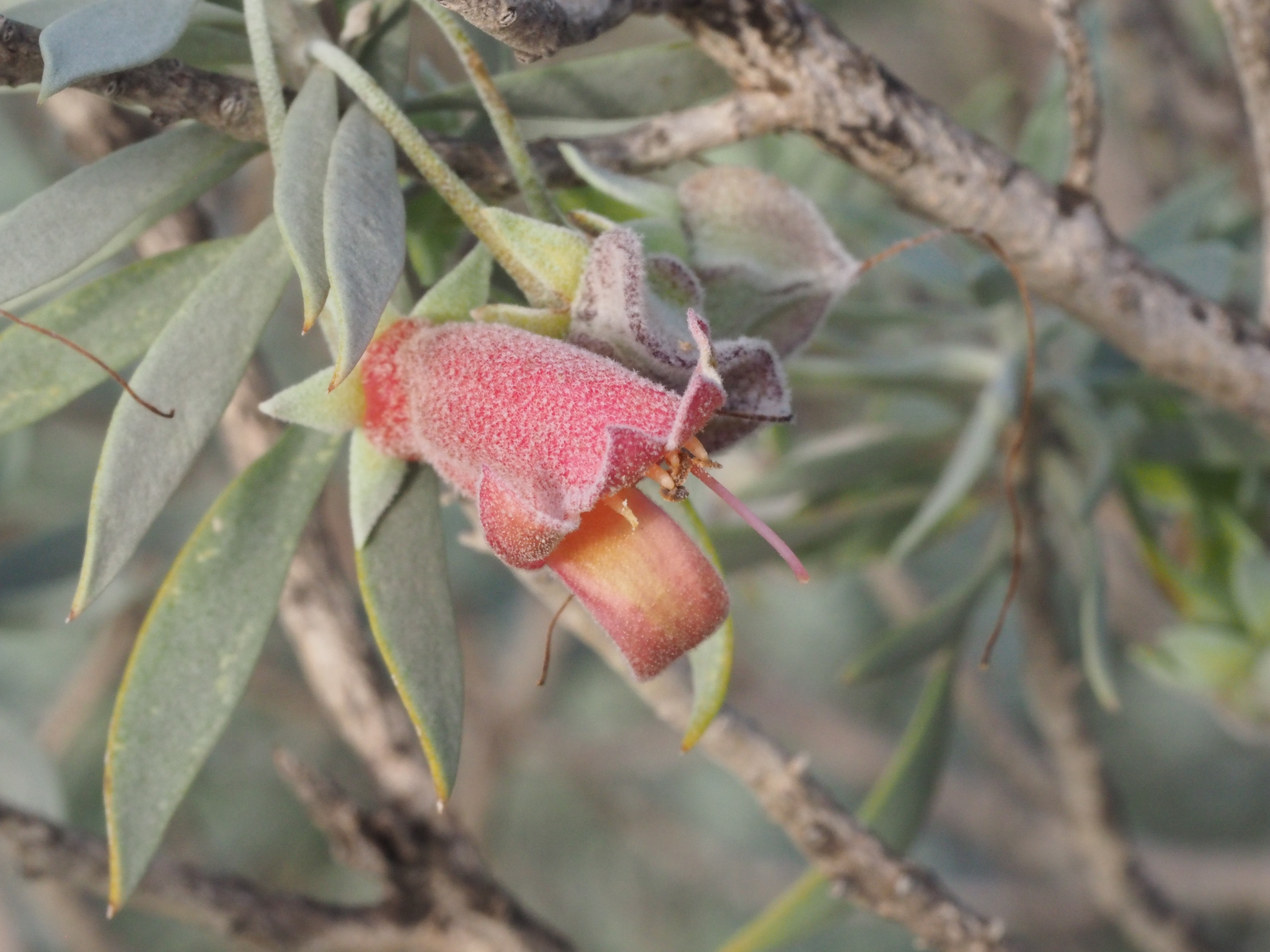
Eremophila pterocarpa
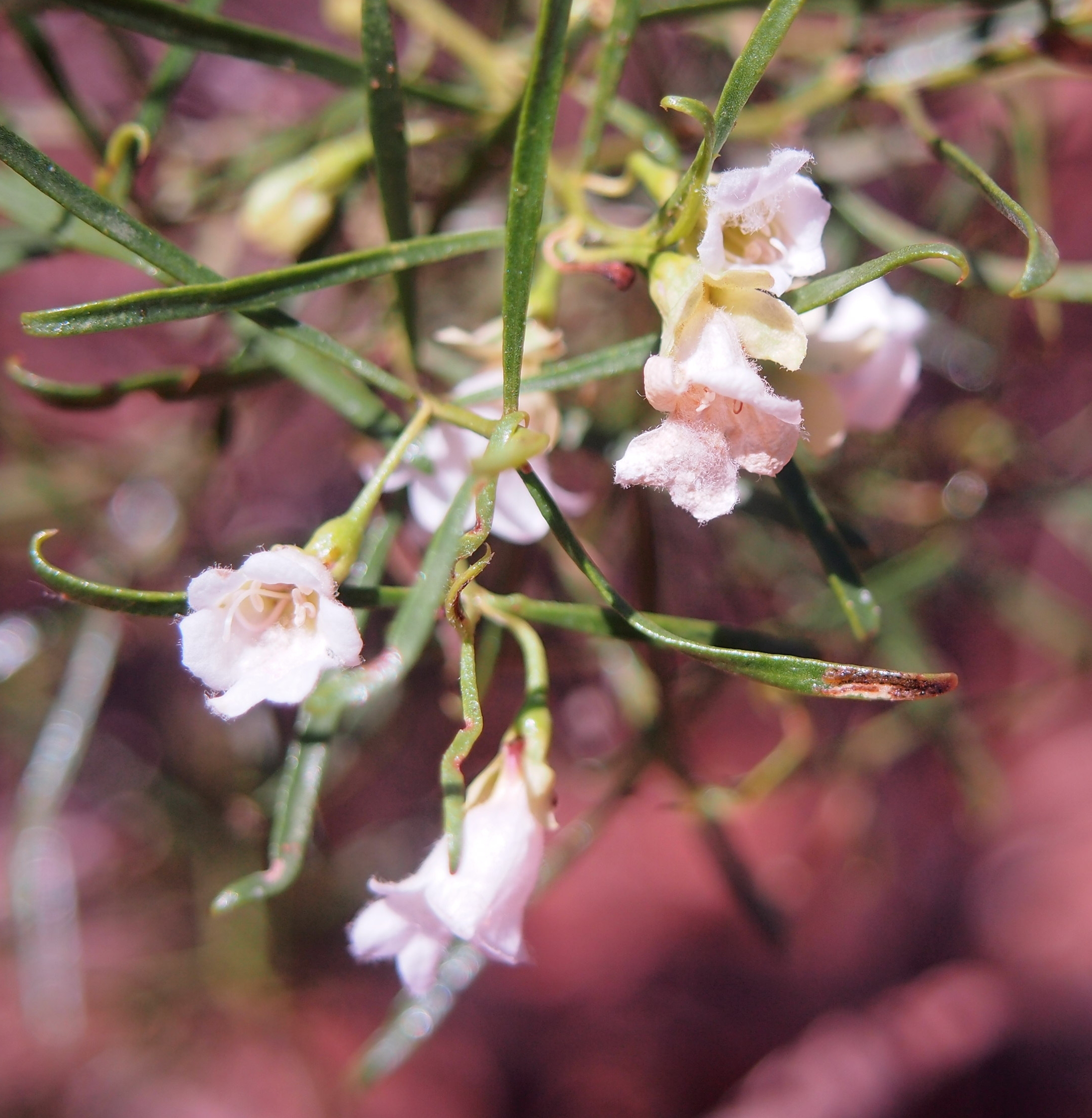
Eremophila sturtii
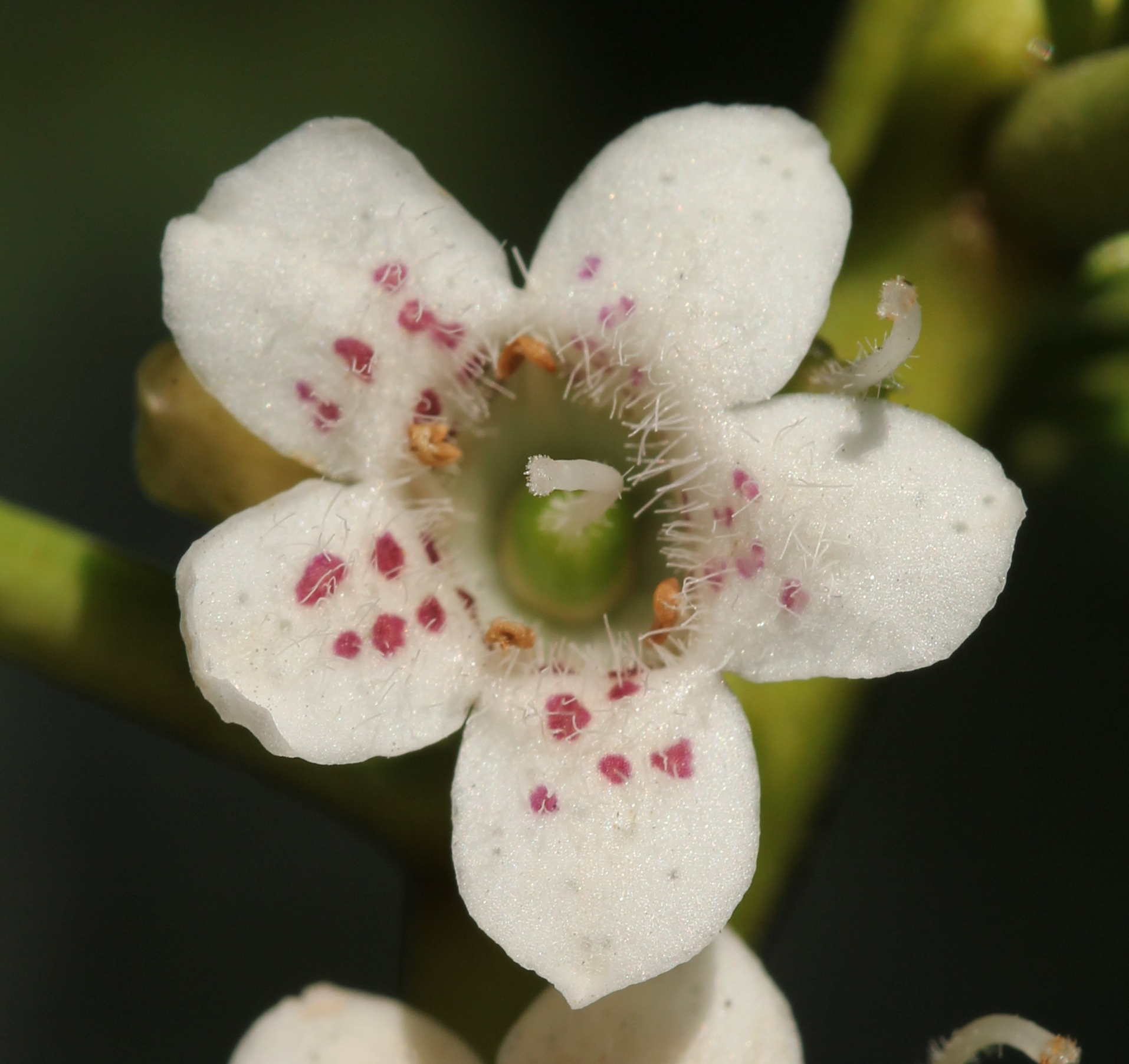
Myoporum laetum
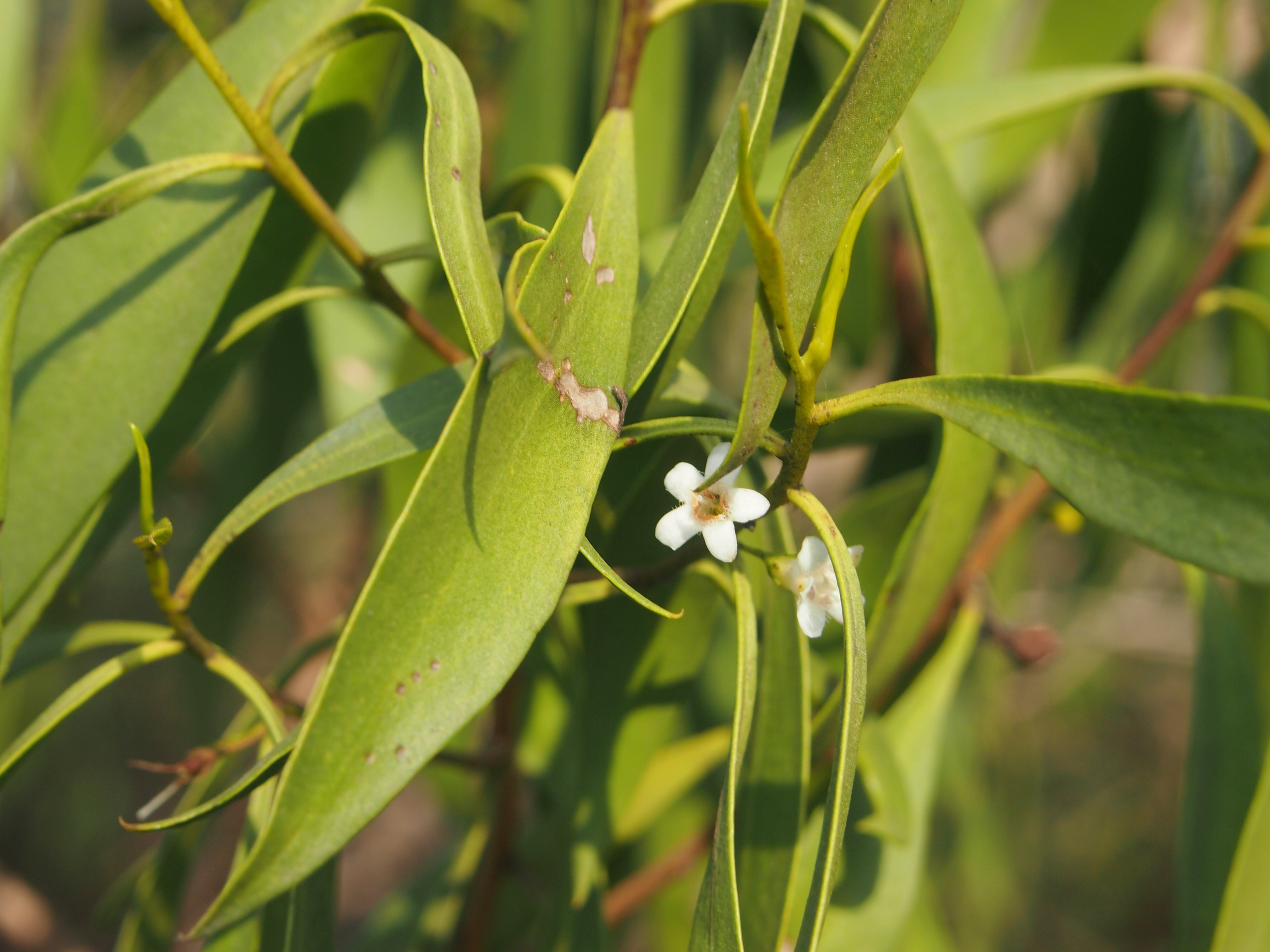
Myoporum montanum
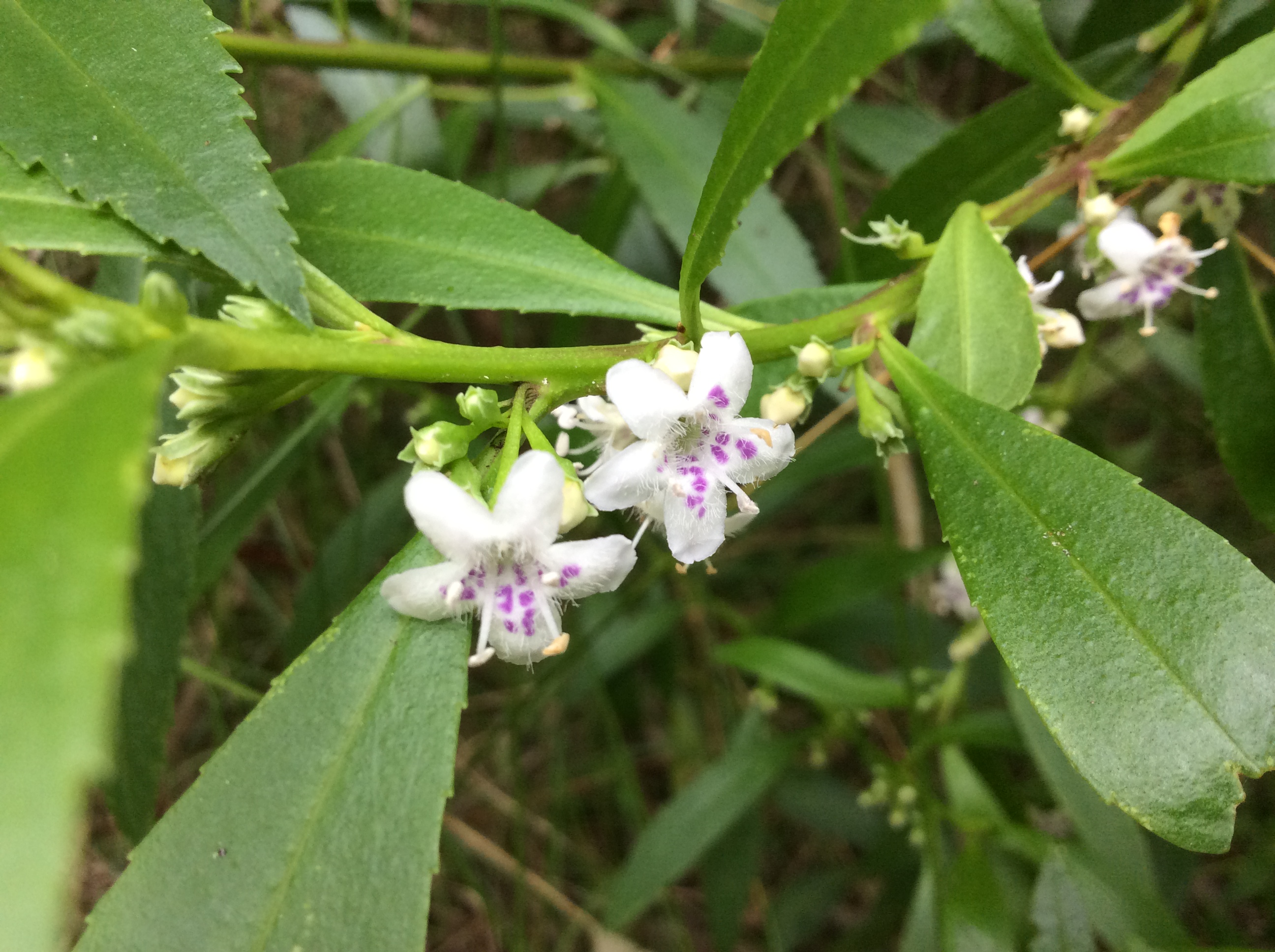
Myoporum tetrandrum

### Tribù Scrophularieae

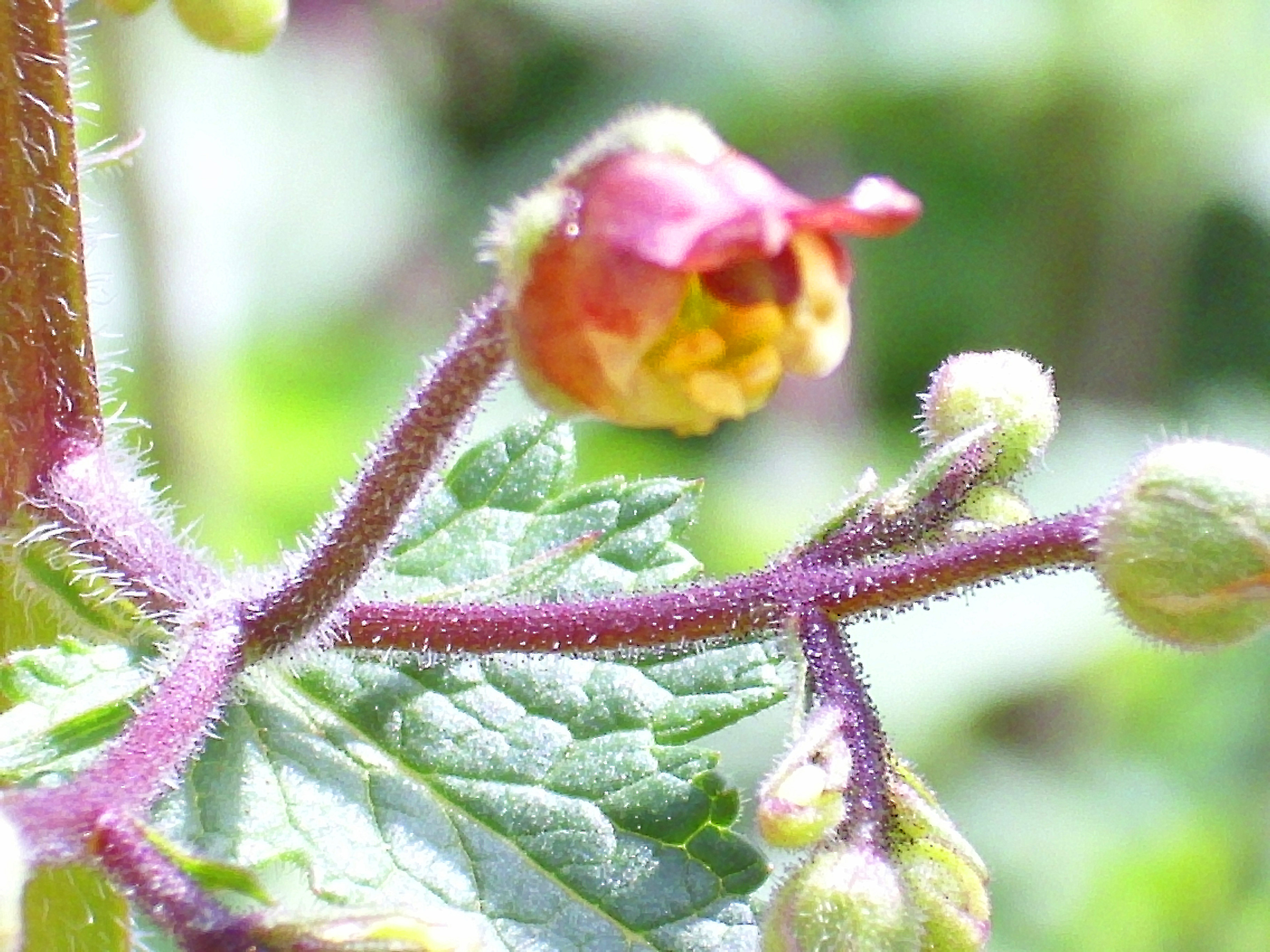
Scrophularia auriculata
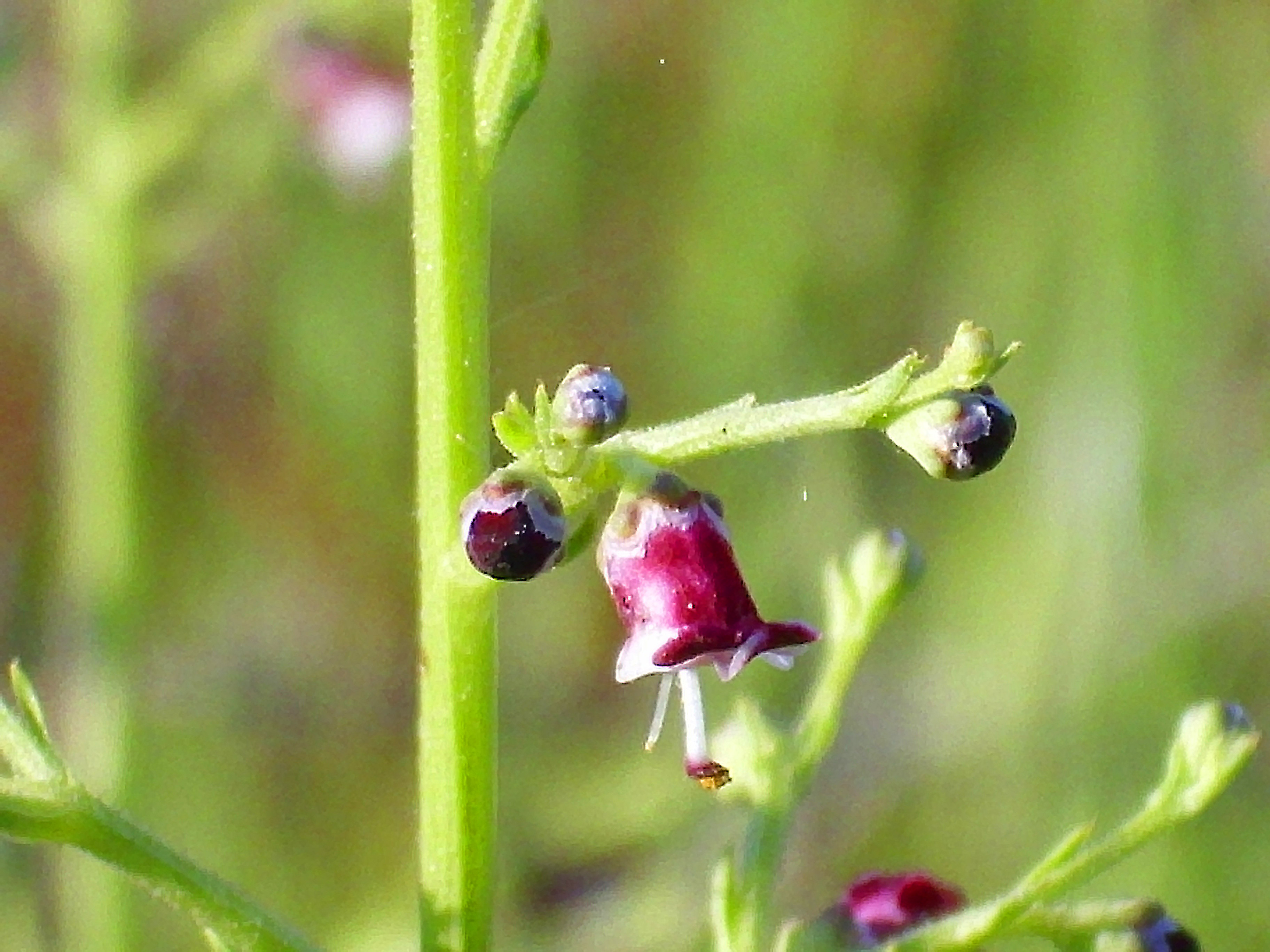
Scrophularia canina
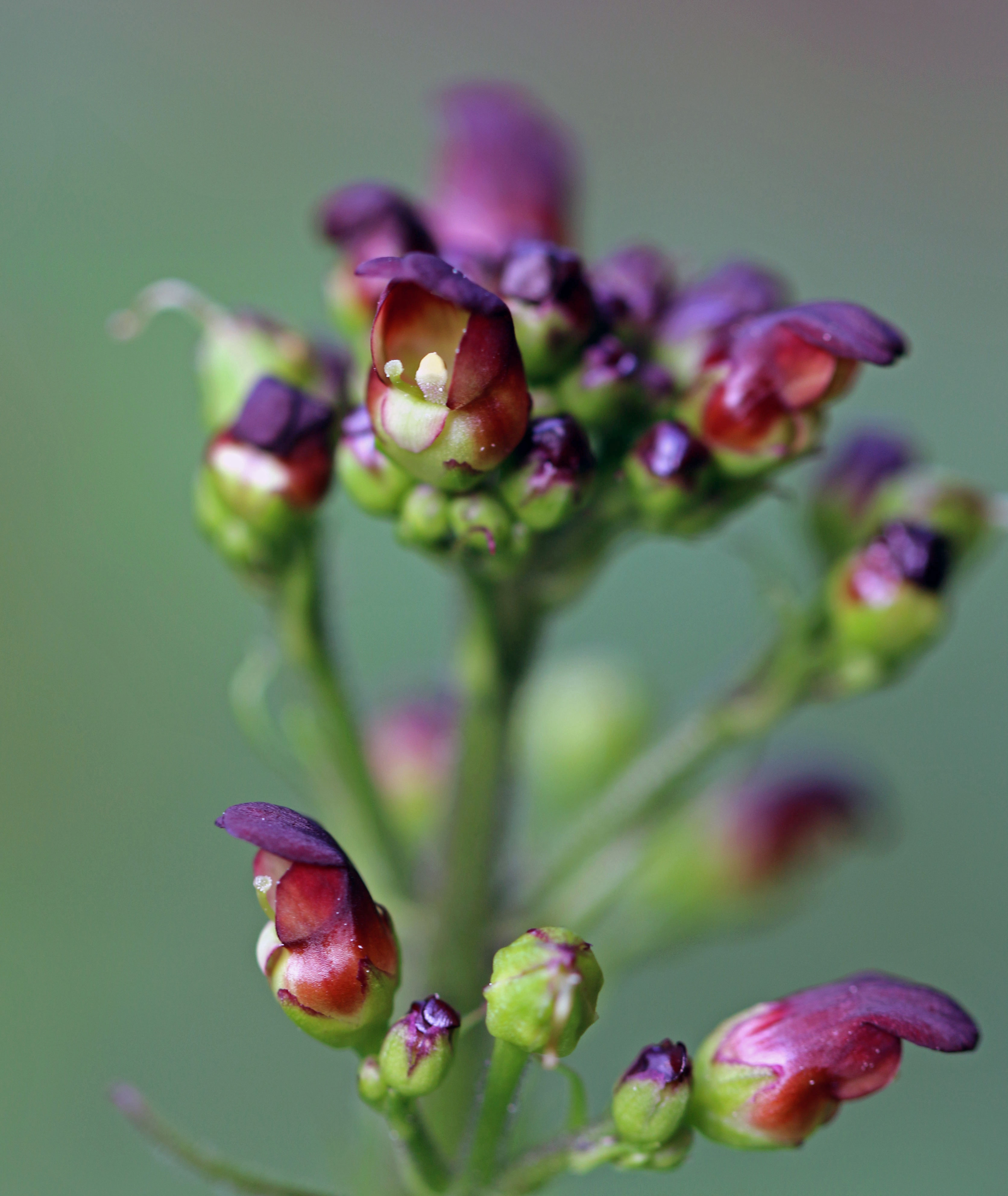
Scrophularia californica
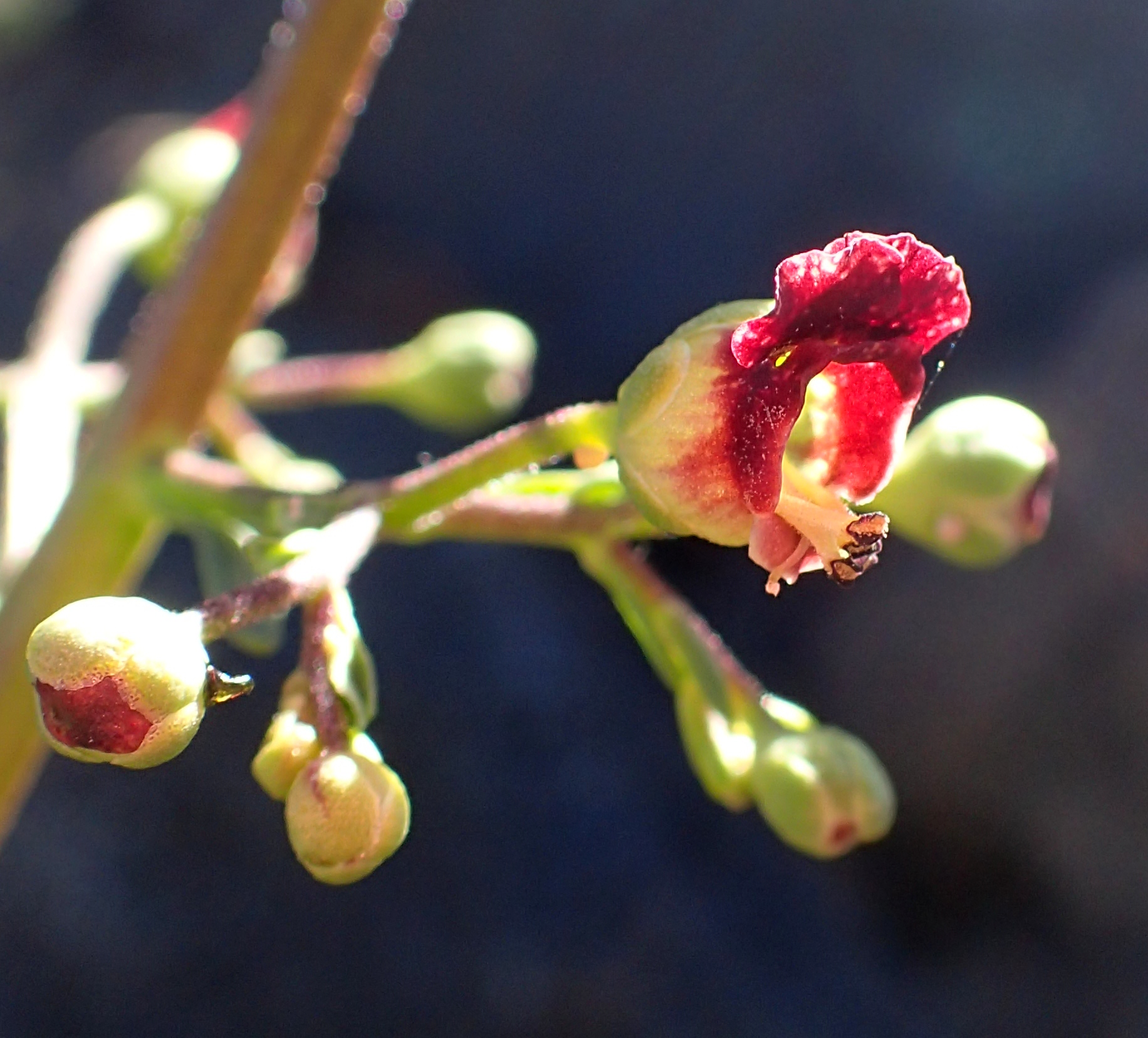
Scrophularia glabrata
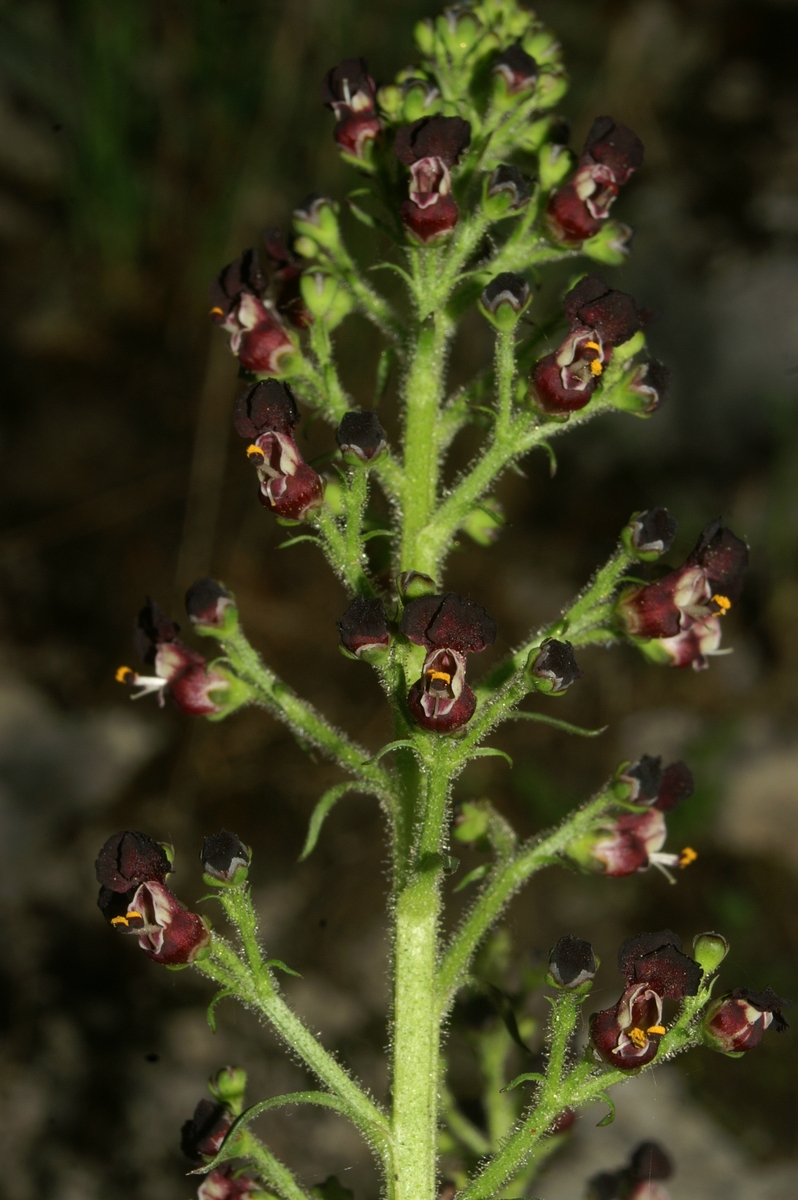
Scropularia juratensis
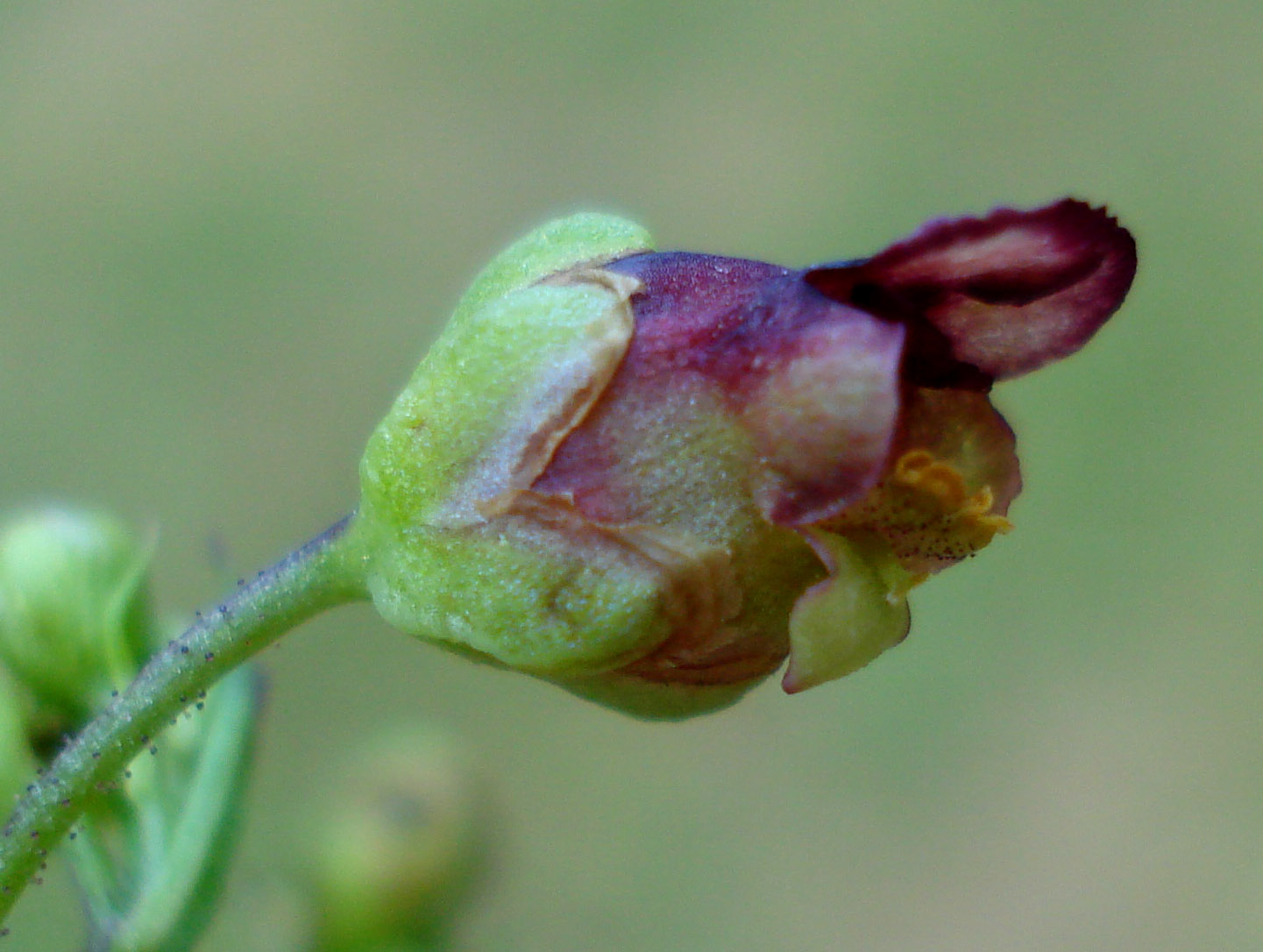
Scrophularia umbrosa
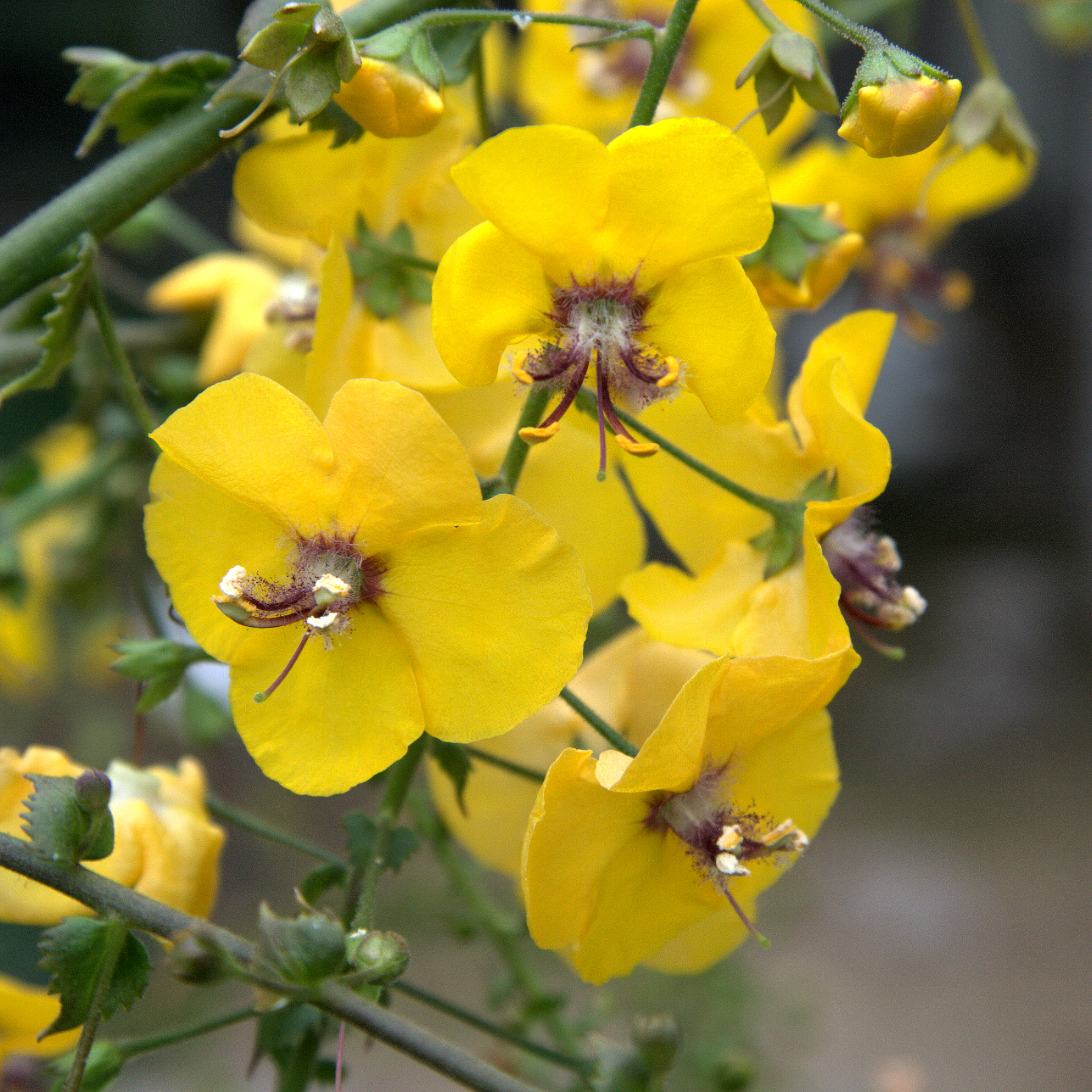
Verbascum arcturus
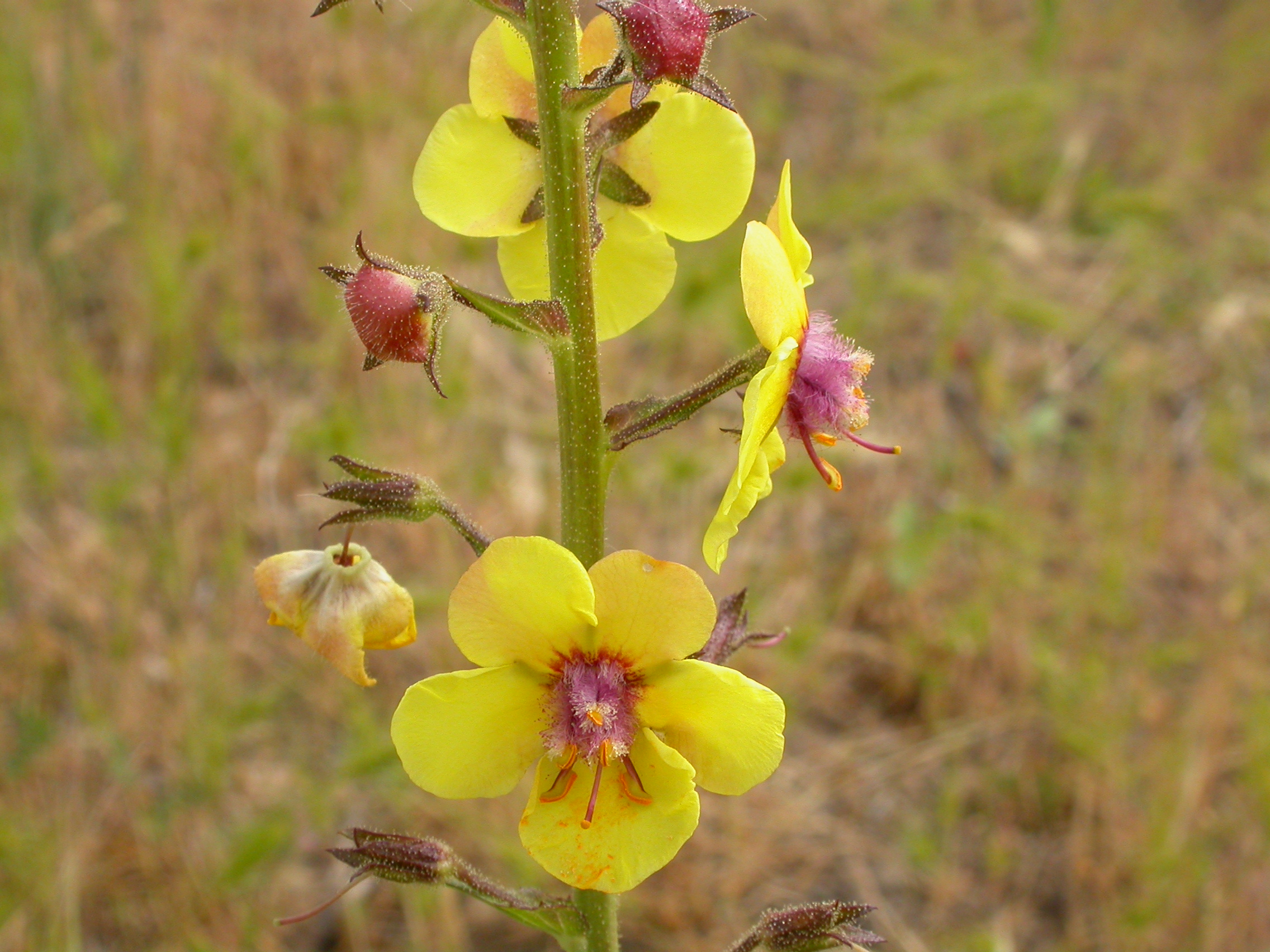
Verbascum blattaria
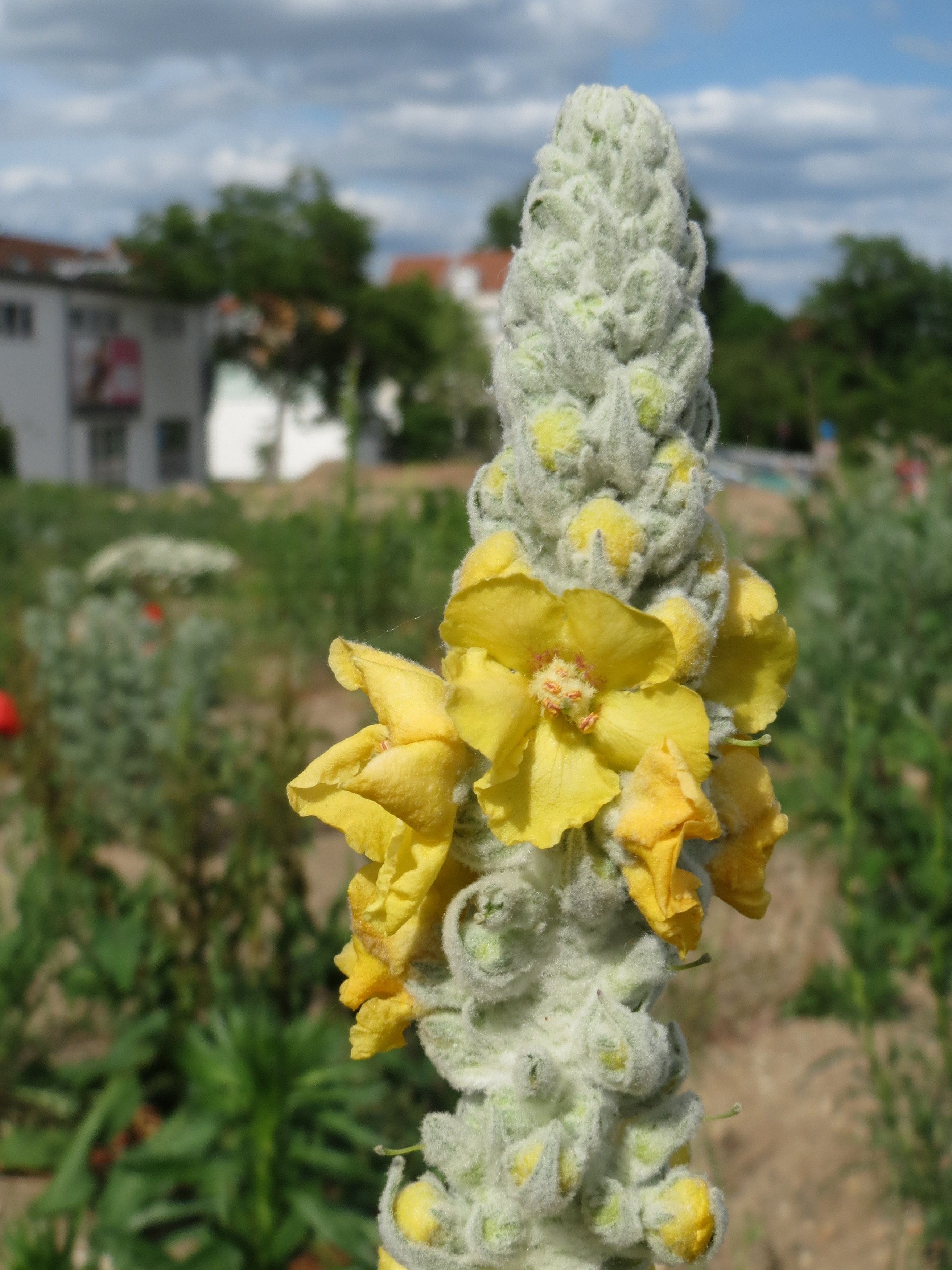
Verbascum densiflorum
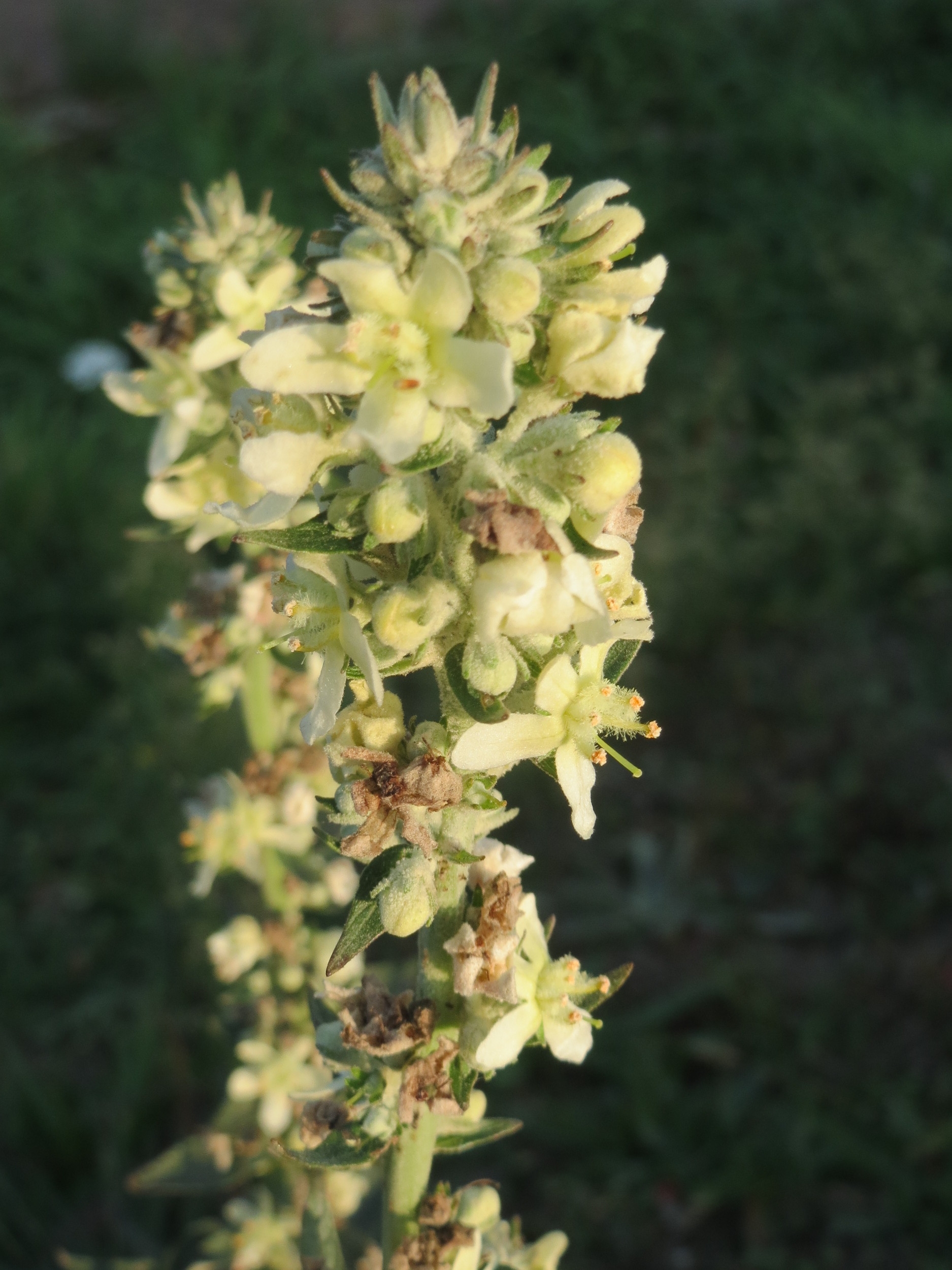
Verbascum lychnitis
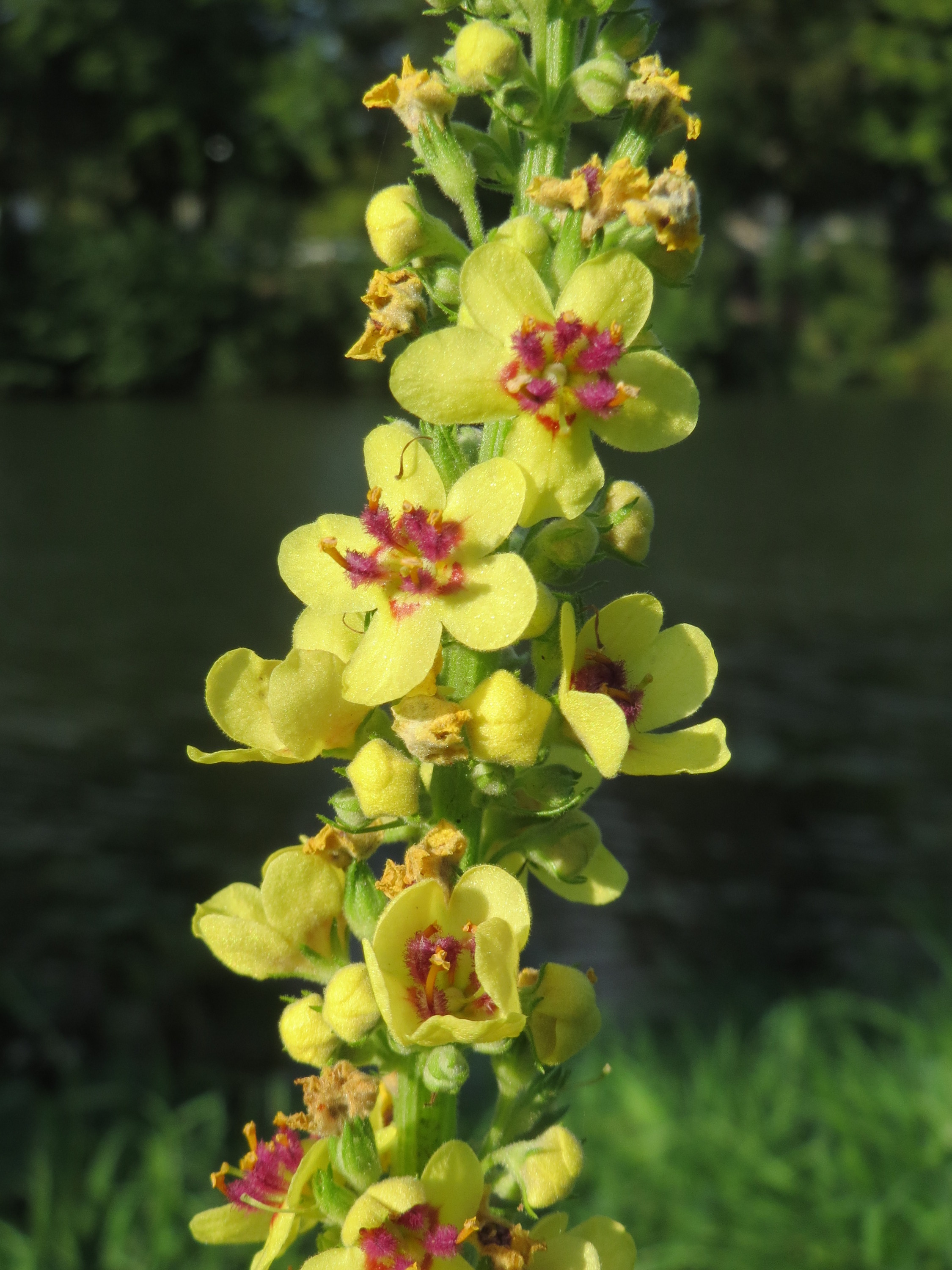
Verbascum nigrum
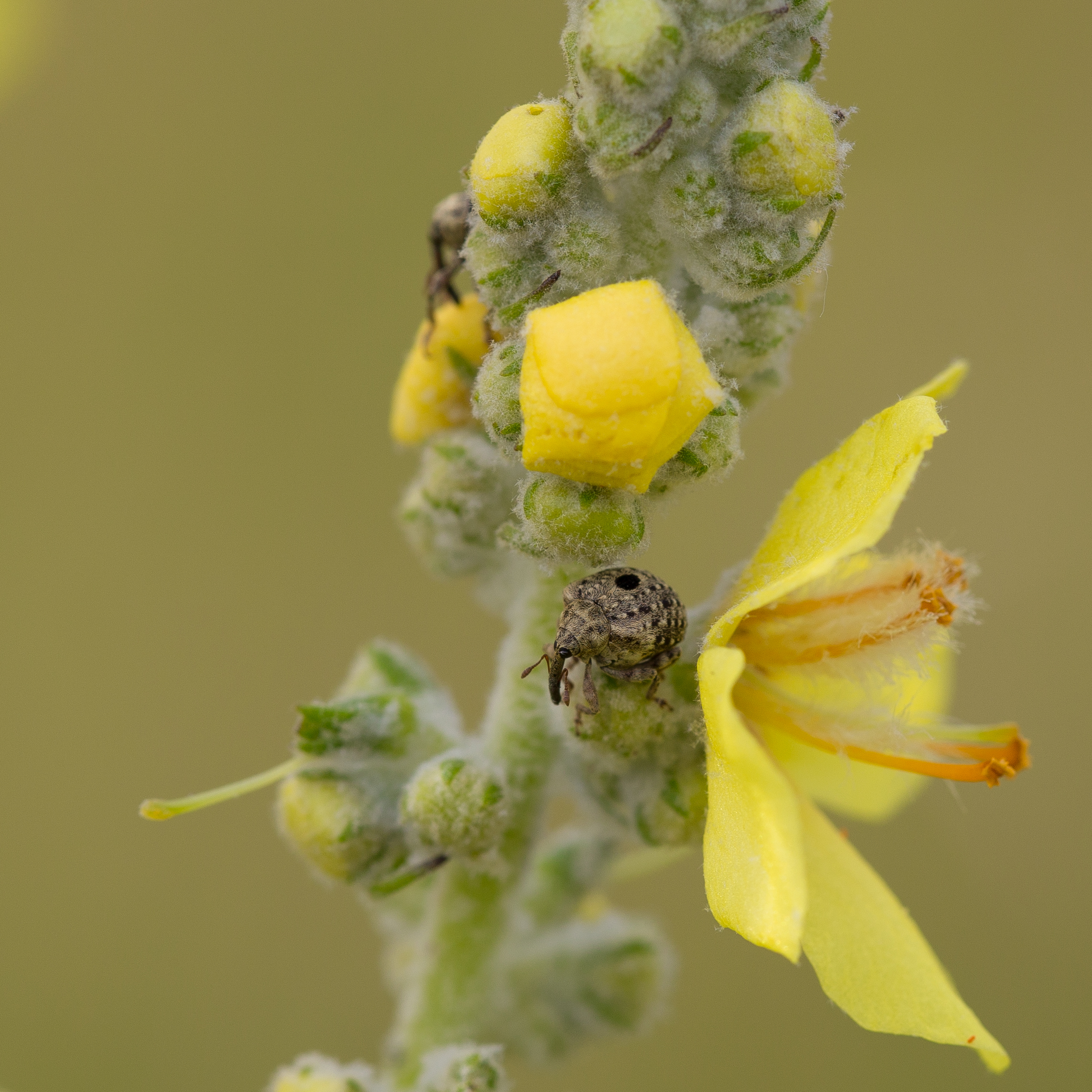
Verbascum thapsus

### Tribù Teedieae

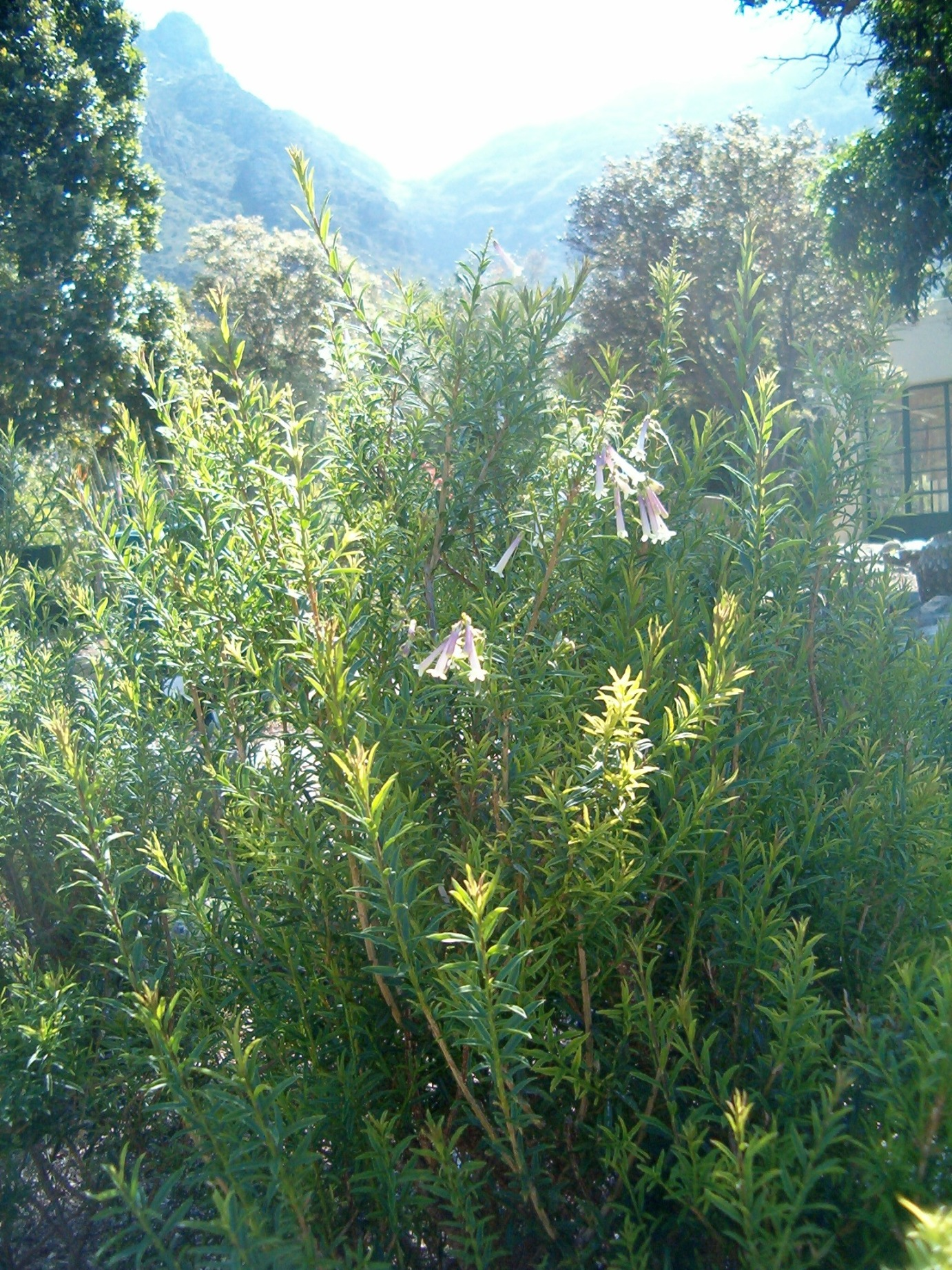
Freylinia helmei
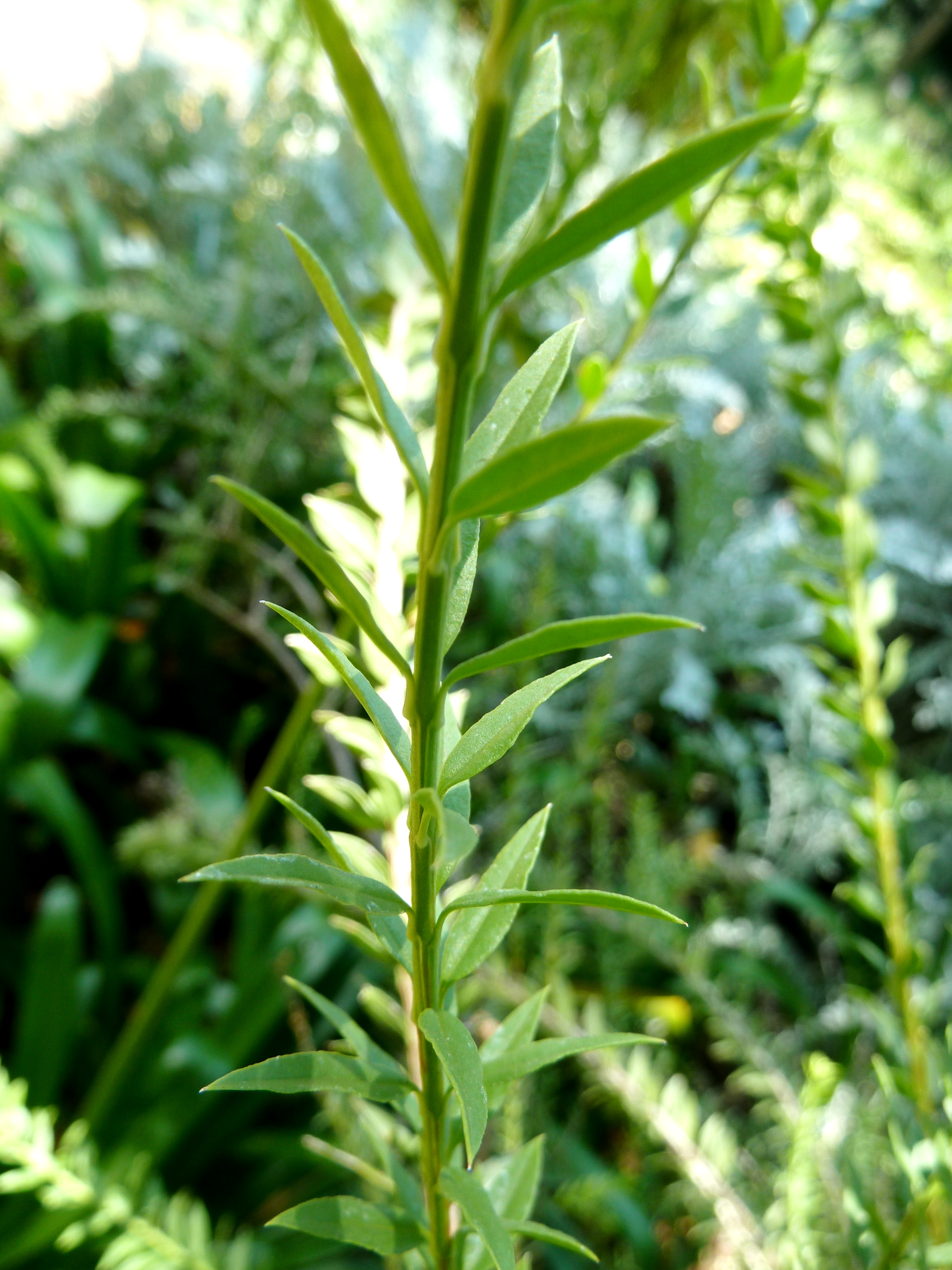
Freylinia undulata
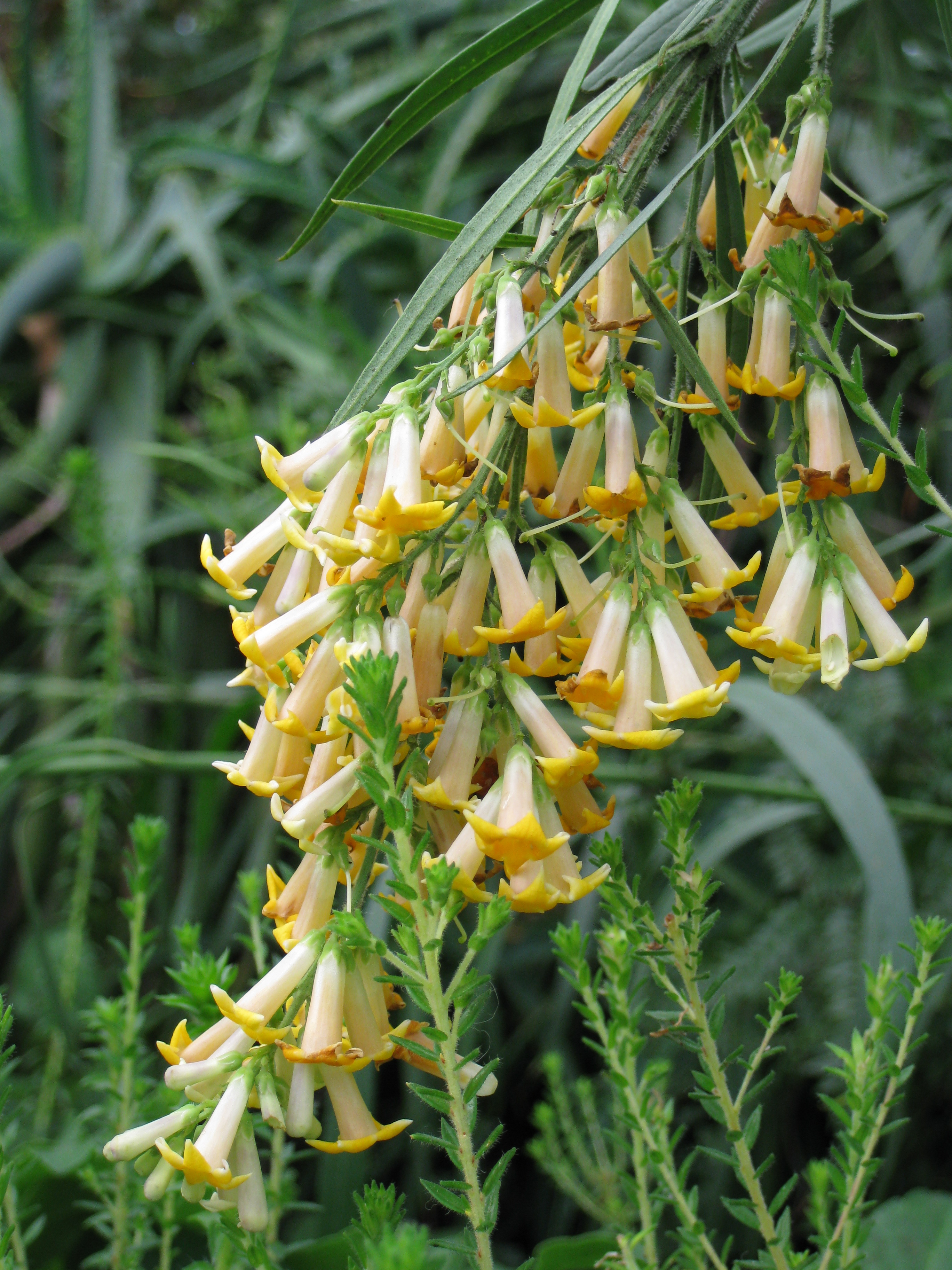
Freylinia lanceolata
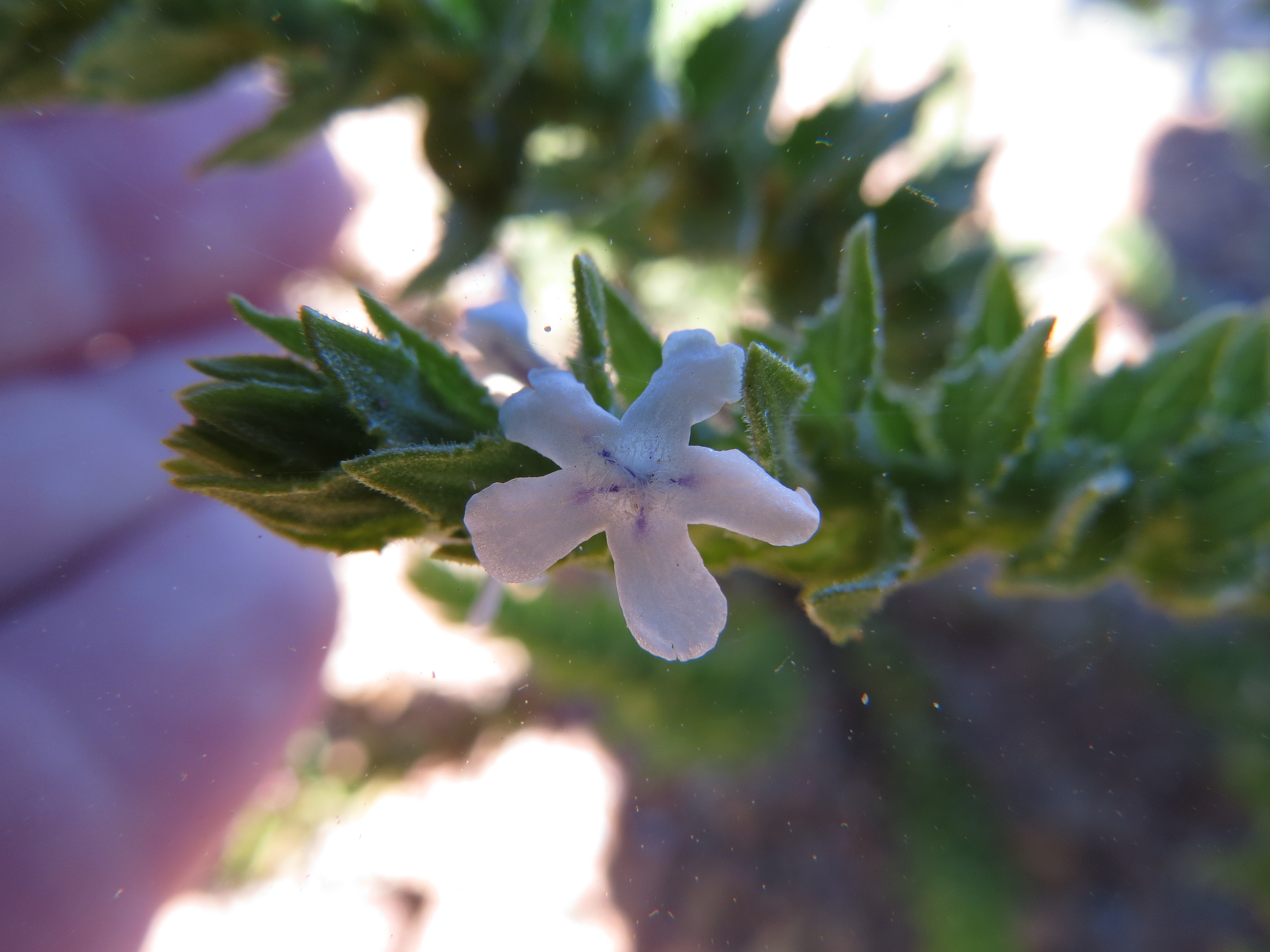
Oftia africana